# Lingua sarda
Il sardo (nome nativo sardu /ˈsaɾdu/, lìngua sarda /ˈliŋɡwa ˈzaɾda/ nelle varietà campidanesi o limba sarda /ˈlimba ˈzaɾda/ nelle varietà logudoresi e in ortografia LSC) è una lingua parlata in Sardegna e appartenente alle lingue romanze del ramo indoeuropeo. Per differenziazione evidente sia ai parlanti nativi, sia ai non sardi, sia agli studiosi, è considerata autonoma dagli altri sistemi dialettali di area italica, gallica e iberica: viene pertanto classificata come idioma a sé stante nel panorama neolatino.
Dal 1997 la legge regionale riconosce alla lingua sarda pari dignità rispetto all'italiano. Dal 1999, con la legge nazionale sulle minoranze linguistiche, la lingua sarda, risultandovi inclusa assieme a undici altri gruppi, è de jure tutelata con diversi progetti finora sostenuti, per quanto ancora non risulti integrata in ambito scolastico per il suo apprendimento.
Fra le dodici comunità di minoranza, quella sarda è la più robusta in termini assoluti benché in continua diminuzione nel numero di locutori e lingua minoritaria in pericolo di estinzione.

## Situazione attuale
Per quanto la comunità di locutori possa definirsi come avente una "elevata coscienza linguistica", il sardo è attualmente classificato dall'UNESCO nei suoi principali dialetti come una lingua in serio pericolo di estinzione (definitely endangered), essendo gravemente minacciato dal processo di deriva linguistica verso l'italiano, il cui tasso di assimilazione, ingenerato dal diciannovesimo secolo in poi, presso la popolazione sarda è ormai alquanto avanzato in via esclusiva e sottrattiva verso gli idiomi storici dell'isola. Lo stato alquanto fragile e precario in cui ormai versa la lingua, in forte regresso finanche nell'ambito familiare, è illustrato dal rapporto Euromosaic, in cui, come riportato nel 2000 dal linguista Roberto Bolognesi, il sardo «è al 43º posto nella graduatoria delle 50 lingue prese in considerazione e delle quali sono stati analizzati (a) l’uso in famiglia, (b) la riproduzione culturale, (c) l’uso nella comunità, (d) il prestigio, (e) l’uso nelle istituzioni, (f) l’uso nell’istruzione».
I sociolinguisti hanno classificato il panorama linguistico della Sardegna come diglossico a partire dall'unità d'Italia nel 1861 fino agli anni cinquanta del Novecento, in accordo con la politica linguistica del paese che designava l'italiano come la sola lingua ufficiale da promuovere in ambiti quali l'amministrazione e istruzione, relegando di conseguenza il sardo e altre minoranze linguistiche a domini non ufficiali, quando non a un piano di disvalore. A partire dalla seconda metà del ventesimo secolo, sarebbe subentrato un predominio totale dell'italiano finanche nei domini informali, ingenerando timori sull'estinzione della lingua sarda, riconosciuta da tempo sotto il profilo linguistico ma solo allo scadere del secolo come minoranza linguistica della Repubblica italiana. Le ricerche effettuate negli ultimi anni sembrano indicare un declino dello stigma associato alla sardofonia, anche per una maggiore consapevolezza e grazie agli sforzi dei progetti istituzionali finora approntati, i quali non hanno tuttavia significativamente inciso sulle pratiche odierne dei parlanti nell'isola, ormai improntate sull'italofonia regionale.
La popolazione sarda in età adulta non sarebbe a oggi più capace di portare avanti una singola conversazione nella lingua etnica, essendo questa ormai impiegata in via esclusiva solo dallo 0,6% del totale, e meno del 15%, all'interno di quella giovanile, ne avrebbe ereditato competenze, peraltro del tutto residuali nella forma deteriore descritta da Bolognesi come «un gergo sgrammaticato».
Per le generazioni più giovani e, ad oggi, in predominanza monolingui in italiano, il sardo parrebbe essere diventato un ricordo e «poco più che la lingua dei loro nonni», essendone del tutto stata recisa la trasmissione intergenerazionale almeno dagli anni Sessanta.
Essendo il futuro prossimo della lingua sarda tutt'altro che sicuro, Martin Harris asseriva già nel 2003 che, qualora non si fosse riusciti a invertire la tendenza, essa si sarebbe del tutto estinta, lasciando meramente le sue tracce nell'idioma ora prevalente in Sardegna, ovvero l'italiano (specificamente nella sua giovane variante regionale), sotto forma di sostrato.
La lingua sarda non è stata de facto ancora introdotta nella scuola, benché sia riconosciuta dal 1999 come minoranza linguistica della Repubblica, in contemporanea con le altre undici. Da qualche tempo sono tuttavia in atto progetti di recupero volti a riguadagnare al sardo un ruolo di lingua alta e riparare a detta interruzione di trasmissione intergenerazionale, nell'esigenza, sentita anche e soprattutto presso le classi anagrafiche più giovani e i ceti culturalmente più avveduti, di riappropriarsi di un patrimonio che passate politiche linguistiche non avrebbero tutelato.

## Quadro generale
(Rebecca Posner, John N. Green (1982). Language and Philology in Romance. Mouton Publishers. L'Aja, Parigi, New York. p. 171)

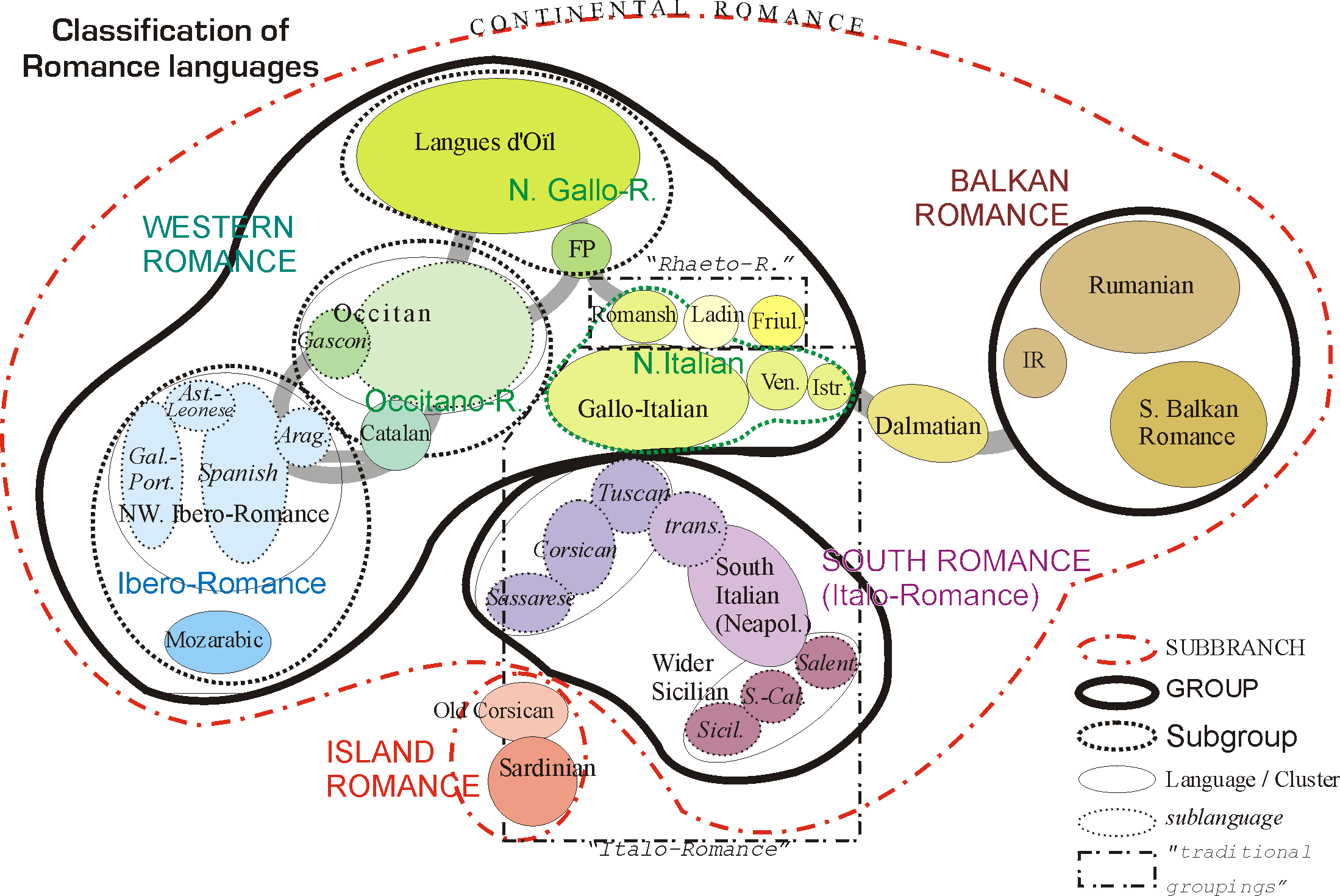
Classificazione delle lingue neolatine (Koryakov Y.B., 2001). La lingua sarda è ascritta nel gruppo distinto del Romanzo Insulare (Island Romance), assieme al còrso antico (quello moderno fa parte a pieno titolo della compagine italoromanza, così come gli idiomi sardo-corsi).

Panorama linguistico dell'Europa sudoccidentale nei secoli fino a oggi.

Il sardo è classificato come lingua romanza, ovvero derivata dal latino volgare. Celebre è il giudizio espresso dal Wagner nel 1950, per il quale il sardo costituiva l'evidenza di un "parlare romanzo arcaico" non avente stretta parentela con alcun dialetto italiano della terraferma, e solo per questioni politiche, poi successivamente risolte col suo riconoscimento definitivo e ufficiale a minoranza linguistica della Repubblica, "uno dei tanti dialetti dell'Italia, come lo è anche il serbo-croato o l'albanese".
Il sardo è considerato da molti studiosi come una delle lingue più conservative derivanti dal latino, se non la più conservativa; a titolo di esempio, lo storico Manlio Brigaglia rileva che la frase in latino pronunciata da un romano di stanza a Forum Traiani Pone mihi tres panes in bertula ("Mettimi tre pani nella bisaccia") corrisponderebbe alla sua traduzione in sardo corrente Ponemi tres panes in sa bèrtula. La relativa prossimità fonologica della lingua sarda al latino volgare (in particolare per quanto riguarda le vocali accentate) era stata analizzata anche dal linguista italo-americano Mario Andrew Pei nel suo studio comparativo del 1949 e ancor prima notata, nel 1941, dal geografo francese Maurice Le Lannou nel corso del suo periodo di ricerca in Sardegna.
Sebbene la base lessicale sia quindi in massima misura di origine latina, il sardo conserva tuttavia diverse testimonianze del sostrato linguistico degli antichi Sardi prima della conquista romana: si evidenziano etimi protosardi e, in misura minore, anche fenicio-punici in diversi vocaboli e soprattutto toponimi, che in Sardegna si sarebbero preservati in percentuale maggiore rispetto al resto dell'Europa latina. Tali etimi riportano a un sostrato paleomediterraneo che rivelerebbe relazioni strette con il basco.  In età medievale, moderna e contemporanea la lingua sarda ha ricevuto influenze di superstrato dal greco-bizantino, ligure, volgare toscano, catalano, castigliano e infine italiano.
Caratterizzato da una spiccata fisionomia che risalta dalle più antiche fonti disponibili,  il sardo è ritenuto da vari autori come parte di un gruppo autonomo nell'ambito delle lingue romanze.
La lingua sarda è stata rapportata da Max Leopold Wagner e Benvenuto Aronne Terracini all'ormai estinto latino d'Africa, con le cui varietà condivide diversi parallelismi e un qual certo arcaismo linguistico, nonché un precoce distacco dal comune ceppo latino; il Wagner ascrive gli stretti rapporti tra l'ormai estinta latinità africana e quella sarda, inter alia, anche alla comune esperienza storico-istituzionale nell'Esarcato d'Africa. A confortare tale teoria si menzionano le testimonianze di alcuni autori, quali l'umanista Paolo Pompilio e il geografo Muhammad al-Idrisi, che visse a Palermo nella corte del re Ruggero II.
La comunanza sarda e africana del vocalismo, nonché di diverse parole alquanto rare se non assenti nel resto del panorama romanzo, come acina (uva), pala (spalla), o anche spanus nel latino africano e il sardo spanu ("rossiccio"), costituirebbe la prova, per J. N. Adams, del fatto che una discreta quantità di vocabolario fosse un tempo condivisa tra Africa e Sardegna. Sempre con riguardo al lessico, Wagner osserva come la denominazione sarda per la Via Lattea (sa (b)ía de sa báza o (b)ía de sa bálla, letteralmente "la via o il cammino della paglia") si discosti dall'intero panorama romanzo e si ritrovi piuttosto nelle lingue berbere.
Ciononostante, un'altra classificazione proposta da Giovan Battista Pellegrini associa, comunque, il sardo al ramo italoromanzo sulla base non tipologica, ma di valutazioni sociolinguistiche contemporanee a suo dire espresse dalla popolazione sarda, pur rilevandone le peculiarità nell'intero panorama latino (Romània). Prima di lui, Bernardino Biondelli, nei suoi Studi linguistici del 1856, pur ammettendo per la "famiglia sarda" un'autonomia linguistica «in guisa da poter essere considerata come una lingua distinta dall'italiana, del pari che la spagnuola», la aveva comunque accorpata ai vari "dialetti italici" della penisola, stanti gli stretti rapporti della lingua con il progenitore latino e la dipendenza politica dell'isola dall'Italia.
Discussa è l'assegnazione tipologica delle varietà linguistiche sardo-corse, ovvero il gallurese e il sassarese: per taluni andrebbero ricomprese nel sardoromanzo, per altri sarebbero del tutto separate dal dominio linguistico sardo e invece incluse nell'italoromanzo.
Il Wagner (1951) annette il sardo alla Romània occidentale, mentre Matteo Bartoli (1903) e Pier Enea Guarnerio (1905) lo ascrivono a una posizione autonoma tra la Romània occidentale e quella orientale. Da altri autori ancora, il sardo è classificato come l'unico esponente ancora in vita di una branca un tempo comprensiva finanche della Corsica e della summenzionata sponda meridionale del Mediterraneo.
Thomas Krefeld descrive, in merito, la Sardegna linguistica come «una Romània in nuce» contraddistinta dalla «combinazione di tratti panromanzi, tratti macroregionali (iberoromanzi e italoromanzi) e perfino tratti microregionali ed esclusivamente sardi», la cui distribuzione spaziale varia in ragione della dialettica tra spinte innovatrici e altre tendenti alla conservatività.
Secondo Brenda Man Qing Ong e Francesco Perono Cacciafoco, la lingua sarda sarebbe un diasistema comprensivo di varietà e sottovarietà che non hanno subìto l'unificazione linguistica o nazionale, ma contengono comunque elementi linguistici, fonetici, grammaticali e lessicali simili.

## Varietà linguistiche di tipo sardo
(Francesco Cetti. Storia naturale della Sardegna, I quadrupedi. G. Piattoli, 1774)
I dialetti della lingua sarda propriamente detta vengono convenzionalmente ricondotti a due ortografie standardizzate e reciprocamente comprensibili, l'una riferita ai dialetti centro-settentrionali (o "logudoresi") e l'altra a quelli centro-meridionali (o "campidanesi"). Le caratteristiche che vengono solitamente considerate dirimenti sono l'articolo determinativo plurale (is ambigenere in campidanese, sos / sas in logudorese) e il trattamento delle vocali etimologiche latine E e O, che rimangono tali nelle varietà centro-settentrionali e sono mutate in I e U in quelle centro-meridionali; esistono però numerosi dialetti detti di transizione, o Mesanía (es. arborense, barbaricino meridionale, ogliastrino, ecc.), che presentano i caratteri tipici ora dell'una, ora dell'altra varietà.
Tale percezione dualistica dei dialetti sardi, originariamente registrata in via esogena per la prima volta dal naturalista Francesco Cetti (1774) e riproposta in seguito da Matteo Madao (1782), Vincenzo Raimondo Porru (1832), Giovanni Spano (1840) e Vittorio Angius (1853), piuttosto che segnalare la presenza di effettive isoglosse, costituisce per Roberto Bolognesi la prova di un'adesione psicologica dei Sardi alla suddivisione amministrativa dell'isola effettuata nel 1355 da Pietro IV d'Aragona tra un Caput Logudori (cabu de susu, "capo di sopra") e un Caput Calaris et Gallure (cabu de jossu, "capo di sotto") ed estesa poi alla tradizione ortografica in una varietà logudorese e campidanese illustre.
Il fatto che tali varietà illustri astraggano dai dialetti effettivamente diffusi nel territorio, che invece si collocano lungo uno spettro interno o continuum di parlate reciprocamente intellegibili, fa sì che risulti difficile tracciare un confine reale tra le varietà interne di tipo "logudorese" e di tipo "campidanese", problematica comune nella distinzione dei dialetti delle lingue romanze. Dal punto di vista propriamente scientifico, tale classificazione binaria non è condivisa da alcuni autori, coesistendo proposte alternative di classificazione tripartita e quadripartita.
I vari dialetti sardi, pur accomunati da morfologia, lessico e sintassi fondamentalmente omogenei, presentano rilevanti differenze di carattere fonetico e talvolta anche lessicale, che non ne ostacolano comunque la mutua comprensibilità.

## Distribuzione geografica
Viene tuttora parlata in quasi tutta l'isola di Sardegna da un numero di locutori variabile tra 1 000 000 e 1 350 000 unità, generalmente bilingue (sardo/italiano) in situazione di diglossia (la lingua sarda è utilizzata prevalentemente nell'ambito familiare e locale mentre quella italiana viene usata nelle occasioni pubbliche e per la quasi totalità della scrittura).
Più precisamente, da uno studio commissionato dalla Regione Sardegna nel 2006 risulta che ci siano 1 495 000 persone circa che capiscono la lingua sarda e 1 000 000 di persone circa in grado di parlarla. In modo approssimativo i locutori attivi del campidanese sarebbero 670 000 circa (il 68,9% dei residenti a fronte di 942 000 persone in grado di capirlo), mentre i parlanti delle varietà logudoresi-nuoresi sarebbero 330 000 circa (compresi i locutori residenti ad Alghero, nel Turritano e in Gallura) e 553 000 circa i sardi in grado di capirlo. Nel complesso solo meno del 3% dei residenti delle zone sardofone non avrebbe alcuna competenza della lingua sarda.
Il sardo è la lingua tradizionale nella maggior parte delle comunità sarde nelle quali complessivamente vive l'82% dei sardi (il 58% in comunità tradizionalmente campidanesi, il 23% in quelle logudoresi).
Aree non sardofone
In virtù delle emigrazioni dai centri sardofoni, principalmente logudoresi e nuoresi, verso le zone costiere e le città del nord Sardegna il sardo è, peraltro, parlato anche in aree non sardofone:
- Nella città di Alghero, dove la lingua più diffusa, assieme all'italiano, è un dialetto del catalano (lingua che, oltre all'algherese, comprende tra le altre anche le parlate della Catalogna, del Rossiglione, delle Isole Baleari e di Valencia), il sardo è capito dal 49,8% degli abitanti e parlato dal 23,2%. Il mantenimento plurisecolare del catalano in questa zona è dato da un particolare episodio storico: le rivolte anticatalane da parte degli algheresi, con particolare riferimento a quella del 1353,[103] furono infruttuose poiché la città fu alfine ceduta nel 1354 a Pietro IV il Cerimonioso. Questi, memore delle sollevazioni popolari, espulse tutti gli abitanti originari della città, ripopolandola dapprima con soli catalani di Tarragona, Valencia e delle Isole Baleari e, successivamente, con indigeni sardi che avessero però dato prova di piena fedeltà alla Corona di Aragona.
- A Isili il romaniska è invece in via d'estinzione, parlato solo da un sempre più ristretto numero di individui. Tale idioma fu importato anch'esso in Sardegna nel corso della dominazione iberico-spagnola, a seguito di un massiccio afflusso di immigrati rom albanesi che, insediatisi nel suddetto paese, diedero origine a una piccola colonia di ramai ambulanti.
- Nell'isola di San Pietro e parte di quella di Sant'Antioco, dove persiste il tabarchino, dialetto arcaizzante del ligure. Il tarbarchino fu importato dai discendenti di quei liguri che, nel Cinquecento, si erano trasferiti nell'isolotto tunisino di Tabarka e che, per via dell'esaurimento dei banchi corallini e del deterioramento dei rapporti con le popolazioni arabe, ebbero da Carlo Emanuele III di Savoia il permesso di colonizzare le due piccole e inabitate isole sarde nel 1738: il nome del comune appena fondato, Carloforte, sarebbe stato scelto dai coloni in onore del sovrano piemontese. La permanenza compatta in una sola locazione, unita ai processi proiettivi di auto-identificazione dati dalla percezione che i tabarchini avrebbero avuto di sé stessi in rapporto agli indigeni sardi,[104] hanno comportato nella popolazione locale un alto tasso di lealtà linguistica a tale dialetto ligure, ritenuto un fattore necessario per l'integrazione sociale: difatti, la lingua sarda è compresa da solo il 15,6% della popolazione e parlata da un ancor più esiguo 12,2%.
- Nel centro di Arborea (Campidano di Oristano) il veneto, trapiantato negli anni trenta del Novecento dagli immigrati veneti giunti a colonizzare il territorio ivi concesso dalle politiche fasciste, è oggigiorno in regresso, soppiantato sia dal sardo sia dall'italiano. Anche nella frazione algherese di Fertilia sono predominanti, accanto all'italiano, dialetti di tale famiglia (anch'essi in netto regresso) introdotti nell'immediato dopoguerra da gruppi di profughi istriani su un preesistente sostrato ferrarese.

Un discorso a parte va fatto per i due idiomi parlati nell'estremo nord dell'isola, linguisticamente gravitanti sulla Corsica e quindi la Toscana: l'uno a nord-est, sviluppatosi da una varietà del toscano (il còrso meridionale) e l'altro a nord-ovest, influenzato dal toscano/corso e genovese. Francesco Cetti, che per primo, come si è detto, operò la classificazione bipartita del sardo, aveva reputato l'idioma sardo-corso «che si parla in Sassari, Castelsardo e Tempio» come «straniero» e «non nazionale» (ovvero, "non sardo") al pari del dialetto catalano di Alghero, giacché sarebbe a suo dire «un dialetto italiano, assai più toscano, che non la maggior parte de’ medesimi dialetti d'Italia». La maggior parte degli studiosi li considera infatti come parlate geograficamente sarde ma tipologicamente facenti parte, assieme al corso, del sistema linguistico italiano per sintassi, grammatica e in buona parte anche lessico.
Secoli di contiguità hanno fatto sì che tra gli idiomi sardo-corsi, afferenti all'area italiana, e la lingua sarda vi fossero reciproche influenze sia fonetico-sintattiche sia lessicali, senza però comportarne l'annullamento delle differenze fondamentali tra i due sistemi linguistici. Nello specifico, i cosiddetti idiomi sardo-corsi sono:
- il gallurese, parlato nella parte nord-orientale dell'isola, è di fatto una varietà del còrso meridionale. L'idioma sorse verosimilmente a seguito dei notevoli flussi migratori che, procedenti dalla Corsica, investirono la Gallura dalla seconda metà circa del XIV.[109] secolo o, secondo altri, invece, a partire dal XVI secolo[110] La causa di tali flussi andrebbe ricercata nello spopolamento della regione dovuto a pestilenze, incursioni e incendi.
- il turritano o sassarese, parlato a Sassari, Porto Torres, Sorso, Castelsardo e nei loro dintorni, ebbe invece origine più antica (XII-XIII secolo). Esso conserva grammatica e struttura di base corso-toscana a riprova della sua origine comunale e mercantile, ma presenta profonde influenze del sardo logudorese in lessico e fonetica, oltre a quelle minori del ligure, del catalano e dello spagnolo.

Nelle zone di diffusione del gallurese e del sassarese, la lingua sarda è capita dalla massima parte della popolazione (il 73,6% in Gallura e il 67,8% nel Turritano), anche se è parlata da una minoranza di locutori: il 15,1% in Gallura (senza la città di Olbia, dove la sardofonia ha un notevole rilievo, ma comprese le piccole enclavi linguistiche come Luras) e il 40,5% nel Turritano, grazie alle numerose isole linguistiche in cui i due idiomi convivono.

### Competenza del sardo all'interno delle diverse aree linguistiche
La presente tavola sinottica è contenuta nel già citato rapporto di Anna Oppo (curatrice), Le Lingue dei Sardi. Una Ricerca Sociolinguistica, commissionato dalla Regione Autonoma di Sardegna alle Università di Cagliari e di Sassari.
|                        | Attiva | Passiva | Nessuna | Totale | Interv. |
| ---------------------- | ------ | ------- | ------- | ------ | ------- |
| Area logudoresofona    | 76,0%  | 21,9%   | 2,1%    | 100%   | 425     |
| Area campidanesofona   | 68,9%  | 27,7%   | 3,4%    | 100%   | 919     |
| Città di Alghero       | 23,2%  | 26,2%   | 50,6%   | 100%   | 168     |
| Area sassaresofona     | 27,3%  | 40,5%   | 32,2%   | 100%   | 575     |
| Città di Olbia         | 44,6%  | 38,9%   | 16,6%   | 100%   | 193     |
| Area galluresofona     | 15,1%  | 58,5%   | 26,4%   | 100%   | 53      |
| Carloforte e Calasetta | 12,2%  | 35,6%   | 52,2%   | 100%   | 90      |

## Storia

### Preistoria e storia antica
Le origini e la classificazione della lingua protosarda o paleosarda non sono al momento note con certezza. Alcuni studiosi, tra cui il linguista svizzero esperto degli elementi di sostrato Johannes Hubschmid, hanno creduto di potere riconoscere diverse stratificazioni linguistiche nella Sardegna preistorica. Queste stratificazioni, cronologicamente collocabili in un periodo molto ampio che va dall'età della pietra a quella dei metalli, mostrerebbero, a seconda delle ricostruzioni proposte dai diversi autori, similitudini con le lingue paleoispaniche (proto-basco, iberico), lingue tirseniche e l'antico ligure.
Anche se la dominazione di Roma, iniziata nel 238 a.C., importò fin da subito nell'amministrazione locale la lingua latina attraverso il ruolo dei negotiatores di etnia strettamente italica, la romanizzazione dell'isola non procedette in maniera affatto spedita: si stima che i contatti linguistici con la metropoli continentale fossero probabilmente già cessati a partire dal I secolo a.C., e le lingue sarde, fra cui il punico, permasero nell'uso ancora per diverso tempo. Si reputa che il punico continuò a essere usato fino al IV secolo d.C., mentre il nuragico resistette fino al VII secolo d.C. presso le popolazioni dell'interno che, guidate dal capo tribale Ospitone, adottarono anch'esse il latino con la loro conversione al cristianesimo. La prossimità culturale della popolazione locale rispetto a quella cartaginese risaltava nel giudizio degli autori romani, in particolare presso Cicerone le cui invettive, nello schernire i sardi ribelli al potere romano, vertevano nel denunciarne la inaffidabilità per via della loro supposta origine africana avendone in odio i portamenti, la loro disposizione verso Cartagine piuttosto che Roma, nonché una lingua incomprensibile.
Diverse radici paleosarde rimasero invariate e in molti casi furono incamerate nel latino locale (come Nur, che presumibilmente compare anche in Norace, e che si ritrova in diversi toponimi quali Nurri, Nurra e molti altri); la regione dell'isola che avrebbe derivato il suo nome dal latino Barbaria (in italiano "paese dei Barbari", lemma comune all'ormai desueto "Barberia") si oppose all'assimilazione romana per un lungo periodo: vedasi, a titolo di esempio, il caso di Olzai, in cui circa il 50% dei toponimi è derivabile dal sostrato linguistico protosardo. Oltre ai nomi di luogo, sull'isola sono presenti diversi nomi di piante, animali e terminologia geomorfica direttamente riconducibili agli antichi idiomi indigeni. Anche nel suo fondo latino il sardo presenta diverse peculiarità, dovute all'adozione di vocaboli sconosciuti e/o da tempo caduti in disuso nel resto della Romània linguistica.

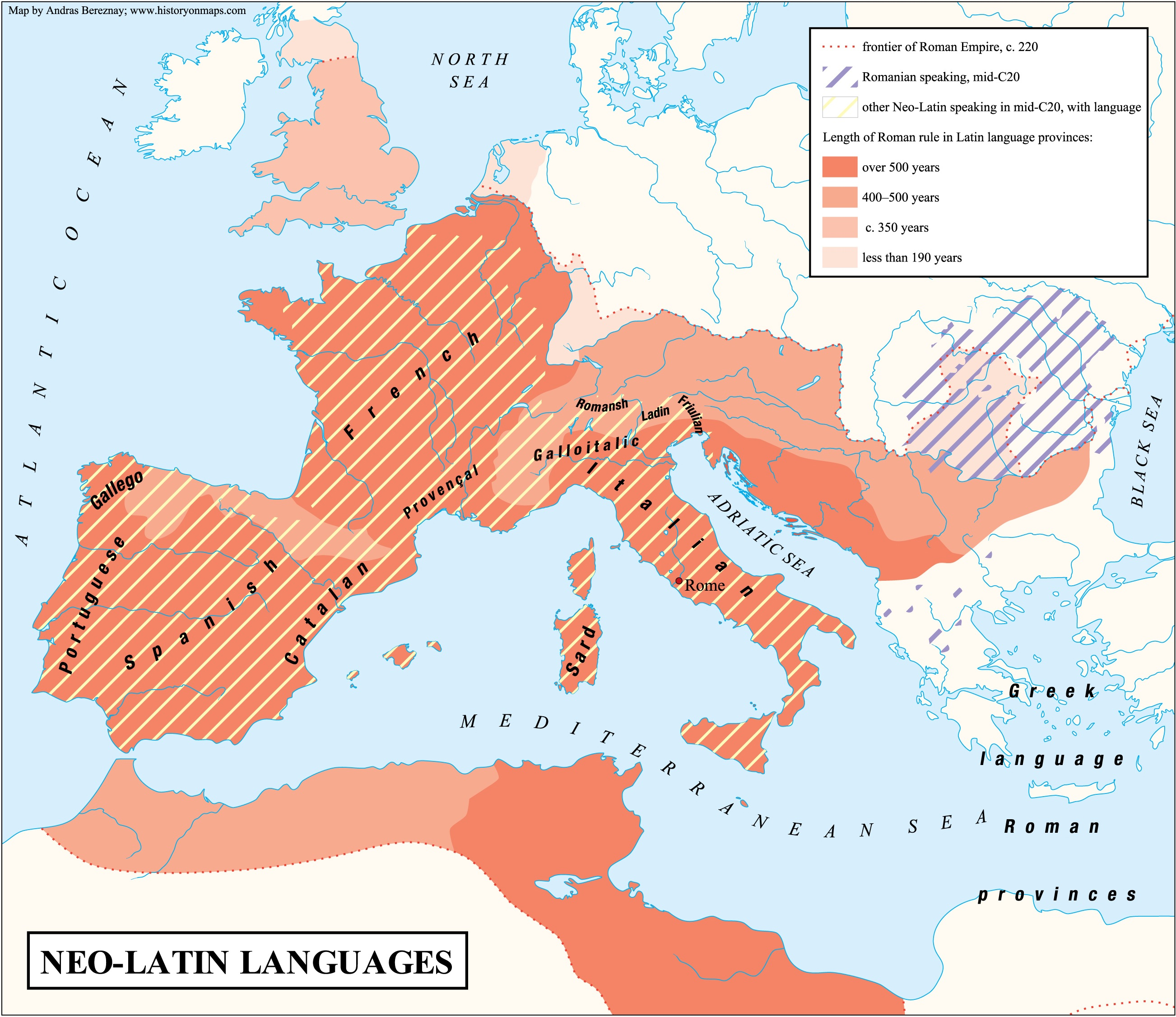
Durata del dominio romano e nascita delle lingue romanze.

Per quanto lentamente, il latino sarebbe alla fine comunque diventato la lingua madre della maggior parte degli abitanti dell'isola. Come risultato di questo profondo processo di romanizzazione, l'odierna lingua sarda è oggi classificata come lingua romanza o neolatina,  presentante caratteristiche fonetiche e morfologiche simili al latino classico. Alcuni linguisti sostengono che la lingua sarda moderna sia stata la prima lingua a dividersi dalle altre lingue che si stavano evolvendo dal latino.
Dopo la caduta dell'Impero romano d'Occidente e una parentesi vandalica di 80 anni, la Sardegna fu riconquistata da Bisanzio e inclusa nell'Esarcato d'Africa. Il Casula è convinto che la dominazione vandalica procurò una «netta frattura con la tradizione redazionale romano-latina o, quantomeno, una sensibile strozzatura» così che il successivo governo bizantino poté impiantare «i propri istituti operativi» in un «territorio conteso tra la "grecìa" e la "romània"». Luigi Pinelli ritiene che la presenza vandala avesse «estraniato la Sardegna dall'Europa legando il suo destino al dominio africano» in un legame volto a rafforzarsi ulteriormente «sotto la dominazione bizantina non solo per aver l'impero romaico compreso l'isola all'Esarcato africano, ma per averne, sia pure indirettamente, sviluppata la comunità etnica facendo ad essa acquistare molte delle caratteristiche africane» che avrebbero permesso a etnologi e storici di elaborare la teoria dell'origine africana dei paleosardi, ormai deprecata.
Nonostante un periodo di quasi cinque secoli, la lingua greca dei bizantini non diede in prestito al sardo che alcune espressioni rituali e formali; significativo, d'altro canto, l'utilizzo dell'alfabeto greco per redigere testi in primo volgare sardo, ovvero una lingua neolatina.

### Periodo giudicale
(Privilegio Logudorese 1080)
Quando gli omayyadi si impadronirono del Nordafrica, ai bizantini non rimasero dei precedenti territori che le Baleari e la Sardegna; Luigi Pinelli ritiene che tale evento abbia costituito uno spartiacque fondamentale nel percorso storico della Sardegna, determinando la definitiva recisione di quei legami culturali in precedenza assai stretti tra quest'ultima e la sponda meridionale del Mediterraneo: «le comunanze con le terre d'Africa si dileguarono, come nebbia al sole, per effetto della conquista islamita giacché questa, a causa dell'accanita resistenza dei sardi, non riuscì, come avvenuto in Africa, ad estendersi nell'isola». Nonostante le numerose spedizioni intraprese verso la Sardegna, infatti, gli arabi non sarebbero mai riusciti a conquistarla e a stabilirvisi, a differenza della Sicilia. Michele Amari, citato dal Pinelli, scrive che «i tentativi dei musulmani di Africa di conquistare la Sardegna e la Corsica furono frustrati per il valore inconcusso degli abitatori di quelle isole poveri e valorosi che si salvarono per due secoli dal giogo degli arabi».
Essendo Costantinopoli impegnata nella riconquista della Sicilia e del Meridione italiano, caduti anch'essi nelle mani degli arabi, questa distolse la propria attenzione dall'isola che, quindi, procedette a dotarsi di competenze via via maggiori fino all'indipendenza. Pinelli reputa che «la conquista araba separò la Sardegna da quel continente senza che, però, si verificasse una riunione all'Europa» e che detto evento «determina una svolta capitale per la Sardegna dando vita al governo nazionale di fatto indipendente», retto da una figura chiamata "giudice" (judike o juighe in sardo), intesa come autentico sovrano a capo di una statualità (Logu) sovrana, perfetta, non patrimoniale ma superindividuale (iudex sive rex, da cui il sardo judicadu e la resa italiana in "giudicato"), piuttosto che nel suo significato in italiano di comune "magistrato". Il Casula ritiene che, da un esame degli elementi diplomatistici e paleografici, l'isola emerga dal «black-out documentario» anteriore al Mille con un'assunzione di sovranità avvenuta, intorno al secolo IX, come «conseguenza marginale dell'occupazione della Sicilia da parte degli Arabi e dalla disgregazione dell'Impero carolingio»; una lettera di Brancaleone Doria, marito di Eleonora d'Arborea, recita che nell'ultimo decennio del secolo XIV il giudicato arborense avrebbe avuto già "cinquecento anni di vita" e fosse, perciò, nato verso la fine dell'800.
Il volgare sardo, sviluppando nel tempo le due varianti ortografiche logudoresi e campidanesi, costituì durante il periodo medioevale la lingua ufficiale e nazionale dei quattro Giudicati isolani, anticipando in emancipazione le altre lingue neolatine tra cui il volgare toscano, come riportava in guisa di esempio da seguire per gli italiani "sulla scorta dei vicini Sardi" lo storico e diplomatista Ludovico Antonio Muratori.
L'eccezionalità della situazione sarda, che costituisce in tal senso un caso unico nell'intero panorama romanzo, consiste nel fatto che tali testi ufficiali furono redatti fin dall'inizio in lingua sarda per comunicazioni interne ed escludessero del tutto il latino, a differenza di quanto accadeva nel periodo coevo nelle regioni geografico-culturali di Francia, Italia e Iberia; il latino in Sardegna era infatti impiegato solo nei documenti concernenti rapporti esterni con il continente europeo. La coscienza linguistica sulla dignità del sardo era tale da giungere, nelle parole di Livio Petrucci, a un suo impiego «in epoca per la quale nulla di simile è verificabile nella penisola» non solo «in campo giuridico» ma anche «in qualunque altro settore della scrittura». Il Casula riporta in merito che i «documenti "per l'interno", cioè destinati ai Sardi» fossero già in volgare sardo, laddove quelli «per l'esterno» fossero in «latino "quasi merovingico"».
La lingua sarda presentava allora un numero ancor maggiore di arcaismi e latinismi rispetto a quella attuale, l'utilizzo di caratteri oggi entrati in disuso nonché in diversi documenti una grafia della lingua scritta che risentiva degli influssi continentali degli scrivani, spesso toscani, genovesi o catalani. Scarsa la presenza di lemmi germanici, giunti perlopiù attraverso lo stesso latino, e degli arabismi, importati a loro volta dall'influsso iberico.
Dante Alighieri nel suo De vulgari eloquentia (1303-1305) ne riferisce ed espelle criticamente i sardi, a rigore "non italiani (Latii) per quanto a questi accomunabili", in quanto agli occhi di Dante parlerebbero non una lingua neolatina, bensì in latino schietto imitandone la gramatica «come le scimmie imitano gli uomini: dicono infatti domus nova e dominus meus».
Tale asserzione è in realtà prova di quanto il sardo, ormai evolutosi autonomamente dal latino, fosse divenuto già in quell'epoca, nelle parole del Wagner, un'autentica e impenetrabile "sfinge", ovvero una lingua pressoché incomprensibile a tutti fuorché gli isolani. Famosi sono due versi del XII secolo attribuiti al trovatore provenzale Rambaldo di Vaqueiras, che nel suo poema Domna, tant vos ai preiada equipara il sardo per intelligibilità a due lingue del tutto escluse dallo spazio romanzo, quali il tedesco (un idioma germanico) e il berbero (un idioma afroasiatico): «No t'entend plui d'un Todesco / Sardesco o Barbarì» (lett. "Non ti capisco più di un tedesco / o sardo o berbero") e quelli del fiorentino Fazio degli Uberti (XIV secolo) il quale nel Dittamondo scrive dei sardi: «una gente che niuno non la intende / né essi sanno quel ch'altri pispiglia » (lett. "una gente che nessuno capisce / né essi capiscono quel che gli altri bisbigliano").

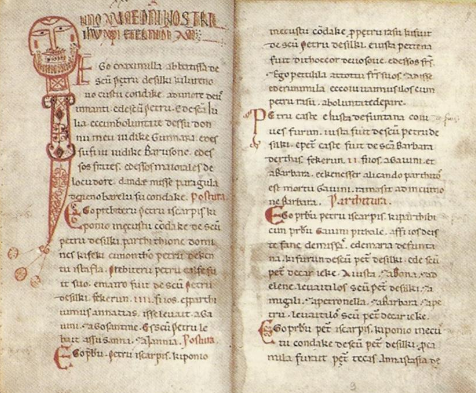
Il condaghe di San Pietro di Silki (1065-1180), scritto in sardo

Il primo documento scritto in cui compaiono elementi della lingua sarda risale al 1065 e si tratta dell'atto di donazione da parte di Barisone I di Torres indirizzato all'abate Desiderio a favore dell'abbazia di Montecassino, noto anche come Carta di Nicita.

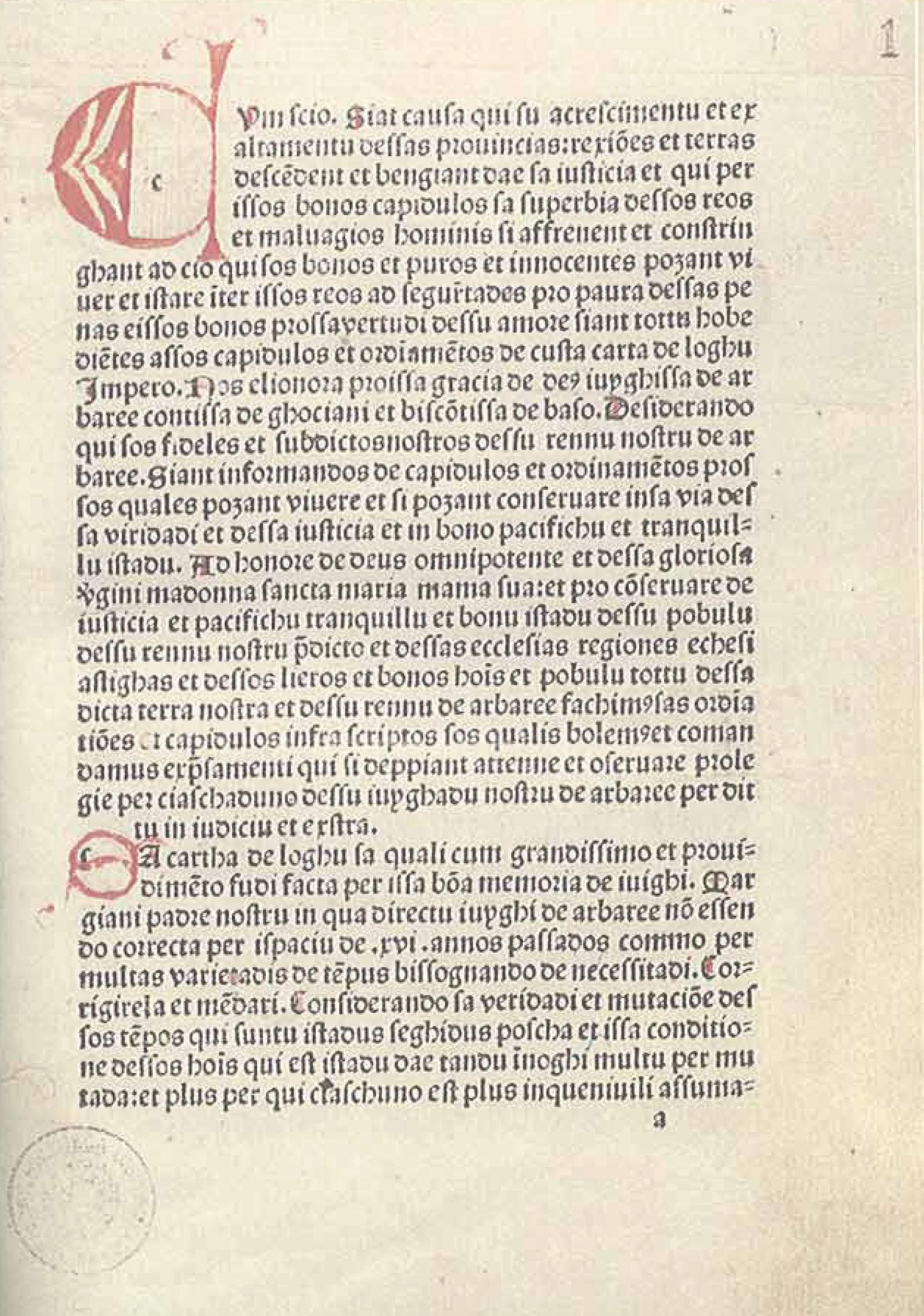
Prima pagina della Carta de Logu arborense (Biblioteca universitaria di Cagliari).

Altri documenti di grande rilevanza sono i Condaghi, la Carta di Orzocco (1066/1073), il Privilegio Logudorese (1080-1085) conservato presso l'Archivio di Stato di Pisa, la Prima Carta cagliaritana (1089 o 1103) proveniente dalla chiesa di San Saturnino nella diocesi di Cagliari e, assieme alla Seconda Carta Marsigliese, conservata negli Archivi Dipartimentali delle Bouches-du Rhone a Marsiglia, oltre a un particolare atto (1173) tra il Vescovo di Civita Bernardo e Benedetto, allor amministratore dell'Opera del Duomo di Pisa.

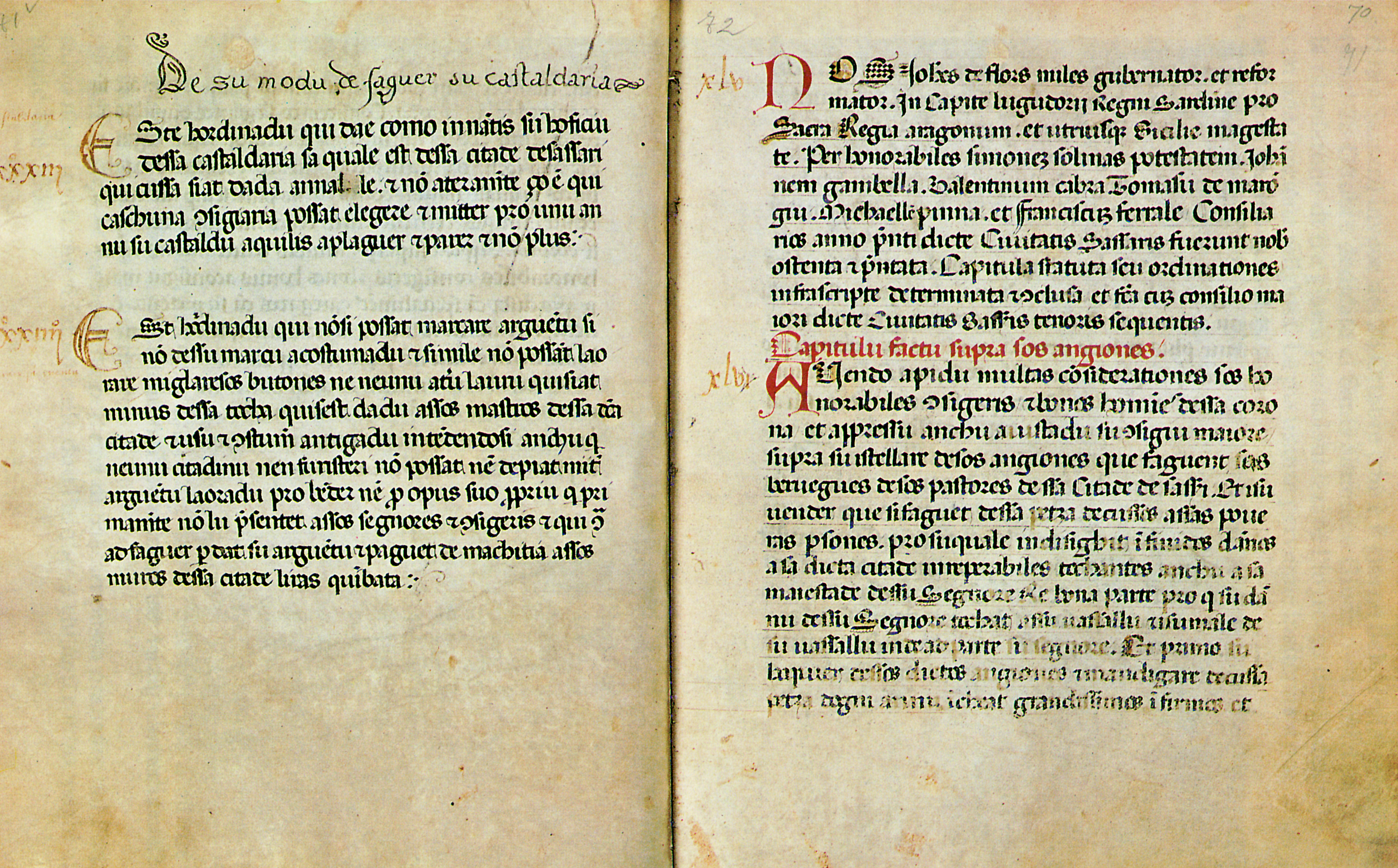
Statuti Sassaresi

Gli Statuti Sassaresi (1316) e quelli di Castelgenovese (c. 1334), scritti in logudorese, sono un altro importante esempio di documentazione linguistica della Sardegna settentrionale e della Sassari comunale; è infine d'uopo menzionare la Carta de Logu del Regno di Arborea (1355-1376), che sarebbe rimasta in vigore fino al 1827.
Per quanto i testi a noi rimasti provenissero da zone alquanto lontane l'una dall'altra, quali il nord e il sud dell'isola, il sardo si presentava allora piuttosto omogeneo:  benché le differenze ortografiche tra il logudorese e il campidanese cominciassero a intravedersi, il Wagner rinveniva in tale periodo «l'originaria unità della lingua sarda». Paolo Merci vi riscontra una «larga uniformità», così come Antonio Sanna e Ignazio Delogu, per il quale sarebbe stata la vita comunitaria a sottrarre l'ortografia sarda ai localismi. A detta di Carlo Tagliavini, nell'isola si andava formando una koinè illustre basata piuttosto sul modello ortografico logudorese.
In seguito alla scomparsa del giudicato di Cagliari e di quello di Gallura nella seconda metà del XIII secolo, sarebbe stato il dominio dei Gherardesca e della Repubblica di Pisa sugli ex-territori giudicali a provocare, secondo Eduardo Blasco Ferrer, una prima frammentazione del sardo, con un considerevole processo di toscanizzazione della lingua locale. Nel settentrione della Sardegna, invece, furono i genovesi a imporre la propria sfera di influenza, sia mediante la nobiltà sardo-genovese di Sassari, sia attraverso i membri della famiglia Doria che, anche dopo l'annessione dell'isola da parte dei catalano-aragonesi, conservarono i propri feudi di Castelsardo e Monteleone in qualità di vassalli dei sovrani della Corona d'Aragona.
Alla seconda metà del XIII secolo risale la prima cronaca redatta in lingua sive ydiomate sardo, seguendo gli stilemi tipici del periodo. Il manoscritto, redatto da un anonimo e oggi conservato presso l'Archivio di Stato di Torino, reca il titolo di Condagues de Sardina e traccia le vicende dei Giudici succedutisi nel Giudicato di Torres; l'ultima edizione critica della cronaca sarebbe stata ripubblicata nel 1957 da Antonio Sanna.
La politica estera del giudicato di Arborea, indirizzata a unificare il resto dell'isola sotto il suo regno e a preservare la propria indipendenza da ingerenze straniere, oscillò tra una posizione di alleanza con gli aragonesi in funzione antipisana a una, di senso contrario, antiaragonese, instaurando alcuni legami culturali con la tradizione italiana.
La contrapposizione politica fra il giudicato di Arborea e i sovrani aragonesi si manifestò anche con l'adozione di certe matrici culturali toscane, quali alcuni moduli linguistici nell'Oristanese. Ciononostante, in linea con la propria politica estera, il giudicato arborense si contraddistinse per diverse innovazioni, quali un proprio tipo di scrittura cancelleresca (la gotica cancelleresca arborense, derivata dalla triangolare italiana) e per una qual certa riluttanza a sottoporsi eccessivamente all'influsso di culture forestiere, maturata sulla consapevolezza di una propria identità autoctona, etnica, antropologica, culturale e linguistica. In merito a detta cancelleresca, sulla cui costituzione il Casula non ha dubbi, egli dice che «non parrà arbitrario, quindi, se cercheremo di spiegare il modello attraverso i campioni offertici dai documenti originali della curia giudicale dell'Arborea, la quale ci sembra facesse qualcosa di più che abbandonarsi all'esecuzione passiva e sciatta della grafia gotica appresa in Italia o importata dagli italiani, verosimilmente dai Pisani: i Sardi oristanesi, infatti, calligrafarono, caratterizzarono, collettivizzarono e conservarono questa scrittura fino alla fine del giudicato. In poche parole: con essa crearono la propria cancelleresca, che dopo il 1323 può essere contrapposta alla cancelleresca catalana delle scrivanie regie dell'isola.»
In ogni caso, una qual certa influenza italiana poté essere mantenuta nel giudicato arborense grazie alla presenza in loco di alcuni notai, giuristi e medici provenienti dalla suddetta penisola, nonché di alcuni uomini d'arme toscani a capo di milizie locali, fra cui Cicarello di Montepulciano e Giuliano di Massa: Mariano IV d'Arborea, che aveva trascorso parte della propria giovinezza in Catalogna, avrebbe impartito ordini ai propri comandanti in italiano o in sardo «secondo la loro nazionalità d'origine».

### Periodo aragonese e spagnolo
L'infeudamento della Sardegna da parte di papa Bonifacio VIII nel 1297, senza che questi avesse tenuto conto delle realtà statuali già presenti al suo interno, portò alla fondazione nominale del Regno di Sardegna: ovvero, di uno stato che, per quanto privo di summa potestas, entrò di diritto quale membro in unione personale entro la compagine mediterranea della Corona di Aragona. Ebbe così inizio, nel 1353, una lunga guerra tra quest'ultima e, al grido di «Helis, Helis», il precedente alleato Giudicato di Arborea, in cui la lingua sarda avrebbe rivestito un ruolo di codice di contrassegno etnico.
La guerra aveva tra i suoi motivi un mai sopito e antico disegno arborense di instaurare «un grande Stato-Nazione isolano, tutto indigeno» assistito dalla partecipazione stavolta massiccia, per la prima e ultima volta nella loro storia, finanche del resto dei Sardi, ovvero non giudicali (Sardus de foras) e residenti nei possedimenti signorili o regnicoli, nonché una diffusa insofferenza per l'imposizione di un regime feudale che minacciava la sopravvivenza di radicate istituzioni autoctone e, lungi dall'assicurare la riconduzione dell'isola a un regime unitario, vi aveva solo introdotto, a detta di Ugone d'Arborea in una lettera inviata al cardinale Napoleone Orsini, "tot reges quot sunt ville" ("tanti re-padroni quanti sono i paesi"), laddove "Sardi unum regem se habuisse credebant" ("i sardi credevano di avere un solo re"). Il conflitto tra le due entità sovrane si concluse dopo sessantasette anni con la definitiva vittoria della "confederazione" aragonese nella storica battaglia di Sanluri nel 30 giugno 1409 e, infine, la rinuncia dei diritti di successione arborensi da parte di Guglielmo III di Narbona nel 1420. Tale evento, accompagnato alla scomparsa del re di Sicilia Martino il Giovane nel 1409, segnò per Francesco Cesare Casula l'uccisione reciproca delle due "nazioni", sarda e catalana, e per l'isola "l'inizio del vero medioevo feudale", terminato solo nel 1836: per il Casula, il predetto avvenimento, paragonato per rilevanza storica alla «fine del Messico azteco», dovrebbe ritenersi «né trionfo né sconfitta, ma la dolorosa nascita della Sardegna di oggi». Durante e dopo questo conflitto, sarebbe stato sistematicamente neutralizzato ogni focolaio di ribellione antiaragonese, quali la rivolta di Alghero nel 1353, quella di Uras del 1470 e infine quella di Macomer nel 1478, richiamata nel De bello et interitu marchionis Oristanei; da quel momento, «quedó de todo punto Sardeña por el rey».
Il Casula reputa che i vincitori emersi dal conflitto avessero poi proceduto a distruggere la preesistente produzione documentaria dell'età giudicale, redatta perlopiù in lingua sarda ma anche in altri idiomi che meglio si confacevano alle relazioni della sofisticata cancelleria arborense, non lasciando dietro di sé che «poche pietre» e, nel complesso, un «esiguo gruppo di documenti», molti dei quali sono infatti tuttora conservati e/o rimandano ad archivi fuori dell'isola. Nello specifico, la documentazione giudicale e il suo palazzo sarebbe stata data completamente alle fiamme il 21 maggio 1478, mentre il viceré faceva trionfalmente il proprio ingresso ad Oristano dopo aver domato la summenzionata ribellione marchionale, che minacciava la ripresa di una soggettività arborense  de jure abolita nel 1420 ma ancora ben viva nella memoria popolare.
Il catalano, lingua della corte della Corona d'Aragona, assunse anche nell'isola l'egemonia, in una condizione diglossica in cui il sardo venne relegato a una posizione alternativa, quando non secondaria: emblematica era la situazione delle città soggette al ripopolamento aragonese, quali Cagliari e in cui, nella testimonianze di Giovanni Francesco Fara, per un tempo il catalano subentrò interamente al sardo come ad Alghero, tanto da generare espressioni idiomatiche quali no scit su catalanu ("non sa il catalano") per indicare una persona che non sapeva esprimersi "correttamente". Il Fara, nella medesima prima monografia di età moderna dedicata ai Sardi e la Sardegna, riporta anche il vivace plurilinguismo presso «un medesimo popolo», per via dei movimenti migratori «di spagnoli (tarragonesi o catalani) e di italiani» nell'isola, ivi giunti per praticarvi il commercio. Ciononostante, la lingua sarda non scomparve affatto dall'uso ufficiale: la tradizione giuridica nazionale dei catalani nelle città convisse con quella preesistente dei sardi, contrassegnata nel 1421 dalla conferma della stessa Carta de Logu arborense da parte del Parlamento del sovrano di Aragona Alfonso il Magnanimo, quale intelaiatura fondamentale di una rete di rapporti localmente stratificata nei vari capitoli di grazia.
In ambito amministrativo ed ecclesiastico, si seguitò a impiegare il sardo per usi normati dalla scrittura fino al Seicento inoltrato. Le corporazioni religiose fecero anch'esse uso della lingua. Il regolamento del seminario di Alghero, emanato dal vescovo Andreas Baccallar il 12 luglio 1586, era in sardo; essendo diretti all'intera diocesi di Alghero e Unioni, i provvedimenti destinati alla diretta conoscenza del popolo erano redatti in sardo, oltre che in catalano. Il primo catechismo ad oggi rinvenuto in "lingua sardisca" di matrice posttridentina è del 1695, in calce alle costituzioni sinodali dell'arcivescovato di Cagliari.
L'avvocato Sigismondo Arquer, autore della Sardiniae brevis historia et descriptio (il cui paragrafo relativo alla lingua sarebbe stato grossomodo estrapolato anche da Conrad Gessner nel suo "Sulle differenti lingue in uso presso le varie nazioni del globo"), riferisce che in Sardegna fossero parlate due lingue, ovvero lo "spagnolo, tarragonese o catalano" appreso dagli elementi iberici nelle città, e il sardo nel resto del Regno: per quanto quest'ultimo fosse ormai frazionato a causa delle dominazioni straniere (ovvero "latini, pisani, genovesi, spagnoli e africani"), l'Arquer riporta come i sardi nondimeno "fra loro si comprendessero perfettamente".
Il gesuita portoghese Francisco Antonio, nel 1561, riportava che «la lingua ordinaria di Sardegna è il sardo, come l'italiano lo è d'Italia. [...] Nelle città di Cagliari e di Alghero la lingua ordinaria è il catalano, sebbene vi sia molta gente che usa anche il sardo». I Gesuiti, che fondarono dei collegi a Sassari (1559), Cagliari (1564), Iglesias (1578) e Alghero (1588), inizialmente promossero una politica linguistica a favore del sardo, usandolo nell'esercizio del loro ministero con grande favore delle popolazioni che, per la prima volta, si sentivano rivolgere nella loro lingua, piuttosto che in quella catalana, spagnola o italiana; tuttavia, tale pratica fu ritenuta inopportuna dal nuovo generale dell'Ordine, Francesco Borgia, che nel 1567 impose per tutte le attività l'utilizzo esclusivo del castigliano. 
L'influenza del toscano, fra il XIV e il XV secolo, si manifestò nel Logudoro, sia in alcuni documenti ufficiali, sia come lingua letteraria: l'internazionalizzazione del Rinascimento italiano, a partire dal XVI secolo, avrebbe infatti ravvivato in Europa l'interesse per la cultura italiana, manifestandosi anche in Sardegna soprattutto nell'impiego aggiuntivo di suddetta lingua presso alcuni autori, parallelamente al sardo e a quelle iberiche che, comunque, conservarono la loro preminenza. In questi stessi secoli o in epoca immediatamente successiva, anche a causa della progressiva diffusione del corso in Gallura nonché in ampie zone della Sardegna nord-occidentale, cui si è fatto accenno in precedenza, il logudorese settentrionale assunse talune caratteristiche fonetiche (palatalizzazione e suoni fricativi-palatalizzati) dovute al contatto con l'area linguistica toscana (sic). Come rileva Bruno Migliorini, la Sardegna ebbe con la penisola italiana complessivamente «scarsi rapporti». Nel Parlamento del 1565, lo stamento militare richiese, nella forma di una petizione da parte di Álvaro de Madrigal, che gli statuti di Iglesias, Bosa e Sassari, fino ad allora redatti "in lingua genovese, pisana o italiana", fossero tradotti "in lingua sarda o in quella catalana", giacché «non è opportuno né è giusto che delle leggi del Regno siano in lingua straniera».
In questo primo periodo iberico abbiamo una qual certa documentazione scritta della lingua sarda tanto in letteratura quanto in atti notarili, essendo l'idioma maggiormente diffuso e parlato, che però ben esplica l'influenza iberica. Antonio Cano (1400-1476) compose, nel XV secolo, il poema di carattere agiografico Sa Vitta et sa Morte, et Passione de sanctu Gavinu, Prothu et Januariu (pubbl. 1557); è una delle opere letterarie più antiche in lingua sarda, nonché più rilevanti sotto l'aspetto filologico del periodo.
| Estratto de sa Vitta et sa Morte, et Passione de sanctu Gavinu, Prothu et Januariu (A. Cano, ~1400) |
| --- |
| O Deu eternu, sempre omnipotente, In s’aiudu meu ti piacat attender, Et dami gratia de poder acabare Su sanctu martiriu, in rima vulgare, 5. De sos sanctos martires tantu gloriosos Et cavaleris de Cristus victoriosos, Sanctu Gavinu, Prothu e Januariu, Contra su demoniu, nostru adversariu, Fortes defensores et bonos advocados, 10. Qui in su Paradisu sunt glorificados De sa corona de sanctu martiriu. Cussos sempre siant in nostru adiutoriu. Amen. |

Nel 1479 si ebbe l'unificazione fra il regno di Castiglia con quello di Aragona. Tale unificazione, di carattere esclusivamente dinastico, non comportò, sotto il profilo linguistico, cambiamenti di sorta. Il castigliano o spagnolo tardò infatti a imporsi come lingua ufficiale dell'isola e non oltrepassò i domini della letteratura e dell'istruzione: fino al 1600 i pregones si pubblicarono perlopiù in catalano e solo a partire dal 1602 si iniziò a utilizzare anche il castigliano, che per Giovanni Siotto Pintor sarebbe stato usato nelle leggi e decreti a partire dal 1643.
Nel XVI secolo, il sardo conobbe una prima rinascita letteraria. L'opera Rimas Spirituales del letterato sassarese Gerolamo Araolla, che scrisse in sardo, castigliano e italiano, si prefisse il compito di "magnificare et arrichire sa limba nostra sarda", allo stesso modo in cui i poeti spagnoli, francesi e italiani lo avevano fatto per la loro rispettiva lingua, seguendo schemi già collaudati (es. la Deffense et illustration de la langue françoyse, il Dialogo delle lingue): per la prima volta fu così posta la cosiddetta "questione della lingua sarda", poi approfondita da vari altri autori. L'Araolla è anche il primo autore sardo a stringere in nesso la parola "lingua" con "nazione", il cui riconoscimento non è direttamente espresso a chiare lettere ma dato per scontato, data la "naturalezza" con la quale gli autori di diverse nazioni si cimentano in una propria letteratura nazionale.
Antonio Lo Frasso, poeta nativo di Alghero (città che ricorda con affetto in vari versi) e vissuto a Barcellona, fu probabilmente il primo intellettuale di cui abbiamo testimonianza a comporre in sardo liriche amorose, benché abbia scritto maggiormente in un castigliano pregno di catalanismi; si tratta in particolare di due sonetti (Cando si det finire custu ardente fogu e Supremu gloriosu exelsadu) e di un poema in ottave reali, facenti parte della sua opera principale Los diez libros de Fortuna de Amor (1573).
Nel XVII secolo vi fu una produzione letteraria anche in italiano, per quanto limitata (nel complesso, secondo le stime della scuola di Bruno Anatra, circa l'87% dei libri stampati a Cagliari era in spagnolo); nello specifico si trattava di alcuni scrittori plurilingui, come Salvatore Vitale, nato a Maracalagonis nel 1581, che accanto all'italiano utilizzò anche lo spagnolo, il latino e il sardo, Efisio Soto-Real (il cui vero nome fu Giuseppe Siotto), Eusebio Soggia, Prospero Merlo e Carlo Buragna, il quale aveva vissuto lungamente nel Regno di Napoli. Nel complesso, gli istruiti e la classe dirigente sarda dell'epoca conoscevano assai bene lo spagnolo e avrebbero scritto tanto in spagnolo quanto in sardo fino al XIX secolo; Vicente Bacallar Sanna, per esempio, fu uno dei fondatori della Real Academia Española.
Lo spagnolo si affermò, pertanto, tardivamente ma riuscì a ritagliarsi, comunque, una posizione di eminente prestigio nei campi elitari della letteratura e dell'erudizione, rispetto al catalano, la cui forza di propagazione fu tale da entrare nella massima parte delle contrade della Sardegna centrale e meridionale e in alcune aree di quella settentrionale (ma non certamente nel capitolo di Sassari, dove i contratti d'appalto iniziarono a privilegiare lo spagnolo dal 1610, gli atti ufficiali vennero scritti in sardo logudorese fino al 1649 e gli statuti di alcune prestigiose confraternite sassaresi in italiano; in aree quali Macomer, gli archivi parrocchiali impiegarono il sardo fino al 1623), resistendo tenacemente negli atti pubblici e nei libri di battesimo. Il sardo resistette, inoltre, nella drammatica religiosa, nella redazione di atti notarili nelle aree interne e negli atti e statuti delle confraternite, come quello dei disciplinanti di Torralba.
Il sardo restò comunque l'unico e spontaneo codice della popolazione sarda, rispettato e anche appreso dai conquistatori. Il sardo era, a pari merito rispetto al castigliano, catalano e portoghese, una delle lingue la cui conoscenza era richiesta per potere essere ufficiali dei tercios, nei cui ranghi i sardi erano considerati "spanyols", come richiesto dagli Stamenti nel 1553; dal momento che potevano fare carriera e arrivare in posizione di comando solo coloro che parlassero almeno una di queste quattro lingue, Vicente G. Olaya sostiene che «gli italiani che parlavano male lo spagnolo cercavano di farsi passare per valenciani per provare a essere promossi».
La situazione sociolinguistica era caratterizzata da una competenza, sia attiva sia passiva, nelle città delle due lingue iberiche e del sardo nel resto dell'isola, come riportato da varie testimonianze coeve: Cristòfor Despuig, ne Los Colloquis de la Insigne Ciutat de Tortosa, sosteneva nel 1557 che, per quanto la lingua catalana si fosse ritagliata un posto di «cortesana», "non tutti la parlano, dal momento che in molte parti dell'isola si conserva ancora l'antica lingua del Regno" («llengua antigua del Regne»), tributando a quest'ultima un insigne riconoscimento; l'ambasciatore e visitador reial Martin Carillo (supposto autore dell'ironico giudizio sulla nobiltà sarda: pocos, locos y mal unidos) notò nel 1611 che le principali città parlavano il catalano e lo spagnolo, ma al di fuori di queste non si capiva altra lingua che il sardo, compresa da tutti nell'intero Regno; Joan Gaspar Roig i Jalpí, autore del Llibre dels feyts d'armes de Catalunya, riportava a metà del Seicento che in Sardegna «parlen la llengua catalana molt polidament, axì com fos a Catalunya»; Anselm Adorno, originario di Genova ma residente a Bruges, notò nei suoi pellegrinaggi come, nonostante una cospicua presenza di stranieri residenti nell'isola, i nativi di questa parlassero comunque la loro lingua («linguam propriam sardiniscam loquentes»); un'altra testimonianza è offerta dal rettore del collegio gesuita sassarese Baldassarre Pinyes che, a Roma, registrava la partizione etnica e linguistica del Regno, scrivendo: «per ciò che concerne la lingua sarda, sappia vostra paternità che essa non è parlata in questa città, né in Alghero, né a Cagliari: la parlano solo nelle ville».
La consistente presenza, nel capo di sopra, di feudatari valenzani e aragonesi, oltre che di soldati mercenari lì stanziati di guardia, rese i dialetti logudoresi più esposti alle influenze castigliane; inoltre, altri vettori di ingresso furono, per quanto concerne i prestiti linguistici, la poesia orale, le opere teatrali e i già menzionati gocius o gosos (vocabolo derivante da gozos, stante per "inni sacri"). La poesia popolare si arricchì di altri generi, quali le anninnias (ninne nanne), gli attitos (lamenti funebri), le batorinas (quartine narrative), i berbos e paraulas (malefici e scongiuri) e i mutos e mutetos. Si annoti che diverse testimonianze scritte del sardo permasero anche negli atti notarili, i quali pur subirono crudi castiglianismi e italianismi nel lessico e nella forma, e nell'allestimento di opere religiose a scopo di catechesi, quali Sa Dottrina et Declarassione pius abundante e Sa Breve Suma de sa Doctrina in duas maneras.
Frattanto il parroco orgolese Ioan Mattheu Garipa, nell'opera Legendariu de Santas Virgines, et Martires de Iesu Christu che provvedette a tradurre dall'italiano (il Leggendario delle Sante Vergini e Martiri di Gesù Cristo), pose in evidenza la nobiltà del sardo rapportandola al latino classico e attribuendole nel Prologo, come Araolla prima di lui, un'importante valenza etnico-nazionale.
Secondo il filologo Paolo Maninchedda, tali autori, a partire dall'Araolla, «non scrivono di Sardegna o in sardo inserirsi in un sistema isolano, ma per iscrivere la Sardegna e la sua lingua – e con esse, se stessi – in un sistema europeo. Elevare la Sardegna ad una dignità culturale pari a quella di altri paesi europei significava anche promuovere i sardi, e in particolare i sardi colti, che si sentivano privi di radici e di appartenenza nel sistema culturale continentale».
Nei primi anni del Settecento, nell'isola si impiantò l'Arcadia e si assistette a una grande varietà di generi poetici, che variavano dalla poesia epica di Raimondo Congiu a quella satirica di Gian Pietro Cubeddu e quella sacra di Giovanni Delogu Ibba.

### Periodo sabaudo e italiano
L'esito della guerra di successione spagnola determinò la sovranità austriaca dell'isola, confermata poi dai trattati di Utrecht e Rastadt (1713-1714); pur tuttavia durò appena quattro anni giacché, nel 1717, una flotta spagnola rioccupò Cagliari e nell'anno successivo, per mezzo di un trattato poi ratificato all'Aia nel 1720, la Sardegna venne assegnata a Vittorio Amedeo II di Savoia in cambio della Sicilia; il rappresentante di quest'ultimo, il conte di Lucerna di Campiglione, ricevette infine, da parte del delegato austriaco don Giuseppe dei Medici, l'atto definitivo di cessione, a condizione che i "diritti, statuti, privilegi della nazione" oggetto della trattativa diplomatica fossero conservati. L'isola entrò così nell'orbita italiana dopo quella iberica, benché tale trasferimento di autorità, in un primo tempo, non implicasse per i sudditi isolani alcun cambiamento in fatto di lingua e costumi: i sardi seguitarono a usare il sardo e le lingue iberiche e persino i simboli dinastici aragonesi e castigliani sarebbero stati sostituiti dalla croce sabauda solo nel 1767. Fino al 1848, la Sardegna sarebbe infatti rimasta uno stato con le proprie tradizioni e istituzioni, per quanto senza summa potestas e in unione personale entro i domini perlopiù alpini di Casa Savoia.
La lingua sarda, benché praticata in condizione di diglossia, non era mai stata ridotta al rango sociolinguistico di "dialetto", essendone comunque universalmente percepita la indipendenza linguistica e parlata da tutte le classi sociali; lo spagnolo era invece il codice linguistico di prestigio conosciuto e adoperato dagli strati sociali di almeno media cultura, talché Joaquín Arce ne riferisce nei termini di un paradosso storico: il castigliano era ormai diventato lingua comune degli isolani nel secolo stesso in cui cessarono ufficialmente di essere spagnoli. Constatata la situazione corrente, la classe dirigente piemontese, in questo primo periodo, si limitò a mantenere le istituzioni politico-sociali locali, avendo però cura di svuotarle allo stesso tempo di significato,  nonché di trattare «egualmente li seguaci dell'uno e dell'altro partito, con lasciarli però divisi, ad evitare che si possino unire per ricavarne nell'occasione quel buon uso che la Rivalità può produrre».
Tale approccio, improntato al pragmatismo, era dovuto a tre motivi di ordine eminentemente politico: in primo luogo la necessità, nei primi tempi, di rispettare alla lettera le disposizioni del Trattato di Londra, firmato il 2 agosto 1718, il quale imponeva il rispetto delle leggi fondamentali e dei privilegi del Regno appena ceduto; in secondo luogo, l'esigenza di non generare attriti sul fronte interno dell'isola, in larga parte filospagnolo; in terzo e ultimo luogo la speranza, covata dai regnanti sabaudi per qualche tempo ancora, di potersi disfare della Sardegna e riacquisire la Sicilia. Dal momento che l'imposizione di una nuova lingua, quale l'italiano, in Sardegna avrebbe infranto una delle leggi fondamentali del Regno, Vittorio Amedeo II sottolineò nel 1721 come tale operazione dovesse essere portata a termine "insensibilmente", ovvero in modo relativamente furtivo. Tale prudenza si riscontra ancora nel giugno del 1726 e nel gennaio del 1728, allorquando il Re espresse l'intenzione non già di abolire il sardo e lo spagnolo, ma solo di diffondere maggiormente la conoscenza dell'italiano.
Lo smarrimento iniziale dei nuovi dominatori, subentrati ai precedenti, rispetto all'alterità culturale che riconoscevano al possedimento isolano è evinto da un apposito studio, da loro commissionato e pubblicato nel 1726 dal gesuita barolese Antonio Falletti, dal nome "Memoria dei mezzi che si propongono per introdurre l'uso della lingua italiana in questo Regno" in cui si raccomandava all'amministrazione sabauda di applicare il metodo di apprendimento "ignotam linguam per notam expōnĕre" ("presentare una lingua sconosciuta [l'italiano] attraverso una conosciuta [lo spagnolo]"). Nello stesso anno, Vittorio Amedeo II aveva manifestato la volontà di non poter più tollerare la mancata conoscenza dell'italiano presso gli isolani, dati i disagi che ciò stava comportando per i funzionari giunti in Sardegna dalla terraferma. Le restrizioni sui matrimoni misti tra donne sarde e ufficiali piemontesi, fino ad allora proibiti per legge, sarebbero state revocate e questi anzi incoraggiati allo scopo di meglio diffondere la lingua tra i nativi.
La relazione tra il nuovo idioma e quello nativo, inserendosi entro un contesto storicamente contrassegnato da una marcata percezione di alterità linguistica, si pose fin da subito nei termini di un rapporto (ancorché ineguale) tra lingue fortemente distinte, piuttosto che tra una lingua e un suo dialetto come invece avvenne poi in altre regioni italiane; gli stessi spagnoli, costituenti la classe dirigente aragonese e castigliana, solevano inquadrare il sardo come una lingua distinta sia rispetto alle proprie sia all'italiano.  La percezione dell'alterità del sardo era, però, pienamente avvertita anche dagli italiani che si recavano nell'isola e ne riportavano la loro esperienza con i nativi.
L'italiano, nonostante venisse da taluni anche in Sardegna settentrionale ritenuto "non nativo" o "forestiero", aveva svolto in quell'angolo di Sardegna fino ad allora un proprio ruolo, provocando nelle parlate e nella tradizione scritta un processo di toscanizzazione iniziato nel XII secolo e consolidatosi successivamente; nelle zone sardofone, corrispondenti all'area centro-settentrionale e meridionale dell'isola, era invece pressoché sconosciuto alla grande maggioranza della popolazione, dotta e no.
Purtuttavia, la politica del governo sabaudo in Sardegna, allora diretta da Bogino, di alienare l'isola dalla sfera culturale e politica spagnola in modo da assimilarla a quella più italiana del Piemonte, ebbe quale riflesso l'introduzione diretta dell'italiano per legge nel 1760 sulla scorta degli Stati di terraferma e in particolare del Piemonte, nei quali l'impiego dell'italiano era ufficialmente consolidato da secoli, nonché ulteriormente rinforzato dall'editto di Rivoli. Difatti, nel provvedimento in questione venne, tra le altre cose, «vietato senza riserve nello scrivere e nel dire l'uso della favella castigliana; il quale, a quarant'anni d'un dominio italiano, era siffattamente abbarbicato nel cuore degli anziani maestri di lettere». Nel 1764 l'imposizione esclusiva della lingua italiana fu infine estesa a tutti i settori della vita pubblica, quali anche l'istruzione parallelamente alla riorganizzazione delle Università di Cagliari e Sassari, le quali videro l'arrivo di personale continentale, e a quella dell'istruzione inferiore, in cui si stabiliva l'invio di insegnanti provenienti dal Piemonte per supplire all'assenza di insegnanti sardi italofoni: nello specifico, già nel 1763 si previde l'invio in Sardegna di «alcuni abili professori italiani» per «stenebrare i maestri sardi dai loro errori» e indirizzare «pel buon sentiero maestri e discepoli». Tale manovra ineriva soprattutto a un progetto di allacciamento della cultura sarda a quella della penisola italiana e di rafforzamento geopolitico del dominio savoiardo sulla classe colta isolana, ancora molto legata alla penisola iberica; il proposito non sfuggì alla classe dirigente sarda, la quale deplorava il fatto che «i Vescovi piemontesi hanno introdotto el predicar in italiano» e, in un documento anonimo attribuito agli Stamenti ed eloquentemente chiamato Lamento del Regno, denunciò come «sonosi tolte le arme, i privilegi, le leggi, la lingua, l'Università, e la moneta d'Aragona, con disonore de la Spagna, con detrimento di tutti i particolari».
Ciò nonostante, Milà i Fontanals scriveva nel 1863 che, ancora nel 1780, si continuava a impiegare il catalano negli strumenti notarili, così come in sardo, mentre in spagnolo furono redatti, fino al 1828, i registri parrocchiali e atti ufficiali; nel 2017 è stato rinvenuto un libro di gosos, originario di Ozieri, redatto in castigliano in onore di Sant'Efisio del 1850. L'effetto più immediato fu, così, l'emarginazione del sardo piuttosto che delle lingue iberiche, dal momento che per la prima volta anche i ceti abbienti della Sardegna rurale (i printzipales) cominciarono a percepire la sardofonia come un concreto svantaggio. Girolamo Sotgiu asserisce in merito che «la classe dirigente sarda, così come si era spagnolizzata, ora si italianizzava senza mai essere riuscita a sardizzarsi, a riuscire a trarre, cioè, dall'esperienza e dalla cultura del popolo dal quale proveniva quegli elementi di concretezza senza i quali una cultura e una classe dirigente sembrano sempre stranieri anche nella loro patria. Questo d'altra parte era l'obiettivo che il governo sabaudo si era proposto e che, nella sostanza, riusciva anche a perseguire».
Il sistema amministrativo e penale di matrice francese introdotto dal governo sabaudo, capace di estendersi in maniera quanto mai articolata presso ogni villaggio della Sardegna, rappresentò per i sardi il principale canale di contatto diretto con la nuova lingua egemone; per le classi più elevate, la soppressione dell'ordine dei Gesuiti nel 1774 e la loro sostituzione con i filoitaliani Scolopi, nonché le opere di matrice illuministica, stampate nella terraferma in italiano, ricoprirono un ruolo considerevole nella loro italianizzazione primaria. Nello stesso periodo di tempo, vari cartografi piemontesi italianizzarono i toponimi dell'isola: benché qualcuno fosse rimasto inalterato, la maggior parte subì un processo di adattamento alla pronuncia italiana, se non di sostituzione con designazioni in italiano, che perdura tutt'oggi, spesso artificioso e figlio di un'erronea interpretazione del significato nell'idioma locale.
Francesco Gemelli, ne Il Rifiorimento della Sardegna proposto nel miglioramento di sua agricoltura, così ritrae il pluralismo linguistico dell'isola nel 1776, rinviando a I quadrupedi di Sardegna un migliore esame «dell'indole della lingua sarda, e delle precipue differenze tra 'l sassarese e 'l toscano»: «cinque linguaggi parlansi in Sardegna, lo spagnuolo, l'italiano, il sardo, l'algarese, e 'l sassarese. I primi due per ragione del passato e del presente dominio, e delle passate, e presenti scuole intendonsi e parlansi da tutte le pulite persone nelle città, e ancor ne' villaggi. Il sardo è comune a tutto il Regno, e dividesi in due precipui dialetti, sardo campidanese e sardo del capo di sopra. L'algarese è un dialetto del catalano, perché colonia di catalani è Algheri; e finalmente il sassarese che si parla in Sassari, in Tempio e in Castel sardo, è un dialetto del toscano, reliquia del dominio de' Pisani. Lo spagnuolo va perdendo terreno a misura che prende piede l'italiano, il quale ha dispossessato il primo delle scuole, e de' tribunali».
Il primo studio sistematico sulla lingua sarda fu redatto nel 1782 dal filologo Matteo Madao, con il titolo de Il ripulimento della lingua sarda lavorato sopra la sua antologia colle due matrici lingue, la greca e la latina. Lamentando egli in premessa il generale declino della lingua («La lingua della Sarda nostra nazione, comecchè venerabile per la sua antichità, pregevole per l'ottimo fondo de’ suoi dialetti, elegante per le bellezze, che aduna delle altre più nobili, eccellente per la sua analogia colla Greca, e colla Latina, e non solo giovevole, ma eziandio necessaria alla privata, e pubblica società de’ nostri compatrioti, e concittadini, giacque in somma dimenticanza in fino al dì d'oggi, dagli stessi abbandonata come incolta, e dagli stranieri negletta come inutile»), l'intenzione patriottica che animava Madau era quella di accreditare il sardo come lingua nazionale dell'isola, seguendo l'esempio di autori quali il già citato Araolla in periodo iberico; purtuttavia, il clima di repressione del governo sabaudo sulla cultura sarda avrebbe indotto il Madau a velare i suoi proponimenti con intenti letterari, rivelandosi alla fine incapace di tradurli in realtà.
Il primo volume di dialettologia comparata fu realizzato nel 1786 dal gesuita catalano Andres Febres, noto in Italia con il falso nome di Bonifacio d'Olmi, di ritorno da Lima in cui aveva pubblicato un libro di grammatica mapuche nel 1764. Trasferitosi a Cagliari, si appassionò al sardo e condusse un lavoro di ricerca su tre specifici dialetti; scopo dell'opera, intitolata Prima grammatica de' tre dialetti sardi, era «dare le regole della lingua sarda» e spronare i sardi a «cultivare ed avantaggiare l'idioma loro patrio, con l'italiano insieme». Il governo di Torino, esaminata l'opera, decise di non permetterne la pubblicazione: Vittorio Amedeo III considerò un affronto il fatto che il libro contenesse una dedica bilingue rivoltagli in italiano e sardo, un errore che i suoi successori, pur richiamandosi a una "patria sarda", avrebbero poi evitato, premurandosi di fare uso del solo italiano.
Sul finire del Settecento, sulla scia della rivoluzione francese, si formò un gruppo di piccolo-borghesi, chiamato "Partito Patriottico", che meditava l'instaurazione di una Repubblica Sarda svincolata dal giogo feudale e sotto la protezione francese; si diffusero così nell'isola numerosi pamphlet, stampati prevalentemente in Corsica e scritti in lingua sarda, il cui contenuto, ispirato ai valori dei Lumi e apostrofato dai vescovi sardi come "giacobino-massonico", incitava il popolo alla ribellione contro il dominio piemontese e i soprusi baronali nelle campagne. Il prodotto letterario più famoso di tale periodo di tensioni, scoppiate il 28 aprile 1794, fu il poema antifeudale de Su patriotu sardu a sos feudatarios di Francesco Ignazio Mannu, quale testamento morale e civile nutrito degli ideali democratici francesi e contrassegnato da un rinnovato sentimento patriottico.
Nel clima di restaurazione monarchica seguito alla rivoluzione angioiana, il cui sostanziale fallimento segnò per la Sardegna uno storico spartiacque sul suo futuro, l'intellettualità sarda, caratterizzata tanto da un atteggiamento di devozione nei confronti della propria isola quanto di comprovata fedeltà verso la Casa Savoia, pose in maniera ancora più esplicita la "questione della lingua sarda", usando però generalmente l'italiano quale lingua veicolare dei testi. Nel diciannovesimo secolo, in particolare, all'interno dell'intellettualità sarda si registrò una frattura tra l'aderenza a un sentimento "nazionale" sardo e la dimostrazione di lealtà nei confronti della loro nuova "nazionalità" italiana, per la quale infine la classe dirigente propendette come reazione alla minaccia rappresentata dalle forze sociali rivoluzionarie. Il richiamo alla "nazione sarda" di medievale memoria, con le sue istituzioni, la sua propria storia e patrimonio culturale è, anzi, in questo periodo più frequente che in quelli successivi, scomparendo poi del tutto con l'affermazione dello stato unitario; per Pasquale Tola in un suo saggio, la lingua sarda, come lingua dei sardi, ne rappresenta il segno inconfondibile del «carattere nazionale» e anch'essa è riscoperta nel primo venticinquennio dell'Ottocento, con strumenti approntati alla sua conoscenza scientifica.
A breve distanza dalla rivolta antifeudale, nel 1811, si rileva la pubblicazione del sacerdote Vissentu Porru, la quale era però riferita alla sola variante meridionale (da cui il titolo di Saggio di grammatica del dialetto sardo meridionale) e, per prudenza nei confronti dei regnanti, espressa soltanto in funzione dell'apprendimento dell'italiano, anziché di tutela del sardo; nel 1832-34 Porru pubblicò il Nou dizionariu universali sardu-italianu. Degno di nota è il lavoro del canonico, professore e senatore Giovanni Spano, la Ortographia sarda nationale ("Ortografia nazionale sarda") del 1840; benché ufficialmente seguisse l'esempio del Porru, cui pure rinviava, per Massimo Pittau egli elevò un dialetto del sardo su base logudorese a koinè illustre in virtù dei suoi stretti rapporti con il latino, in maniera analoga al modo in cui il dialetto fiorentino si era culturalmente imposto a suo tempo in Italia quale "lingua illustre". Ciononostante, Giovanni Spano teneva in considerazione nelle sue opere anche le altre varietà della lingua.
A detta del giurista Carlo Baudi di Vesme, la proscrizione e lo sradicamento della lingua sarda da ogni profilo privato e sociale dell'isola sarebbe stato auspicabile nonché necessario, quale opera di "incivilimento" dell'isola, perché fosse così integrata nell'orbita ormai spiccatamente italiana del Regno; dato che la Sardegna «non è Spagnuola, ma non è Italiana: è e fu da secoli pretta Sarda», occorreva, a cavallo delle circostanze che «l'accesero dell'ambizione, del desiderio, dell'amore delle cose italiane», promuovere maggiormente tali tendenze per «trarne profitto nel comune interesse», in ragione del quale si dimostrava «quasi necessario» diffondere in Sardegna la lingua italiana "presentemente nell'interno sì poco conosciuta" in prospettiva della Fusione Perfetta: «la Sardegna sarà Piemonte, sarà Italia; ne riceverà e ci darà lustro, ricchezza e potenza!».
L'istruzione primaria, offerta solo in italiano, contribuì dunque a una pur lenta diffusione di tale lingua tra i nativi, innescando per la prima volta un processo di erosione ed estinzione linguistica; il sardo venne infatti presentato dal sistema educativo come la lingua dei socialmente emarginati, nonché come sa limba de su famine o sa lingua de su famini ("la lingua della fame"), corresponsabile endogeno dell'isolamento e miseria secolare dell'isola, e per converso l'italiano quale agente di emancipazione sociale attraverso l'integrazione socioculturale con la terraferma continentale. Nel 1827 venne infine abrogata per sempre la Carta de Logu, lo storico corpus giuridico tradizionalmente noto come «consuetud de la nació sardesca», in favore delle più moderne "Leggi civili e criminali del Regno di Sardegna", pubblicate in italiano per espresso ordine del re Carlo Felice di Savoia.

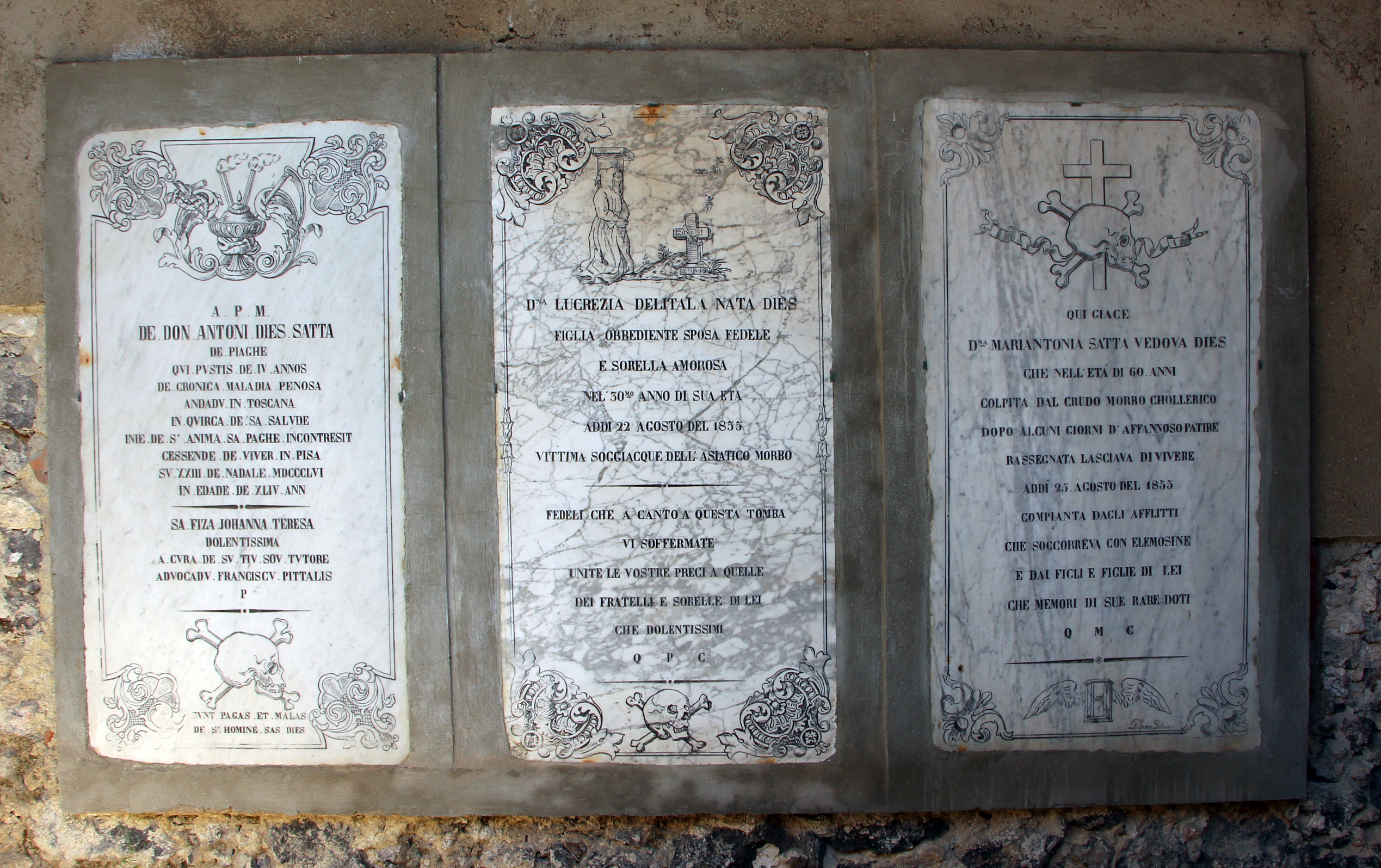
Cimitero storico di Ploaghe, nel quale si sono conservati 39 epitaffi scolpiti in sardo e 3 in italiano. Si noti, a sinistra, la presenza di una lapide in lingua sarda con riferimento a prenomi storici del tutto assenti in quelle, più a destra, scritte invece in lingua italiana.

La fusione perfetta del 1847 con la terraferma sabauda, auspicata da Baudi di Vesme come l'inizio della «gloriosa rigenerazione della Sardegna» e nata sotto gli auspici, espressi da Pietro Martini, di un «trapiantamento in Sardegna, senza riserve e ostacoli, della civiltà e cultura continentale», avrebbe determinato la perdita della residuale autonomia politica sarda nonché il definitivo declassamento del sardo rispetto all'italiano, marcando così il momento storico in cui, convenzionalmente, nelle parole di Antonietta Dettori «la 'lingua della sarda nazione' perse il valore di strumento di identificazione etnica di un popolo e della sua cultura, da codificare e valorizzare, per diventare uno dei tanti dialetti regionali subordinati alla lingua nazionale». Nonostante queste politiche di acculturazione, l'inno del Regno di Sardegna sabaudo e del Regno d'Italia (composto da Vittorio Angius e musicato da Giovanni Gonella nel 1843) sarebbe stato S'hymnu sardu nationale ("l'inno nazionale sardo") finché nel 1861, anno della proclamazione del Regno d'Italia, non venne anch'esso del tutto sostituito dalla Marcia reale.
Tra il 1848 e il 1861, l'isola sarebbe piombata in una crisi sociale ed economica destinata a durare fino al primo dopoguerra. Il canonico Salvatore Carboni pubblicò a Bologna, nel 1881, un'opera polemica intitolata Sos discursos sacros in limba sarda, nel quale egli lamentava che la Sardegna «hoe provinzia italiana non podet tenner sas lezzes e sos attos pubblicos in sa propia limba» ("oggi, da provincia italiana qual è, non può disporre di leggi e atti pubblici nella propria lingua") e, sostenendo che «sa limba sarda, totu chi non uffiziale, durat in su Populu Sardu cantu durat sa Sardigna» ("la lingua sarda, benché non ufficiale, durerà nel popolo sardo quanto la Sardegna"), si domandava alfine «Proite mai nos hamus a dispreziare cun d'unu totale abbandonu sa limba sarda, antiga et nobile cantu s'italiana, sa franzesa et s'ispagnola?» ("Perché mai dovremmo disprezzare con un totale abbandono la lingua sarda, antica e nobile quanto l'italiana, la francese e la spagnola?").

### L'età contemporanea
(Francesco Masala, Sa limba est s'istoria de su mundu, Condaghes, p.4)
All'alba del Novecento, il sardo era rimasto oggetto di ricerca pressoché solo tra gli eruditi isolani, faticando a entrare nel circuito d'interesse internazionale e ancor di più risentendo di una qual certa marginalizzazione in ambito strettamente nazionale: si osserva infatti «la prevalenza degli studiosi stranieri su quelli italiani e/o l'esistenza di fondamentali e tuttora insostituiti contributi ad opera di linguisti non italiani». In precedenza, il sardo aveva trovato menzione in un libro di August Fuchs sui verbi irregolari nelle lingue romanze (Über die sogennannten unregelmässigen Zeitwörter in den romanischen Sprachen, Berlin, 1840) e, in seguito, nella seconda edizione della Grammatik der romanischen Sprachen (1856-1860) redatta da Friedrich Christian Diez, accreditato come uno dei fondatori della filologia romanza; alle pioneristiche ricerche degli autori tedeschi seguì, nei confronti della lingua sarda, un qual certo interesse anche da parte di alcuni italiani, quali Graziadio Isaia Ascoli e, soprattutto, il suo discepolo Pier Enea Guarnerio, che per primo in Italia classificò il sardo come un membro a sé della famiglia linguistica romanza senza più, come si soleva in ambito nazionale, subordinarlo al gruppo dei dialetti italiani. Wilhelm Meyer-Lübke, autorità indiscussa in linguistica romanza, pubblicò nel 1902 un saggio sul sardo logudorese dall'indagine del condaghe di San Pietro di Silki (Zur Kenntnis des Altlogudoresischen, in "Sitzungsberichte der kaiserliche Akademie der Wissenschaft Wien", Phil. Hist. Kl., 145) dal cui studio avvenne la iniziazione alla linguistica sarda dell'allora studente universitario Max Leopold Wagner: all'attività di quest'ultimo si deve gran parte delle conoscenze novecentesche sul sardo in campo fonetico, morfologico e in parte anche sintattico.
Durante la mobilitazione per la prima guerra mondiale, l'esercito italiano arruolò la popolazione «di stirpe sarda» istituendo la Brigata di fanteria Sassari il 1º marzo 1915 a Tempio Pausania e a Sinnai. A differenza delle altre brigate di fanteria italiane, i coscritti della Sassari erano solo sardi (compresi molti ufficiali). Attualmente è l'unica unità in Italia avente un inno in una lingua diversa dall'italiano, che sarebbe stato scritto quasi alla fine del secolo, nel 1994, da Luciano Sechi: Dimonios ("diavoli"), derivando il suo titolo dal soprannome Rote Teufel (in tedesco "diavoli rossi"). Il servizio militare obbligatorio intorno a questo periodo ricoprì una qual certa rilevanza nel processo di deriva linguistica all'italiano ed è indicato dallo storico Manlio Brigaglia come «la prima grande "nazionalizzazione" di massa» dei sardi, «più che per altri popoli regionali». Tuttavia, analogamente ai membri del servizio di leva che parlavano Navajo negli Stati Uniti durante la seconda guerra mondiale, così come ai parlanti Quechua durante la guerra delle Falkland, ai nativi sardi madrelingua fu offerta la possibilità di essere reclutati come code talker per trasmettere, attraverso le comunicazioni radio, informazioni tattiche in sardo che altrimenti sarebbero state intercettate dall'esercito austro-ungarico, dal momento che alcune delle sue truppe provenivano da regioni di lingua italiana alle quali, perciò, quella sarda era del tutto estranea: Alfredo Graziani scrive nel suo diario di guerra che «avendo saputo che molti nostri fonogrammi venivano intercettati, si era adottato il sistema di comunicare al telefono soltanto in sardo, certi che a quel modo non avrebbero potuto mai capire quanto si diceva». Per evitare tentativi di infiltrazione da parte di dette truppe italofone, nelle postazioni presidiate da reclute sarde della Brigata Sassari si imponeva a chiunque si presentasse da loro di identificarsi dimostrando di parlare sardo: «si ses italianu, faedda in sardu!».
In coincidenza con l'anno dell'indipendenza irlandese, l'autonomismo sardo riemerse come espressione del movimento dei combattenti, coagulandosi nel Partito Sardo d'Azione (PsdAz) che, entro breve tempo, sarebbe assurto ad attore fra i più rilevanti nella vita politica isolana; ai primordi, il partito non avrebbe tuttavia avuto caratteri di rivendicazione strettamente etnica, essendo la lingua e cultura sarda ampiamente percepiti, nelle parole di Toso, come «simboli del sottosviluppo della regione».
La politica di assimilazione forzosa culminò nel ventennio del regime fascista, che avviò una campagna di compressione violenta delle istanze autonomistiche e determinò, infine, il decisivo ingresso dell'isola nel sistema culturale nazionale attraverso l'operato congiunto del sistema educativo e di quello monopartitico, in un crescendo di multe e divieti che condussero a un ulteriore decadimento sociolinguistico del sardo; fra le varie espressioni culturali sottoposte a censura, il regime era anche riuscito a bandire, dal 1932 al 1937 (1945 in alcuni casi), il sardo dalla chiesa e dalle manifestazioni del folklore isolano, quali le gare poetiche tenute nella suddetta lingua.
Paradigmatico fu l'alterco tra il poeta sardo Antioco Casula (noto come Montanaru) e l'allora giornalista fascista dell'Unione Sarda Gino Anchisi, durante il quale quest'ultimo, riuscendo a fare bandire la presenza del sardo dai giornali isolani, affermò che «morta o moribonda la regione», come d'altronde proclamava il regime, «morto o moribondo il dialetto (sic)» che della regione era d'altronde «l'elemento spirituale rivelatore»; le argomentazioni del Casula si prestavano, in effetti, a possibili temi eversivi, dal momento che questi pose, per la prima volta nel XX secolo, la questione della lingua come una pratica di resistenza culturale endogena, il cui repertorio linguistico nelle scuole sarebbe stato necessario per mantenere una "personalità sarda" e allo stesso tempo riconquistare una "dignità" percepita come perduta. Un altro poeta, Salvatore Poddighe, si sarebbe suicidato per depressione in seguito al sequestro del suo magnum opus, Sa Mundana Cummedia.
Nel complesso, a fronte di una parziale resistenza nelle zone interne, entro la fine del ventennio il regime era riuscito con successo a sradicare nell'isola i modelli culturali locali con altri impiantati per via esogena, provocando, nelle parole di Guido Melis, «la compressione della cultura regionale, la frattura sempre più netta tra il passato dei sardi e il loro futuro "italiano", la riduzione di modi di vita e di pensiero molto radicati a puro fatto di folclore», nonché uno strappo «non più rimarginabile tra le generazioni». Nel 1945, in seguito all'avvenuto ripristino delle libertà politiche, il Partito Sardo d'Azione avrebbe richiesto per l'isola l'autonomia come stato federale in seno alla nuova Italia sorta dalla Resistenza: fu nel contesto del secondo dopoguerra che, al crescere della sensibilità autonomista, il partito principiò a contrassegnarsi per desiderata impostati sulla specificità linguistica e culturale della Sardegna. Manlio Brigaglia parla del ventennio come di una seconda fase di "nazionalizzazione di massa" dei sardi e della Sardegna, in quanto caratterizzata da «una politica deliberatamente puntata alla sua "italianizzazione"» e da una «guerra dichiarata» dal regime e dalla Chiesa all'uso della lingua sarda.
Nel complesso, la consapevolezza del tema concernente l'erosione linguistica entrò più tardi, nell'agenda politica sarda, rispetto a quanto avvenuto in altre periferie europee contrassegnate da minoranze etnolinguistiche: al contrario, tale periodo fu contrassegnato dal rifiuto del sardo da parte dei ceti medi, essendo la lingua e cultura sarda ancora largamente inquadrate come "simboli del sottosviluppo regionale". Buona parte della classe dirigente e intellettuale sarda, particolarmente sensibile ai richiami egemonici di quelle continentali, reputava infatti che la "modernizzazione" dell'isola fosse attuabile solo in alternativa ai suoi contesti socioculturali di tipo "tradizionale", quando non attraverso il loro «seppellimento totale». Si è osservato, a livello istituzionale, un forte osteggiamento del sardo e nel circuito intellettuale italiano, concezione poi interiorizzata nell'immaginario comune nazionale, esso era (il più delle volte per ragioni ideologiche o come residuo, adottato per inerzia, di vecchie consuetudini date dalle prime) spesso ritenuto come una variante degenerata dell'italiano, contrariamente all'opinione degli studiosi e persino di alcuni nazionalisti italiani come Carlo Salvioni, subendo tutte le discriminazioni e i pregiudizi legati a una tale associazione, soprattutto l'essere ritenuto una forma bassa di espressione ed essere ricondotta a un certo "tradizionalismo". I sardi furono così indotti, come del resto avvenuto presso altre comunità di minoranza, a sbarazzarsi di quanto percepivano recasse il timbro di un'identità stigmatizzata.
Al momento della stesura dello statuto autonomistico, il legislatore decise di eludere a fondamento della "specialità" sarda riferimenti alla sua identità geografica e culturale che, pur facendo da colonna portante delle originarie argomentazioni giustificative a fondamento dell'autonomia, erano considerati pericolosi prodromi a rivendicazioni più estreme quando non di ordine indipendentista; Antonello Mattone sostiene al riguardo che in tale progetto erano rimasti «inspiegabilmente in ombra i problemi legati agli aspetti etnici e culturali della questione autonomistica, per i quali i consultori non mostrano alcuna sensibilità, a differenza di tutti quei teorici (da Angioy a Tuveri, da Asproni a Bellieni) che invece proprio in questo patrimonio avevano individuato il titolo primario per un reggimento autonomo». Il disegno dello Statuto, emerso in un quadro nazionale ormai mutato dalla rottura dell'unità antifascista, nonché in un contesto contrassegnato dalle croniche debolezze della classe dirigente sarda e dalla radicalizzazione tra le istanze federalistiche locali e quelle, per converso, più apertamente ostili all'idea di autonomia per l'isola, emerse infine come il risultato di un compromesso, limitandosi piuttosto al riconoscimento di alcune istanze socioeconomiche nei confronti della terraferma, quali la sollecitazione allo sviluppo industriale della Sardegna con uno specifico "piano di rinascita" approntato dal centro.
Lo statuto, infine redatto dalla Commissione dei 75 a Roma, trovava così per il legislatore una ragione giustificativa non tanto in circostanze geografiche e culturali, quanto nella cosiddetta "arretratezza" economica della regione, alla cui luce si auspicava il suddetto piano di industrializzazione per l'isola in tempi brevi: diversamente da altri statuti speciali, quello sardo non vi richiama la effettiva comunità destinataria nei suoi ambiti sociali e culturali, i quali erano piuttosto inquadrati, dall'anzidetta Commissione dei 75, all'interno di una sola collettività, ovvero quella nazionale italiana. Lungi dall'affermazione di un'autonomia sarda fondata sul riconoscimento di una specifica identità culturale, come avvenuto in Valle d'Aosta o Alto Adige, il risultato di tale stagione fu quindi «un autonomismo nettamente economicistico, perché non si volle o non si poté disegnare un’autonomia forte, culturalmente motivata, una specificità sarda che non si esaurisse nell’arretratezza e nella povertà economica» Emilio Lussu, che a Pietro Mastino confidò di aver votato a favore della bozza finale solamente «per evitare che per un solo voto lo Statuto non venisse approvato neppure così ridotto», fu l'unico esponente, nella seduta del 30 dicembre 1946, a rivendicare invano l'obbligo dell'insegnamento della lingua sarda, sostenendo che essa fosse «un patrimonio millenario che occorre conservare».
Nel mentre, ulteriori politiche di stampo assimilatore sarebbero state applicate anche nel secondo dopoguerra, con un'italianizzazione progressiva di siti storici e oggetti appartenenti alla vita quotidiana e un'istruzione obbligatoria che ha insegnato l'uso della lingua italiana, non prevedendo un parallelo insegnamento di quella sarda e, anzi, attivamente scoraggiandolo attraverso divieti e sorveglianza diffusa di chi lo promuovesse: i maestri disprezzavano infatti la lingua, ritenendola un rude dialetto e contribuendo a un ulteriore abbassamento del suo prestigio presso la comunità sardofona stessa. Secondo alcuni studiosi, i metodi adottati per promuovere l'uso dell'italiano, improntati a un'italofonia esclusiva e sottrattiva, avrebbero inciso negativamente sulle performance scolastiche degli studenti sardi. Fenomeni riscontrabili in maggiore concentrazione in Sardegna, quali i tassi di abbandono scolastico e delle ripetenze, analoghi a quelli di altre minoranze linguistiche, avrebbero solo negli anni Novanta messo in discussione la effettiva efficacia di un'istruzione strettamente monolingue, con nuove proposte volte a un approccio comparativo.
Le norme statutarie così delineate si rivelarono, nel complesso, uno strumento inadeguato per rispondere ai problemi dell'isola; a cavallo degli anni Cinquanta e Sessanta, inoltre, prese avvio il vero processo di sostituzione radicale e definitiva della lingua sarda con quella italiana, a causa della diffusione, sia sul territorio isolano sia nel resto del territorio italiano, dei mezzi di comunicazione di massa che trasmettevano nella sola lingua italiana. Soprattutto la televisione ha diffuso l'uso dell'italiano e ne ha facilitato la comprensione e l'utilizzo anche tra le persone che, fino a quel momento, si esprimevano esclusivamente in sardo.
A partire dalla fine degli anni Sessanta, in coincidenza con la rinascita di un sardismo declinato sotto il segno di un "revivalismo linguistico e culturale", cominciarono a essere avviate numerose campagne a favore di un bilinguismo effettivamente paritario quale elemento di salvaguardia dell'identità isolana: per quanto già nel 1955 fossero state stabilite cinque cattedre di linguistica sarda, una prima richiesta effettiva venne sporta per mezzo di una delibera adottata all'unanimità dall'Università di Cagliari nel 1971, in cui si richiedeva all'autorità politica regionale e nazionale il riconoscimento dei sardi come minoranza etnica e linguistica e del sardo come idioma coufficiale dell'isola. Una prima bozza di legge sul bilinguismo fu redatta dal Partito Sardo d'Azione nel 1975. Famoso il richiamo patriottico espresso qualche mese prima di morire, nel 1977, da parte del poeta Raimondo Piras, che in No sias isciau invitava al recupero della lingua per opporsi alla dissardizzazione culturale delle generazioni successive. Nel 1978 una legge di iniziativa popolare per il bilinguismo raccolse migliaia di firme, ma non fu mai implementata in quanto incontrò la ferma opposizione della sinistra e in particolare del Partito Comunista Italiano, che a sua volta procedette a proporre un proprio progetto di legge "per la tutela della lingua e della cultura del popolo sardo" due anni più tardi. Un rapporto della commissione parlamentare d'inchiesta sul banditismo avrebbe messo in guardia da «tendenze isolazioniste particolarmente dannose per lo sviluppo della società sarda, che di recente si sono manifestate con la proposta di considerare il sardo come una lingua di una minoranza etnica». Negli anni Ottanta, all'attenzione del Consiglio regionale furono presentati così tre progetti di legge aventi contenuto simile alla delibera adottata dall'Università di Cagliari.
Nel corso degli anni Settanta, si registrò nelle aree rurali un significativo processo di deriva linguistica verso l'italiano non solo nel Campidano, ma anche in aree geografiche un tempo reputate linguisticamente conservatrici, quali Macomer nella provincia di Nuoro (1979), ove si era costituita una classe operaia e una imprenditoriale di origine prevalentemente esogena; alla ridefinizione della struttura economico-sociale ancora in atto corrispose, infatti, un'accentuata mutazione del repertorio linguistico, che determinò a sua volta uno slittamento dei valori su cui si basavano l'identità etnica e culturale delle comunità sarde. Tale questione è stata oggetto di analisi sociologiche sui mutamenti occorsi nell'identità della comunità sarda, i cui atteggiamenti sfavorevoli nei confronti della sardofonia sarebbero significativamente influenzati da uno stigma di presunta "primitività" e "arretratezza" a lungo impressole dalle istituzioni, di ordine politico e sociale, favorevoli all'italianità linguistica. Il sardo avrebbe subito un arretramento senza sosta rispetto all'italiano, per via di un "complesso della minoranza" che spinse la comunità sarda a un atteggiamento fortemente svalutavivo nei confronti della propria lingua e cultura. Negli anni successivi, tuttavia, si sarebbe registrato un parziale cambio di atteggiamento: non solo la lingua sarebbe stata inquadrata come un positivo marcatore etnico/identitario, sarebbe anche stata il canale attraverso il quale avrebbe trovato espressione l'insoddisfazione sociale a fronte delle misure approntate a livello centrale, reputate incapaci di provvedere alla soddisfazione dei bisogni sociali ed economici dell'isola. Allo stesso tempo, però, si osservò come tale sentimento positivo nei confronti della lingua contrastasse con il suo uso effettivo, che procedette a calare sensibilmente.
Nel gennaio del 1981 il giornale bilingue "Nazione Sarda" pubblicò un'inchiesta la quale riportava che, nel 1976, il Ministero dell'Istruzione aveva pubblicato una nota per richiedere informazioni sugli insegnanti che utilizzavano la lingua sarda nelle scuole, e che il Provveditorato di Sassari aveva pubblicato una circolare con oggetto "Scuole della Sardegna - Introduzione della lingua sarda" nella quale chiedeva ai presidi e ai direttori scolastici di astenersi da iniziative di quel tipo e di informare il provveditorato a riguardo di qualunque attività legata all'introduzione del sardo nei loro istituti.
Nel 1981 il Consiglio Regionale dibatté e votò per l'introduzione del bilinguismo per la prima volta.
In risposta alle pressioni esercitate da una risoluzione del Consiglio d'Europa sulla tutela delle minoranze nazionali, nel 1982 fu creata dal governo italiano un'apposita commissione per meglio indagare la questione; l'anno successivo fu presentato un disegno di legge al Parlamento, ma senza successo. Una delle prime leggi definitivamente approvate dal legislatore regionale, la "Legge Quadro per la Tutela e Valorizzazione della Lingua e della Cultura della Sardegna" del 3 agosto 1993, fu subito bocciata dalla Corte costituzionale a seguito di un ricorso del governo centrale, che la riteneva "esorbitante per molteplici aspetti dalla competenza integrativa e attuativa posseduta dalla Regione in materia di istruzione". Come è noto, si sarebbero dovuti aspettare altri quattro anni perché la normativa regionale non fosse sottoposta a giudizio di costituzionalità, e altri due perché il sardo potesse trovare riconoscimento in Italia contemporaneamente ad altre undici minoranze etnolinguistiche. Infatti, la legge nazionale n.482/1999 sulle minoranze linguistiche storiche fu approvata solo in seguito alla ratifica, da parte italiana, della Convenzione-quadro per la protezione delle minoranze nazionali del Consiglio d'Europa nel 1998.
Una ricerca promossa da MAKNO nel 1984 rivelò che tre quarti dei sardi erano a favore tanto dell'educazione bilingue nelle scuole (il 22% del campione auspicava un'introduzione obbligatoria e il 54,7% una facoltativa) quanto di uno status di bilinguismo ufficiale come la Valle d'Aosta e l'Alto Adige (62,7% del campione a favore, 25,9% contrario e 11,4% incerto). Tali dati sono stati parzialmente corroborati da un'altra indagine demoscopica svolta nel 2008, in cui il 57,3% mostrava un atteggiamento favorevole verso la presenza del sardo in orario scolastico assieme all'italiano. Un'altra ricerca, condotta nel 2010, segnala un parere decisamente favorevole da parte della stragrande maggioranza dei genitori verso l'insegnamento della lingua a scuola, ma non il suo impiego come idioma veicolare.

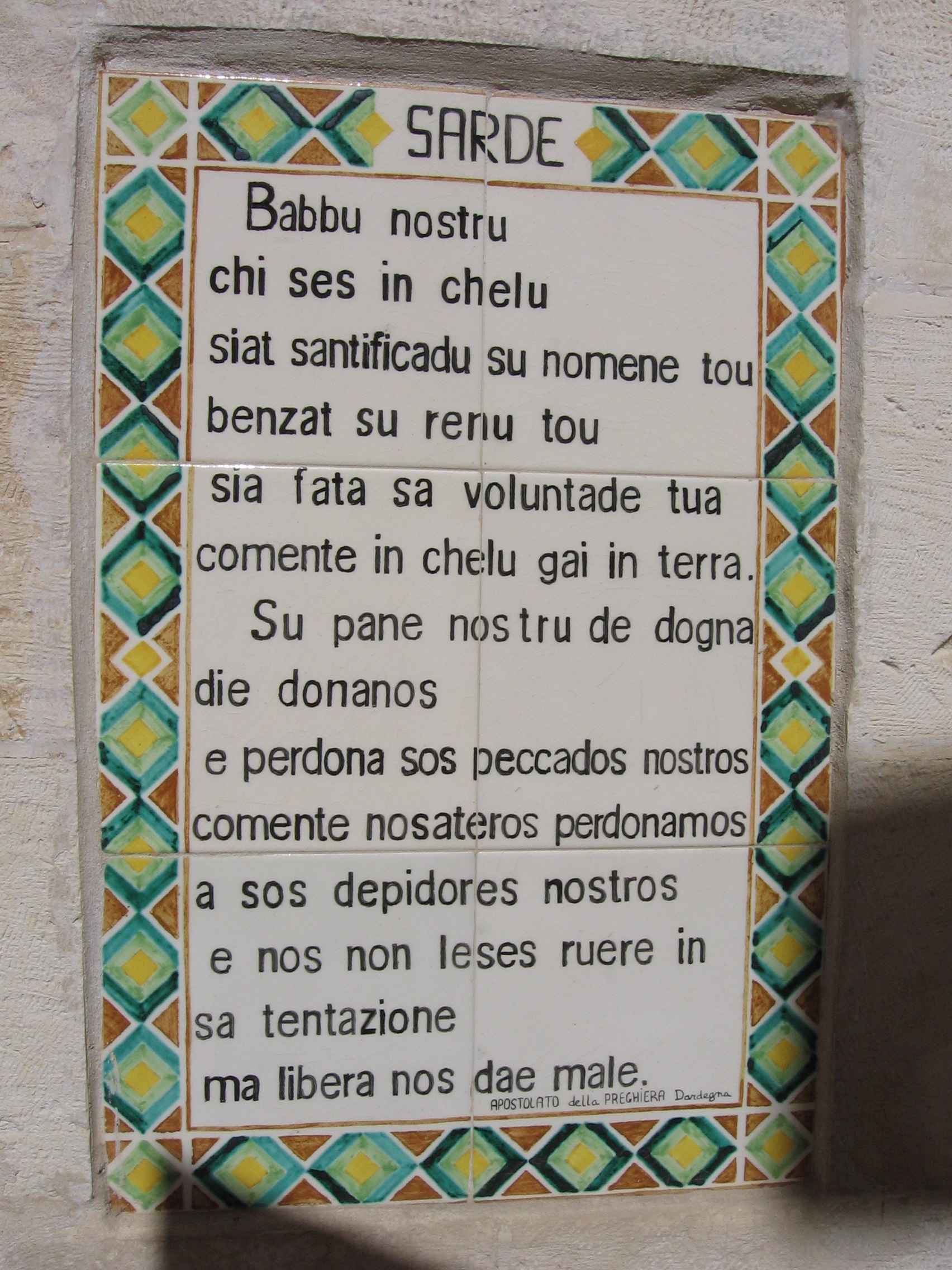
Chiesa del Pater Noster, Gerusalemme. Iscrizione del Padre Nostro (Babbu Nostru) in sardo

Alcune personalità ritengono che il processo di assimilazione possa portare alla morte del popolo sardo diversamente da quanto avvenuto, per esempio, in Irlanda (isola in gran parte linguisticamente anglicizzata). Benché risultino in ordine alla lingua e cultura sarda profondi fermenti di matrice identitaria, ciò che si riscontra attraverso analisi pare sia una lenta ma costante regressione nella competenza sia attiva sia passiva di tale lingua, per motivi di natura principalmente politica e socioeconomica (l'uso dell'italiano presentato come una chiave di avanzamento e promozione sociale, stigma associato all'impiego del sardo, il progressivo spopolamento delle zone interne verso quelle costiere, l'afflusso di genti dalla penisola e i potenziali problemi di mutua comprensibilità fra le varie lingue parlate, ecc.): il numero di bambini che userebbe attivamente il sardo crolla a un dato inferiore al 13%, peraltro concentrato nelle zone interne quali il Goceano, l'alta Barbagia e le Baronie. Prendendo in esame la situazione di taluni centri logudoresi a economia tradizionale (come Laerru, Chiaramonti e Ploaghe) in cui il tasso di sardofonia dei bambini è comunque pari allo 0%, Mauro Maxia parla in merito di un autentico caso di "suicidio linguistico" in capo a ormai poche decine di anni.
Purtuttavia, secondo le suddette analisi sociolinguistiche, tale processo non risulta affatto omogeneo,  presentandosi in maniera ben più evidente nelle città che non nei paesi. Al giorno d'oggi, il sardo è una lingua la cui vitalità è riconoscibile in un'instabile condizione di diglossia e commutazione di codice, e che non entra, o non vi ha ampia diffusione, nell'amministrazione, nel commercio, nella Chiesa (in cui si registra una qual certa attività per introdurvi la lingua), nella scuola, nelle università locali di Sassari e di Cagliari e nei mass media.
Seguendo la scala di vitalità linguistica proposta da un apposito pannello dell'UNESCO nel 2003, il sardo fluttuerebbe tra una condizione di "sicuramente in pericolo di estinzione" (definitely endangered: i bambini non apprendono più la lingua), attribuitogli anche nel Libro Rosso, e una di "serio pericolo di estinzione" (severely endangered: la lingua è perlopiù usata dalla generazione dei nonni in su); secondo il criterio EGIDS (Expanded Graded Intergenerational Disruption Scale) proposto da Lewis e Simons, il sardo sarebbe in bilico tra il livello 7 (Instabile: la lingua non è più trasmessa alla generazione successiva) e il livello 8 (Moribonda: gli unici parlanti attivi della lingua appartengono alla generazione dei nonni), corrispondenti rispettivamente ai due gradi della scala UNESCO sopramenzionati. Il grado di progressiva assimilazione e penetrazione dell'italiano tra i sardofoni è confermato dalle ricerche dell'ISTAT, secondo le quali il 52,1% della popolazione sarda impiega ormai esclusivamente l'italiano in ambito familiare, mentre il 31,5% pratica alternanza linguistica e solo il 15,6% riporta di usare il sardo o altre lingue non italiane; al di fuori dell'ambiente privato e amicale, le percentuali sanciscono in maniera ancora più schiacciante l'esclusiva predominanza raggiunta dall'italiano nell'isola (87,2%) alle spese del sardo e altre lingue, tutte ferme al 2,8%.
Gli anni '90 hanno conosciuto un rinnovamento delle forme espressive nel panorama musicale sardo: molti artisti, spaziando dai generi più tradizionali quali il canto (cantu a tenore, cantu a chiterra, gosos, ecc.) e il teatro (Mario Deiana) a quelli più moderni quale il rock (Kenze Neke, Askra e KNA, Tzoku, Tazenda, ecc.) e addirittura rap e hip hop (Dr. Drer & CRC posse, Quilo, Sa Razza, etc.) utilizzano infatti la lingua per promuovere l'isola e riconoscere i suoi vecchi problemi e le nuove sfide. Vi sono anche dei film (come Su Re, parzialmente Bellas mariposas, Treulababbu, Sonetàula, etc.) realizzati in sardo con i sottotitoli in italiano, e altri ancora con i sottotitoli in sardo.
A partire dalle sessioni d'esame tenute nel 2013, hanno suscitato sorpresa, data la mancata istituzionalizzazione de facto della lingua, dei tentativi da parte di alcuni allievi di presentare l'esame o parte di esso in lingua sarda. Sono inoltre sempre più frequenti anche le dichiarazioni di matrimonio in tale lingua su richiesta dei coniugi
Ha suscitato particolare scalpore l'iniziativa virtuale di alcuni sardi su Google Maps, in risposta a un'ordinanza del Ministero delle Infrastrutture che ordinava a tutti i sindaci della regione di eliminare i cartelli in sardo piazzati all'ingresso dei centri abitati: tutti i comuni avevano infatti ripreso il loro nome originario per circa un mese, finché lo staff di Google non decise di riportare la toponomastica nel solo italiano.
Di rilevanza è l'impiego, da parte di alcune società sportive quali la Dinamo Basket Sassari e il Cagliari Calcio, della lingua nelle sue campagne promozionali. In seguito a una campagna di adesioni, è stata resa possibile l'inclusione del sardo fra le lingue selezionabili su Facebook. L'opzione di scelta è ora a tutti gli effetti attiva ed è possibile avere la pagina in lingua sarda.; è anche possibile selezionare la lingua sarda su Telegram Il sardo è presente quale lingua configurabile anche in altre applicazioni, quali F-Droid, Diaspora, OsmAnd, Notepad++, QGIS, Stellarium, Skype, ecc. Nel 2016 è stato inaugurato il primo traduttore automatico dall'italiano al sardo, VLC media player per Android, Linux Mint Debian Edition 2 "Betsy", Firefox, ecc. Anche il motore di ricerca DuckDuckGo è stato interamente tradotto in lingua sarda.
La comunità sardofona costituirebbe ancora, con circa 1,7 milioni di parlanti autodichiaratisi nativi (di cui 1.291.000 presenti in Sardegna), la più consistente minoranza linguistica riconosciuta in Italia benché sia paradossalmente, allo stesso tempo, quella cui è garantita meno tutela. Al di fuori dell'Italia, in cui al momento non è prevista pressoché alcuna possibilità di insegnamento strutturato della suddetta lingua minoritaria (l'Università di Cagliari si distingue per avere aperto per la prima volta un corso specifico nel 2017; quella di Sassari, di rimando, nel 2021 ha annunciato l'apertura di un curriculum parzialmente dedicato alla lingua sarda in filologia moderna), si tengono talvolta corsi specifici in paesi quali Germania (università di Stoccarda, Monaco, Tubinga, Mannheim, ecc.), Spagna (università di Gerona), Islanda e Repubblica Ceca (università di Brno); per un qual certo periodo di tempo, il prof. Sugeta ne teneva alcuni anche in Giappone all'università di Waseda (Tokyo).
La estrema fragilità sociolinguistica del sardo è stata valutata dal gruppo di ricerca Euromosaic, commissionato dalla Commissione europea con l'intenzione di tracciare un quadro delle minoranze etnolinguistiche nei territori europei; questi, posizionando il sardo al quarantunesimo posto su un totale di quarantotto lingue di minoranza europee, rilevando un punteggio pari al greco del sud Italia, conclude così il suo rapporto:
( Relazione Euromosaic "Sardinian language use survey". URL consultato l'11 giugno 2019 (archiviato dall'url originale il 18 maggio 2018)., Euromosaic, 1995)

Frequenza d'uso delle lingue regionali in Italia (ISTAT, 2015)

Come spiega Matteo Valdes, «la popolazione dell’isola constata, giorno dopo giorno, il declino delle proprie parlate originarie, si fa complice di questo declino trasmettendo ai figli la lingua del prestigio e del potere ma, contemporaneamente, sente che la perdita delle lingue locali è anche perdita di se stessi, della propria storia, della propria specifica identità o diversità». Roberto Bolognesi ritiene che la perdurante stigmatizzazione del sardo come la lingua dei ceti "socialmente e culturalmente svantaggiati" comporti l'alimentazione di un circolo vizioso che ulteriormente promuove il regresso della lingua, irrobustendone il giudizio negativo presso quelli che più si percepiscono come competitivi: difatti, «è chiaro come questa identificazione sia da sempre una self-fulfilling prophecy, una profezia che si conferma da sé: un meccanismo perverso che ha condannato e ancora condanna alla marginalità sociale i sardoparlanti, escludendoli sistematicamente da quelle interazioni linguistiche e culturali in cui si sviluppano i registri prestigiosi e lo stile alto della lingua, innanzitutto nella scuola».
Essendo il processo di assimilazione ormai giunto a compimento, il bilinguismo in gran parte sulla carta e mancando ancora misure concrete per un uso ufficiale anche solo all'interno della Sardegna, la lingua sarda continua dunque la sua agonia, seppur con minore velocità rispetto a qualche tempo fa, soprattutto grazie all'impegno di coloro che nei vari contesti ne promuovono la rivalutazione in un processo che, da alcuni studiosi, è stato definito come "risardizzazione linguistica". Nel mentre, l'italiano continua a erodere, nel tempo, sempre più spazi associati al sardo, ormai in stato di generale deperimento con la già menzionata eccezione di alcune "sacche linguistiche". In merito alla predominanza ormai completamente raggiunta dall'italiano, Telmon registra «l'atteggiamento fortemente utilitaristico che i sardi hanno assunto nei suoi confronti. Pur essendo sentito infatti come fondamentalmente estraneo alle tradizioni più autenticamente popolari, il suo possesso viene considerato necessario e, in ogni caso, simbolo potente di avanzamento sociale, anche nel caso di diglossia senza bilinguismo».
Laddove la pratica linguistica del sardo è ora per tutta l'isola in netto declino, è invece comune nelle nuove generazioni di qualunque estrazione sociale, ormai monolingui e monoculturali italiane, quella dell'italiano regionale di Sardegna o IrS (spesso chiamato dai sardofoni, in segno di ironico spregio, italiànu porcheddìnu, letteralmente "italiano maialesco"): si tratta di una parlata dialettale dell'italiano che, nelle sue espressioni diastratiche, risente grandemente degli influssi fonologici, morfologici e sintattici del sardo anche in quei parlanti che non hanno alcuna conoscenza di tale lingua. Roberto Bolognesi sostiene che, a fronte della persistente negazione e rifiuto della lingua sarda, è come se questa si sia vendicata sull'originaria comunità di parlanti «e continui a vendicarsi "inquinando" il sistema linguistico egemone», rievocando l'avvertimento gramsciano profferito all'alba del secolo precedente. Infatti, a fronte di un italiano regionale ormai prevalente che, per Bolognesi, «si tratta in effetti di una lingua ibrida sorta dal contatto fra due sistemi linguistici diversi», «il (poco) sardo usato dai giovani costituisce spesso un gergo sgrammaticato infarcito di oscenità e di costruzioni appartenenti all'italiano»: la popolazione padroneggerebbe dunque solo "due lingue zoppe" le cui manifestazioni non scaturirebbero da una norma riconoscibile, né costituirebbero una fonte di sicurezza linguistica chiara: Bolognesi ritiene che «per i parlanti sardi, quindi, il rifiuto della propria identità linguistica originaria non ha comportato la sperata e automatica omologazione ad un’identità socialmente più prestigiosa, ma l’acquisizione di un’identità di serie B (né veramente sarda, né veramente italiana), non più autocentrata ma bensì periferica rispetto alle fonti di norma linguistica e culturale, le quali rimangono ancora al di fuori della loro portata: sull’altra riva del Tirreno».
D'altra parte, Eduardo Blasco Ferrer riscontra una propensione dei sardofoni esclusivamente per la pratica di commutazione di codice, piuttosto che per quella di commistione o commutazione intrafrasale (code-mixing) tra le due diverse lingue.
Nel complesso, dinamiche quali il tardivo riconoscimento come minoranza linguistica, accompagnato da un'opera di graduale ma plurisecolare e pervasiva italianizzazione promossa dal sistema educativo e da quello amministrativo, cui seguì la recisione della trasmissione intergenerazionale, hanno fatto sì che la vitalità odierna del sardo possa definirsi come gravemente compromessa.
Vi è una sostanziale divisione tra chi crede che l'attuale normativa in tutela della lingua sia ormai giunta troppo tardi, ritenendo che il suo impiego sia stato oramai interamente sostituito dall'italiano, e chi invece asserisce che sia fondamentale per rafforzare l'uso corrente, per quanto debole, di questa lingua. Le considerazioni sulla frammentazione dialettale della lingua sono portate da alcuni come argomento contrario a un intervento istituzionale per il suo mantenimento e valorizzazione: altri rilevano che questo problema sia già stato affrontato in diversi altri casi, come per esempio il catalano, la cui piena introduzione nella vita pubblica dopo la repressione franchista è stata possibile solo grazie a un processo di standardizzazione dei suoi eterogenei dialetti. In generale, la standardizzazione della lingua sarda è argomento controverso. Fiorenzo Toso rileva, a paragone con l'attuale forza del catalano garantita dalla elaborazione di uno standard scritto a fronte di «sottovarietà dialettali anche molto differenziate tra loro», che «la debolezza del sardo risiede invece, tra gli altri elementi, nell'assenza di un tale standard, poiché i parlanti logudorese o campidanese non si riconoscono in una varietà sopradialettale comune». A oggi si ritiene improbabile il rinvenimento di una soluzione normativa alla questione linguistica sarda.
In conclusione, fattori fondamentali per la riproduzione nel tempo del gruppo etnolinguistico, quali la trasmissione intergenerazionale della lingua, rimangono ad oggi estremamente compromessi senza che se ne possa apparentemente frenare la progressiva perdita, in stadio ormai avanzato. Al di là dello strato sociale già interessato dal suddetto processo e che risulta quindi italofono monolingue, persino tra molti sardofoni si riscontra ora una "limitata padronanza attiva o anche solo esclusivamente passiva della loro lingua": l'attuale competenza comunicativa tra le coorti anagrafiche più giovani non andrebbe oltre la conoscenza di qualche formula stereotipata e neanche gli adulti sarebbero più in grado di portare avanti una conversazione nella lingua etnica,. Le indagini demoscopiche finora effettuate sembrano indicare che il sardo venga ormai considerato dalla comunità come uno strumento di riappropriazione del proprio passato, piuttosto che di effettiva comunicazione per il presente e il futuro

Il sardo tra le comunità linguistiche di minoranza riconosciute ufficialmente in Italia

## Riconoscimento istituzionale

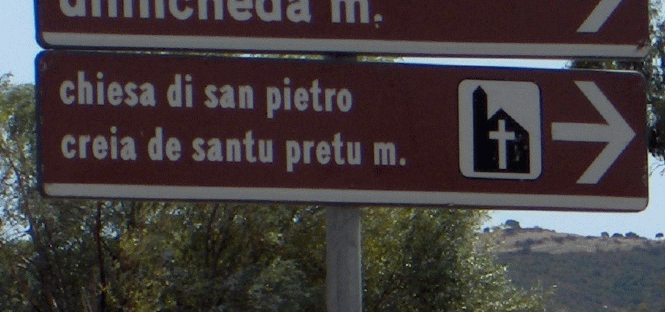
Segnaletica locale bilingue italiano/sardo

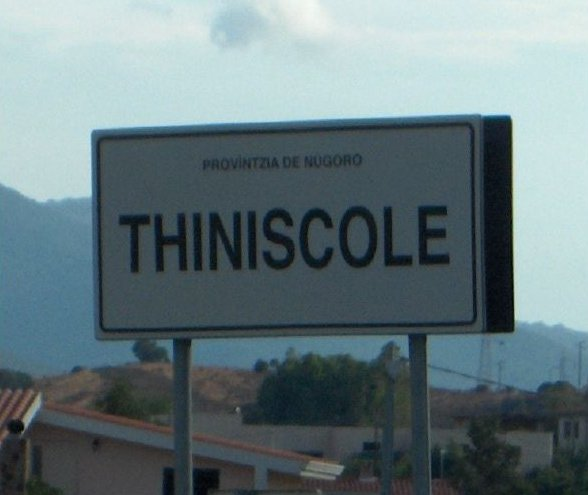
Segnale di inizio centro abitato in sardo a Siniscola/Thiniscole

Il sardo è riconosciuto come lingua dalla norma ISO 639 che le attribuisce i codici sc (ISO 639-1: Alpha-2 code) e srd (ISO 639-2: Alpha-3 code). I codici previsti per la norma ISO 639-3 ricalcano quelli utilizzati dal SIL per il progetto Ethnologue e sono:
- sardo campidanese: "sro"
- sardo logudorese: "src"
- gallurese: "sdn"
- sassarese: "sdc"

La lingua sarda è stata riconosciuta con legge regionale n. 26 del 15 ottobre 1997 "Promozione e valorizzazione della cultura e della lingua della Sardegna" come lingua della Regione autonoma della Sardegna dopo l'italiano (la legge regionale prevede la tutela e valorizzazione della lingua e della cultura, pari dignità rispetto alla lingua italiana con riferimento anche al catalano di Alghero, al tabarchino dell'isola di San Pietro, al sassarese e gallurese, la conservazione del patrimonio culturale/bibliotecario/museale, la creazione di Consulte Locali sulla lingua e la cultura, la catalogazione e il censimento del patrimonio culturale, concessione di contributi regionali ad attività culturali, programmazioni radiotelevisive e testate giornalistiche in lingua, uso della lingua sarda in fase di discussione negli organi degli enti locali e regionali con verbalizzazione degli interventi accompagnata dalla traduzione in italiano, uso nella corrispondenza e nelle comunicazioni orali, ripristino dei toponimi in lingua sarda e installazione di cartelli segnaletici stradali e urbani con la denominazione bilingue).
La legge regionale applica e regolamenta alcune norme dello Stato a tutela delle minoranze linguistiche.
Nessun riconoscimento è stato invece attribuito, nel 1948, alla lingua sarda dallo Statuto della Regione Autonoma, che è legge costituzionale: l'assenza di norme statutarie di tutela, a differenza degli storici Statuti della Valle d'Aosta e del Trentino-Alto Adige, fa sì che per la comunità sarda, nonostante rappresenti ex lege n. 482/1999 la più robusta minoranza linguistica in Italia, non si applichino le leggi elettorali per la rappresentanza politica delle liste in Parlamento, che pur tengono conto della specificità delle suddette minoranze.
Si applicano invece al sardo (come al catalano di Alghero) l'art. 6 della Costituzione (La Repubblica tutela con apposite norme le minoranze linguistiche) e la legge n. 482 del 15 dicembre 1999 "Norme in materia di tutela delle minoranze linguistiche storiche" che prevede misure di tutela e valorizzazione (uso della lingua minoritaria nelle scuole materne, primarie e secondarie accanto alla lingua italiana, uso da parte degli organi di Comuni, Comunità Montane, Province e Regione, pubblicazione di atti nella lingua minoritaria fermo restando l'esclusivo valore legale della versione italiana, uso orale e scritto nelle pubbliche amministrazioni escluse forze armate e di polizia, adozione di toponimi aggiuntivi nella lingua minoritaria, ripristino su richiesta di nomi e cognomi nella forma originaria, convenzioni per il servizio pubblico radiotelevisivo) in ambiti definiti dai Consigli Provinciali su richiesta del 15% dei cittadini dei comuni interessati o di un terzo dei consiglieri comunali. Ai fini applicativi tale riconoscimento, che si applica alle "…popolazioni…parlanti…sardo", il che escluderebbe a rigore gallurese e sassarese in quanto geograficamente sardi ma linguisticamente di tipo còrso, e sicuramente il ligure-tabarchino dell'isola di San Pietro.

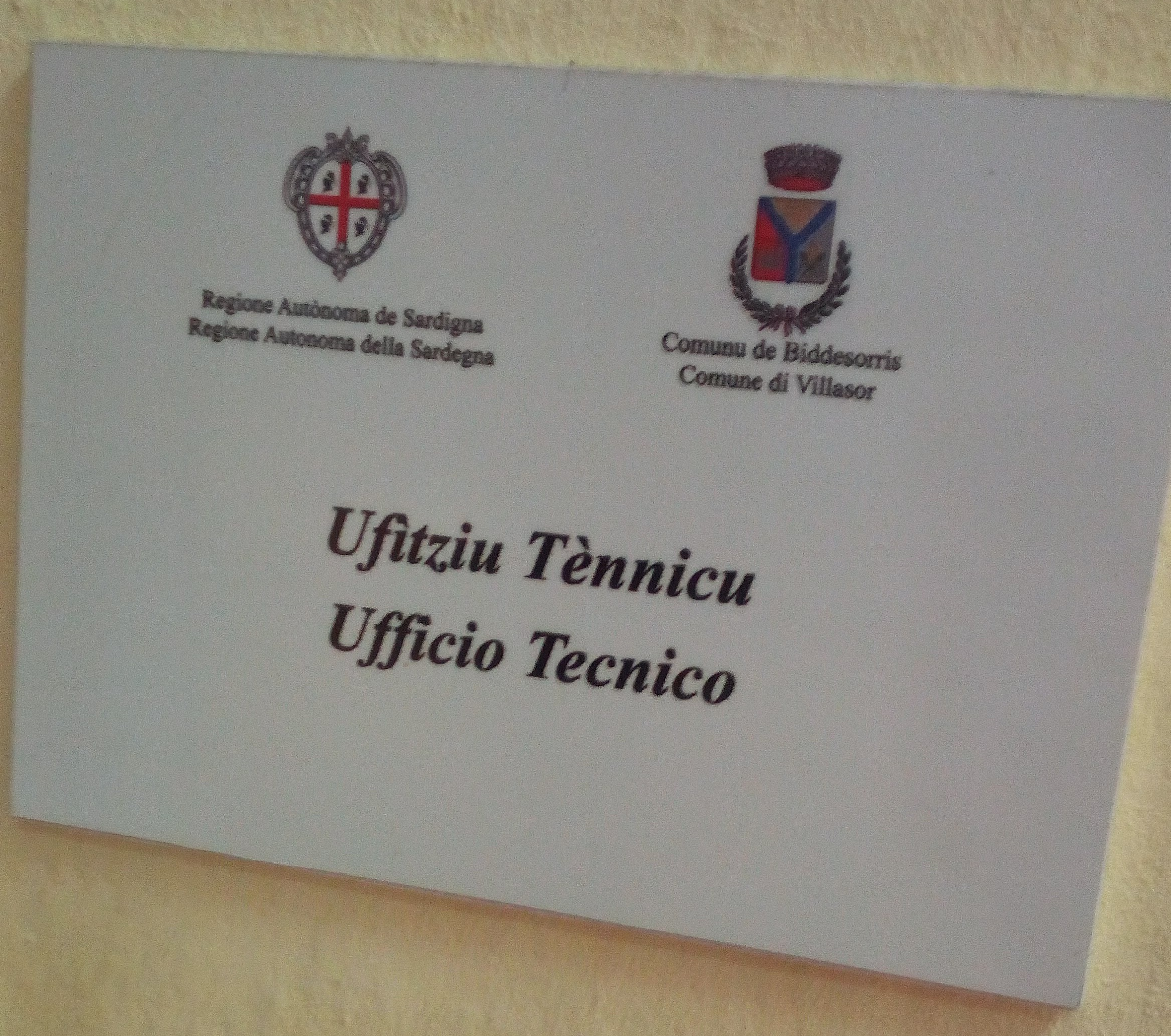
Cartello bilingue nel municipio di Villasor

Il relativo Regolamento attuativo D.P.R. n. 345 del 2 maggio 2001 (Regolamento di attuazione della legge 15 dicembre 1999, n. 482, recante norme di tutela delle minoranze linguistiche storiche) detta regole sulla delimitazione degli ambiti territoriali delle minoranze linguistiche, sull'uso nelle scuole e nelle università, sull'uso nella pubblica amministrazione (da parte della Regione, delle Province, delle Comunità Montane e dei membri dei Consigli Comunali, sulla pubblicazione di atti ufficiali dello Stato, sull'uso orale e scritto delle lingue minoritarie negli uffici delle pubbliche amministrazioni con istituzione di uno sportello apposito e sull'utilizzo di indicazioni scritte bilingui …con pari dignità grafica, e sulla facoltà di pubblicazione bilingue degli atti previsti dalle leggi, ferma restando l'efficacia giuridica del solo testo in lingua italiana), sul ripristino dei nomi e dei cognomi originari, sulla toponomastica (… disciplinata dagli statuti e dai regolamenti degli enti locali interessati) e la segnaletica stradale (nel caso siano previsti segnali indicatori di località anche nella lingua ammessa a tutela, si applicano le normative del Codice della Strada, con pari dignità grafica delle due lingue), nonché sul servizio radiotelevisivo.
La bozza di atto di ratifica della Carta europea delle lingue regionali o minoritarie del Consiglio d'Europa del 5 novembre 1992 (già sottoscritta, ma mai ratificata, dalla Repubblica Italiana il 27 giugno 2000) all'esame del Senato prevede, senza escludere l'uso della lingua italiana, misure aggiuntive per la tutela della lingua sarda e per il catalano (istruzione prescolare in sardo, educazione primaria e secondaria agli allievi che lo richiedano, insegnamento della storia e della cultura, formazione degli insegnanti, diritto di esprimersi in lingua nelle procedure penali e civili senza spese aggiuntive, consentire l'esibizione di documenti e prove in lingua nelle procedure civili, uso negli uffici statali da parte dei funzionari in contatto con il pubblico e possibilità di presentare domande in lingua, uso nell'amministrazione locale e regionale con possibilità di presentare domande orali e scritte in lingua, pubblicazione di documenti ufficiali in lingua, formazione dei funzionari pubblici, uso congiunto della toponomastica nella lingua minoritaria e adozione dei cognomi in lingua, programmazioni radiotelevisive regolari nella lingua minoritaria, segnalazioni di sicurezza anche in lingua, promozione della cooperazione transfrontaliera tra amministrazioni in cui si parli la stessa lingua). Si noti che l'Italia, assieme alla Francia e a Malta, non ha ratificato il suddetto trattato internazionale.
In un caso presentato alla Commissione europea dal deputato Renato Soru in sede di parlamento europeo nel 2017, nel quale si denunciava la negligenza nazionale con riguardo alla sua stessa normativa rispetto alle altre minoranze linguistiche, la risposta della Commissione faceva presente all'Onorevole che le questioni di politica linguistica perseguita dai singoli stati membri non rientrano nelle sue competenze.
Le forme di tutela previste per la lingua sarda sono pressoché assimilabili a quelle riconosciute per quasi tutte le altre storiche minoranze etnico-linguistiche d'Italia (friulani, albanesi, catalane, greche, croate, franco-provenzali e occitane, etc.), ma di gran lunga inferiori a quelle assicurate, mediante specifici trattati internazionali, per le comunità francofone in Valle d'Aosta, a quelle slovene in Friuli-Venezia Giulia e, infine, a quelle ladine e germanofone in Alto-Adige.

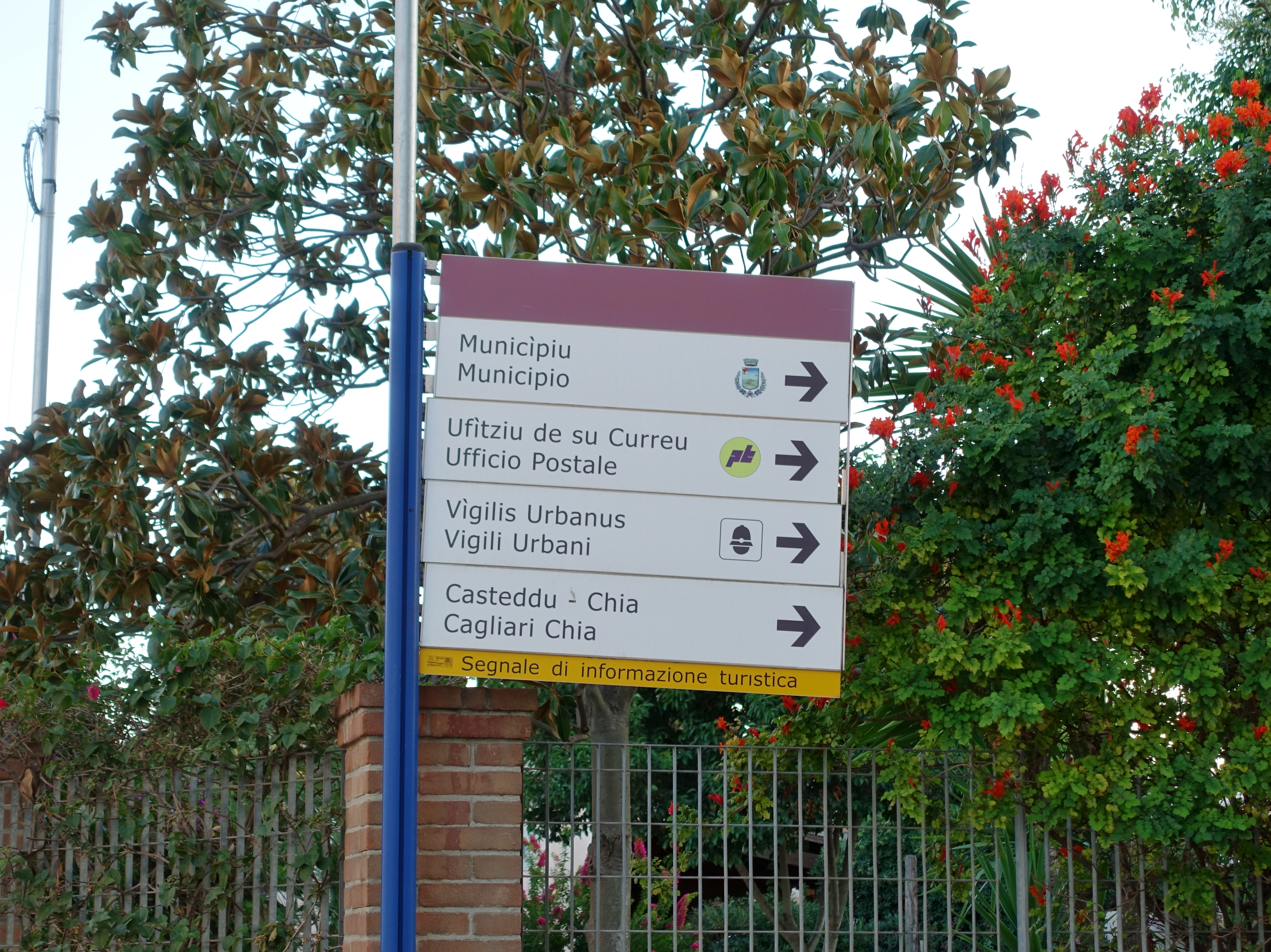
Segnaletica locale bilingue a Pula

Inoltre, le poche disposizioni legislative a tutela del bilinguismo sin qui menzionate non sono de facto ancora applicate o lo sono state solo parzialmente. In tal senso il Consiglio d'Europa nel 2015 aveva aperto un'indagine sull'Italia per la situazione delle sue minoranze etnico-linguistiche, considerate nell'ambito della Convenzione-quadro come "minoranze nazionali". Il sardo non è stato, infatti, ancora oggi introdotto nei programmi ufficiali, rientrando perlopiù in alcuni progetti scolastici (moduli di ventiquattr'ore) senza garanzie di continuità.
La revisione della spesa pubblica del governo Monti avrebbe abbassato ulteriormente il livello di tutela della lingua, attuando una distinzione fra le lingue soggette a tutela in base ad accordi internazionali e considerate minoranze nazionali perché "di lingua madre straniera" (tedesco, sloveno e francese) e quelle afferenti a comunità che non hanno una struttura statale straniera alle spalle, riconosciute semplicemente come "minoranze linguistiche". Tale disegno di legge, nonostante abbia destato una certa reazione da più parti del mondo politico e intellettuale isolano, è stato impugnato dal Friuli-Venezia Giulia, ma non dalla Sardegna, una volta tradotto in legge, la quale non riconosceva alle minoranze linguistiche "senza Stato" i benefici previsti in tema di assegnazione degli organici per le scuole: con la sentenza numero 215, depositata il 18 luglio 2013, la Corte costituzionale ha però successivamente dichiarato incostituzionale tale trattamento differenziato.
La delibera della Giunta regionale del 26 giugno 2012 ha introdotto l'uso delle diciture ufficiali bilingui nello stemma della Regione Autonoma della Sardegna e in tutte le produzioni grafiche che contraddistinguono le sue attività di comunicazione istituzionale. Quindi, con la stessa evidenza grafica dell'italiano, viene riportata l'iscrizione equivalente a Regione Autonoma della Sardegna in sardo ovvero «Regione Autònoma de Sardigna».
Il 5 agosto 2015 la Commissione Paritetica Stato-Regione ha approvato una proposta, inoltrata dall'Assessorato della Pubblica Istruzione, che trasferirebbe alla Regione Sarda alcune competenze amministrative in materia di tutela delle minoranze linguistiche storiche, quali sardo e catalano algherese. Il 27 giugno 2018, il Consiglio Regionale ha infine varato il TU sulla disciplina della politica linguistica regionale. La Sardegna si sarebbe, in teoria, così dotata per la prima volta nella sua storia regionale di uno strumento regolatore in materia linguistica, con l'intento di sopperire all'originale lacuna del testo statutario: tuttavia, il fatto che la giunta regionale non abbia tuttora provveduto a emanare i necessari decreti attuativi fa sì che quanto è contenuto nella legge approvata non abbia ancora trovato alcuna applicazione reale.
Il 2021 vede l'apertura di uno sportello in lingua sarda per la Procura di Oristano, qualificandosi come la prima volta in Italia in cui tale servizio sia offerto a una lingua minoritaria.
Per l'elenco dei comuni riconosciuti ufficialmente minoritari ai sensi dell'art. 3 della legge n. 482/1999 e per i relativi toponimi ufficiali in lingua sarda ai sensi dell'art. 10 vedi Toponimi della Sardegna.

## Fonetica, morfologia e sintassi

### Fonetica
Vocali: /ĭ/ e /ŭ/ (brevi) latine hanno conservato i loro timbri originali [i] e [u]; per esempio il latino siccus diventa siccu (e non come italiano secco, francese sec). Un'altra caratteristica è l'assenza della dittongazione delle vocali medie (/e/ e /o/). Per esempio il latino potest diventa podet (pron. [ˈpoðete]), senza dittongo a differenza dell'italiano può, spagnolo puede, francese peut.
Le vocali Sarde sono soggette al processo di metafonesi dove [ɛ ɔ] sono alzate a [e o] se la sillaba seguente contiene vocali /i/ o /u/. Inoltre /fɛˈnɔmɛnu/, ad esempio, è realizzato come [feˈnoːmenu].
Nel gruppo di dialetti solitamente ricondotti alla grafia campidanese /ɛ ɔ/ sono state alzate a /i u/ nelle sillabe finali. Le nuove /i u/ non producono la metafonesi. In questi dialetti quindi [e o] possono contrastare con [ɛ ɔ]. Per esempio i vecchi [ˈbɛːnɛ] 'bene' e [ˈbeːni] 'vieni' diventano [ˈbɛːni] e [ˈbeːni] come coppie minime distinte solo dalla vocale tonica. Il campidanese contiene quindi sette diverse vocali.
Esclusivi — per l'area romanza attuale — dei dialetti centro-settentrionali del sardo sono inoltre il mantenimento della [k] e della [ɡ] velari davanti alle vocali palatali /e/ e /i/ (es.: [kentu] per l'italiano cento e il francese cent).
Una delle caratteristiche del sardo è l'evoluzione di [ll] nel fonema cacuminale [ɖ] (es. cuaddu o caddu per cavallo, anche se questo non avviene nel caso dei prestiti successivi alla latinizzazione dell'isola - cfr. bellu per bello - ). Questo fenomeno è presente anche nella Corsica del sud, in Sicilia, in Calabria, nella penisola Salentina e in alcune zone delle Alpi Apuane.

### Fonosintassi
Una delle principali complicanze, sia per chi si approcci alla lingua sia per chi, pur sapendola parlare, non la sa scrivere, è la differenza fra scritto (qualora si voglia seguire un'unica forma grafica) e parlato data da specifiche regole, fra le quali è importante menzionare almeno qualcuna nei due diasistemi e in questa voce nella generalità dei casi.

#### Sistema vocalico

##### Vocale paragogica
Nel parlato generalmente non è tollerata la consonante finale di un vocabolo, quando però lasciata isolata in pausa o in chiusura di frase, altrimenti sì può essere presente anche nella pronuncia. La lingua sarda si caratterizza pertanto per la cosiddetta vocale paragogica o epitetica, cui si appoggia la suddetta consonante; questa vocale è generalmente la stessa che precede la consonante finale, ma in campidanese non mancano esempi discostanti da questa norma, dove la vocale paragogica è la "i" pur non essendo quella che precede l'ultima consonante, come il caso di cras (crasi, domani), tres (tresi, tre), ecc. In questi casi la vocale finale può anche essere riportata nella lingua scritta, essendo appunto diversa dall'ultima della parola. Quando invece è uguale a quella precedente di norma non va mai scritta; eccezioni possono essere rappresentate da alcuni termini di origine latina rimasti inalterati rispetto all'originale, eccettuando appunto la vocale paragogica, che però si sono diffusi nell'uso popolare anche nella loro variante sardizzata (sèmper o sèmpere, lùmen o lùmene) e, nel diasistema logudorese, dalle terminazioni dell'infinito presente della 2ª coniugazione (tènner o tènnere, pònner o pònnere). Per quanto riguarda i latinismi, nell'uso attuale si preferisce non scrivere la vocale paragogica, quindi sèmper, mentre nei verbi della seconda coniugazione è forse maggioritaria la grafia con la "e", seppur molto diffusa anche quella senza, perciò iscrìere piuttosto che iscrìer (scrivere), che peraltro è altresì corretto. I termini campidanesi vengono generalmente scritti con la "i" dai parlanti di questa variante, dunque crasi, mentre in logudorese avremo sempre e comunque cras, anche qualora nella pronuncia dovesse risultare crasa.
Così per esempio:
- Si scrive semper ma si pronuncia generalmente sempere (LSC/log./nuo., in italiano "sempre")
- Si scrive lùmen ma si pronuncia generalmente lumene (nuo., in LSC nùmene o nòmene, in italiano "nome")
- Si scrive però e si pronuncia generalmente però o peroe (LSC/log./nug. /camp., in italiano "però")
- Si scrive istèrrere (LSC e log.) o istèrrer (log.) e si pronuncia generalmente isterrere (in italiano "stendere")
- Si scrive funt ma si pronuncia generalmente funti (LSC e camp., in italiano "essi sono")
- Si scrive andant ma si pronuncia generalmente andanta (LSC, camp. e log. meridionale, in italiano "vanno").

In nuores/baroniese la consonante finale della terza plurale solitamente cade e si pronuncia la vocale paragogica: andan(t)a, cheren(t)e e ischin(t)i.

##### Vocale pretonica
Le vocali e e o stanti in posizione pretonica rispetto alla vocale i, diventano mobili potendosi trasformare in quest'ultima.
Così, per esempio, sarà corretto scrivere e dire:
- erìtu o irìtu (log., in italiano "riccio"; in LSC, log. meridionale e camp. eritzu)
- essìre (LSC), issìre (log. ), bessire (log. meridionale) o bessiri (camp.) (in italiano "uscire")
- drumìre o dromìre (log., in italiano "dormire"; in LSC dormire; camp. dromìri)
- godìre (LSC) o gudìre (log., in LSC e log. anche gosare, camp. gosai, in italiano "godere")

Vi sono delle rare eccezioni a questa regola, come dimostra l'esempio seguente: buddìre vuol dire "bollire", mentre boddìre vuol dire "raccogliere (frutti e fiori)".

#### Sistema consonantico

##### Posizione mediana intervocalica
Quando si trovano in posizione mediana intervocalica, o per effetto di particolari combinazioni sintattiche, le consonanti b, d, g diventano fricative; sono tali anche se si presenta, fra vocale e consonante, un'interposizione della r. In questo caso, la pronuncia della b è perfettamente uguale a quella della b/v spagnola in cabo, la d è uguale alla d spagnola in codo. Fra vocali, il dileguo della g è la norma.
Così per esempio:
- baba si pronuncia ba[β]a (in italiano "bava")
- sa baba si pronuncia sa [β]a[β]a (in italiano "la bava")
- lardu si pronuncia lar[ð]u (in italiano "lardo")
- gatu: in singolare la g cade (su gatu diventa su atu), mentre in plurale quando precede /s/, si mantiene come fricativa (sos gatos = so'/sor/sol [ɣ]àtoso)

##### Lenizione
Comune ai due diasistemi, cui fa eccezione la sottovarietà nuorese, è il fenomeno di sonorizzazione delle consonanti sorde c, p, t, f, qualora precedute da vocale o seguite da r; le prime tre diventano anche fricative.
- /k/ → [ɣ]
- /p/ → [β]
- /t/ → [ð]
- /f/ → [v]

Così per esempio:
- Si scrive su cane (LSC e log.) o su cani (camp.) ma si pronuncia su [ɣ]ane / su [ɣ]ani (in italiano, "il cane").
- Si scrive su frade (LSC e log.) o su fradi (camp.) ma si pronuncia su[v]rade/su [v]rari (in italiano, "il fratello").
- Si scrive sa terra, ma si pronuncia sa [ð]erra (LSC/log./camp., in italiano, "la terra").
- Si scrive su pane (LSC e log.) o su pani (camp.) ma si pronuncia su [β]ane / su [β]ani (in italiano, "il pane").

##### Incontro di consonanti fra due parole (sandhi)
Reindirizziamo alle voci cui pertengono le differenti ortografie.

##### Pronuncia rafforzata di consonanti iniziali
Sette particelle, aventi vario valore, provocano un rafforzamento della consonante che a esse segue: ciò accade per effetto di una sparizione, solamente virtuale, delle consonanti che tali monosillabi avevano per finale nel latino (una di esse è italianismo di recente acquisizione).
- NE ← (lat.) NEC = né (congiunzione)
- CHE ← (lat.) QUO+ET = come (comparativo)
- TRA ← (it.) TRA = tra (preposizione)
- A ← (lat.) AC = (comparativo)
- A ← (lat.) AD = a (preposizione)
- A ← (lat.) AUT = (interrogativo)
- E ← (lat.) ET = e (congiunzione)

Perciò per esempio:
- Nos ch'andamus a Nùgoro / nosi ch'andaus a Nùoro (pron. "noch'andammus a Nnugoro / nosi ch'andaus a Nnuoro") = Ce ne andiamo a Nuoro
- Che a cussu maccu (pron. "che mmaccu") = Come quel matto
- Intra Nugoro e S'Alighera (pron. "intra Nnugoro e Ss'Alighera") = Tra Nuoro e Alghero
- A ti nde pesas? (pron. "a tti nde pesasa?") = Ti alzi? (esortativo)

### Morfologia e sintassi
Nel suo insieme la morfosintassi del sardo si discosta dal sistema sintetico del latino classico e mostra un uso maggiore delle costruzioni analitiche rispetto ad altre lingue neolatine.
1. L'articolo determinativo caratteristico della lingua sarda è derivato dal latino ipse / ipsu(m) (mentre nelle altre lingue neolatine l'articolo è originato da ille / illu(m)) e si presenta nella forma su/sa al singolare e sos/sas al plurale (is nel campidanese e sia sos / sas sia is nella LSC). Forme di articolo con la medesima etimologia si ritrovano nel balearico (dialetto catalano delle Isole Baleari) e nel dialetto provenzale dell'occitano delle Alpi Marittime francesi (eccettuando il dialetto di Nizza): es/so/sa e es/sos/ses.
2. Il plurale è caratterizzato dal finale in -s, come in tutta la Romània occidentale ((FR, OC, CA, ES, PT) ). Es.: sardu{sing.}-sardos/sardus{pl.}(sardo-sardi), puddu{sing.}/puddos/puddus{pl.}, pudda{sing.}/puddas{pl.} (pollo/polli, gallina/galline).
3. Il futuro viene costruito con la forma latina habeo ad. Es: apo a istàre, apu a abarrai o apu a atturai (io resterò). Il condizionale si forma in modo analogo: nei dialetti centro-meridionali usando il passato del verbo avere (ai) o una forma alternativa sempre di tale verbo (apia); nei dialetti centro-settentrionali usando il passato del verbo dovere (dia).
4. Il "perché" interrogativo è diverso dal "perché" responsivo: poita? o proite/poite? ca…, così come avviene in altre lingue romanze (francese: pourquoi? parce que…, portoghese: por quê/porquê? porque…; spagnolo ¿por qué? porque…; catalano per què? perquè... Ma anche in Italiano perché/poiché).
5. Il pronome personale tonico di prima e seconda persona singolare, se preceduto dalla preposizione cun/chin (con), assume le forme cun megus (LSC, log.)/chin mecus (nug.) e cun tegus (LSC, log.)/chin tecus (nug.) (cfr. lo spagnolo conmigo e contigo e anche il portoghese comigo e contigo e il napoletano cu mmico e cu ttico), e questi dal latino cum e mecum/tecum.

## Ortografia e pronuncia
Fino al 2001 non si disponeva di una standardizzazione ufficiale né scritta, né orale (quest'ultima non esiste ancor oggi) della lingua sarda. Dopo l'epoca medievale, nei documenti della quale si può osservare una certa uniformità nella scrittura, l'unica standardizzazione grafica, dovuta agli esperimenti dei letterati e dei poeti, era stata quella del cosiddetto "sardo illustre", sviluppato ispirandosi ai documenti protocollari medievali sardi, alle opere di Gerolamo Araolla, Giovanni Matteo Garipa e Matteo Madau e a quelle di una ricca serie di poeti. I tentativi di ufficializzare e diffondere tale norma erano però stati ostacolati dalle autorità iberiche e in seguito sabaude.
Da questi trascorsi deriva l'attuale adesione di una parte della popolazione all'idea che, per ragioni eminentemente storiche e politiche ma non linguistiche, la lingua sarda sia divisa in due gruppi dialettali distinti ("logudorese" e "campidanese" o "logudorese", "campidanese" e "nuorese", con chi cerca pure di includere nella categorizzazione lingue legate a quella sarda ma differenti, quali il gallurese o il sassarese), per scrivere le quali sono state sviluppate una serie di grafie tradizionali, anche se con molti cambiamenti lungo il passare del tempo. Oltre a quelle comunemente definite "logudorese" e "campidanese", come già detto, sono state sviluppate anche la grafia nuorese, la grafia arborense e quelle dei singoli paesi, a volte normata con regole generali e comuni a tutti, quali quelle richieste dal Premio Ozieri. Spesso, però, il sardo viene scritto dai parlanti cercando di trascriverne la pronuncia e seguendo le abitudini legate alla lingua italiana.
Per risolvere tale problema, e ai fini di consentire una effettiva applicazione di quanto previsto dalla Legge Regionale n. 26/1997 e dalla Legge n. 482/1999, nel 2001 la Regione Sardegna ha incaricato una commissione di esperti di elaborare una ipotesi di Norma di unificazione linguistica sovradialettale (la LSU: Limba Sarda Unificada, pubblicata il 28 febbraio 2001), che identificasse una lingua-modello di riferimento (basata sulla analisi delle varietà locali del sardo e sulla selezione dei modelli più rappresentativi e compatibili) al fine di garantire all'uso ufficiale del sardo le necessarie caratteristiche di certezza, coerenza, univocità, e diffusione sovralocale. Questo studio, pur scientificamente valido, non è mai stato adottato a livello istituzionale per vari contrasti locali (accusata di essere una lingua "imposta" e "artificiale" e di non avere risolto il problema del rapporto tra le varietà trattandosi di una mediazione tra le varietà scritte comunemente con una grafia logudorese, pertanto privilegiate, e non avendo proposto una valida grafia per le varietà solitamente scritte con la grafia campidanese) ma ha comunque, a distanza di anni, costituito la base di partenza per la redazione della proposta della LSC: Limba Sarda Comuna, pubblicata nel 2006, che partendo da una base di mesania, accoglie elementi propri delle parlate (e quindi "naturali" e non "artificiali") di quella zona, ovvero l'area grigia di transizione della Sardegna centrale tra le varietà scritte solitamente con la grafia logudorese e quelle scritte con la grafia campidanese, al fine di assicurare alla grafia comune il carattere di sovradialettalità e sovramunicipalità, pur lasciando la possibilità di rappresentare le particolarità di pronuncia delle varietà locali. Purtuttavia, anche a questo standard non sono mancate critiche, sia da chi ha proposto degli emendamenti per migliorarlo, sia da chi ha preferito insistere con l'idea di suddividere il sardo in macrovarianti da regolare con norme separate.
La Regione Sardegna, con delibera di Giunta regionale n. 16/14 del 18 aprile 2006 Limba Sarda Comuna. Adozione delle norme di riferimento a carattere sperimentale per la lingua scritta in uscita dell'Amministrazione regionale ha adottato sperimentalmente la LSC come lingua ufficiale per gli atti e i documenti emessi dalla Regione Sardegna (fermo restando che ai sensi dell'art. 8 della Legge n. 482/99 ha valore legale il solo testo redatto in lingua italiana), dando facoltà ai cittadini di scrivere all'Ente nella propria varietà e istituendo lo sportello linguistico regionale Ufitziu de sa limba sarda. Successivamente ha seguito la norma LSC nella traduzione di diversi documenti e delibere, dei nomi dei propri uffici ed assessorati, oltre al proprio stesso nome "Regione Autònoma de Sardigna", che figura oggi nello stemma ufficiale insieme alla dicitura in italiano.
Oltre a tale ente, lo standard sperimentale LSC è stato utilizzato come scelta volontaria da diversi altri, dalle scuole e da organi di stampa nella comunicazione scritta, spesso in maniera complementare con grafie più vicine alla pronuncia locale.
Per quanto riguarda tale utilizzo è stata fatta una stima percentuale, legata ai soli progetti finanziati o cofinanziati dalla Regione per l'utilizzo della lingua sarda negli sportelli linguistici comunali e sovracomunali, nella didattica nelle scuole e nei media dal 2007 al 2013. Il Monitoraggio sull'utilizzo sperimentale della Limba Sarda Comuna 2007-2013 è stato pubblicato sul sito della Regione Sardegna nell'aprile 2014 a cura del Servizio Lingua e Cultura Sarda dell'Assessorato della Pubblica Istruzione.
Da tale ricerca risulta ad esempio, riguardo ai progetti scolastici finanziati nell'anno 2013, una netta preferenza delle scuole nell'utilizzo della ortografia LSC insieme ad una grafia locale (51%) rispetto all'utilizzo esclusivo della LSC (11%) o all'utilizzo esclusivo di una grafia locale (33%)
Riguardo invece ai progetti finanziati nel 2012 dalla Regione, per la realizzazione di progetti editoriali in lingua sarda nei media regionali, si riscontra una presenza più ampia dell'utilizzo della LSC (probabilmente dovuto anche ad una premialità di 2 punti nella formazione delle graduatorie per accedere ai finanziamenti, assente invece dal bando per le scuole). Secondo tali dati risulta che la produzione testuale nei progetti dei media è stata per il 35% in LSC, per il 35% in LSC e in una grafia locale e per il 25% esclusivamente in una grafia locale.
Infine gli sportelli linguistici cofinanziati dalla Regione nel 2012 hanno utilizzato nella scrittura per il 50% la LSC, per il 9% la LSC insieme ad una grafia locale e per il 41% esclusivamente una grafia locale.
Una ricerca recente sull'utilizzo della LSC in ambito scolastico, svolta nel comune di Orosei, ha mostrato come gli studenti della scuola media locale non avessero alcun problema a utilizzare quella norma nonostante il fatto che il sardo da loro parlato fosse in parte differente. Nessun alunno ha rifiutato la norma o l'ha ritenuta "artificiale", il che ha dimostrato la sua validità come strumento didattico. I risultati sono stati presentati nel 2016 e pubblicati integralmente nel 2021.
Si indicano di seguito alcune delle differenze più rilevanti per la lingua scritta rispetto all'italiano:
- [a], [ɛ/e], [i], [ɔ/o], [u], come -a-, -e-, -i-, -o-, -u-, come in italiano e spagnolo, senza segnare la differenza tra vocali aperte e chiuse; le vocali paragogiche o epitetica (che in pausa chiudono un vocabolo terminante in consonante e corrispondono alla vocale che precede la consonante finale) non si scrivono mai (feminasa>feminas, animasa>animas, bolede>bolet, cantanta>cantant, vrorese>frores)
- [j] semiconsonante come -j- all'interno di parola (maju, raju, ruju) o di un nome geografico (Jugoslavia); nella sola variante nuorese come -j- (corju, frearju) corrispondente al logudorese/LSU -z- (corzu, frearzu) e all'LSC -gi- (corgiu, freargiu); nelle varianti logudorese e nuorese in posizione iniziale (jughere, jana, janna) che nella LSC viene sostituita dal gruppo [ʤ] (giughere, giana, gianna)
- [r], come -r- (caru, carru)
- [p], come -p- (apo, troppu, pane, petza)
- [β], come -b- in posizione iniziale (bentu, binu, boe) e intervocalica (abile); quando p>b si trascrive come p- a inizio parola (pane, petza) e -b- all'interno (abe, cabu, saba)
- [b], come -bb- in posizione intervocalica (abba, ebba)
- [t], come -t- (gattu, fattu, narat, tempus); quando th>t nella sola variante logudorese come -t- o -tt- (tiu, petta, puttu); Nella LSC e nella LSU viene sostituita dal gruppo [ʦ] (tziu, petza, putzu)
- [d], come -d- in posizione iniziale (dente, die, domo) e intervocalica (ladu, meda, seda); quando t>d si trascrive come t- a inizio parola (tempus) e -d- all'interno (roda, bidru, pedra, pradu); la finale t della flessione del verbo può, a seconda della varietà, essere pronunciata d ma si trascrive t (narada>narat)
- [ɖɖ] cacuminale, come -dd- (sedda); La d può avere suono cacuminale anche nel gruppo [nɖ] (cando)
- [k] velare, come -ca- (cane), -co- (coa), -cu- (coddu, cuadru), -che- (chessa), -chi- (chida), -c- (cresia); non si usa mai la -q-, sostituita dalla -c- (cuadru, camp.acua)
- [ɡ] velare, come -ga- (gana), -go- (gosu), -gu- (agu, largu, longu, angulu, argumentu), -ghe- (lughe, aghedu, arghentu, pranghende), -ghi- (àghina, inghiriare), -g- (gloria, ingresu)
- [f], come -f- (femina, unfrare)
- [v], come -f- in posizione iniziale (femina) e come -v- intervocalica (avvisu) e nei cultismi (violentzia, violinu)
- [ʦ] sorda o aspra (ital. pezzo), come -tz- (tziu, petza, putzu). Nella LSC e nella LSU sostituisce il gruppo nuorese [θ] e il corrispondente logudorese [t] (thiu/tiu>tziu, petha/petta>petza, puthu/puttu>putzu); nella scrittura tradizionale il digramma tz- non compariva mai a inizio parola. Compare inoltre nei termini di influenza e derivazione italiana (per esempio tzitade da cittade) di cui sostituisce la c /ʧ/ sonora (suono non presente nel sardo originario, ma già da tempo proprio di alcune varietà centrali e campidanesi) al posto del suono velare nativo /k/ ormai scomparso (ant.kitade). Anche il suono tz è proprio delle varietà centrali e campidanesi.
- [ʣ], come -z- (zeru, ordiminzare). Nella variante logudorese/nuorese e nella LSU come -z- (fizu, azu, zogu, binza, frearzu); nella LSC viene sostituita dal gruppo [ʤ] (figiu, agiu, giogu, bingia, freargiu), come nelle varietà centro-meridionali.
- [θ], nella sola variante nuorese come -th- (thiu, petha, puthu). Nella LSC e nella LSU viene sostituita dal gruppo [ʦ] (tziu, petza, putzu)
- [s] e [ss], come -s- e -ss- (essire)
- [z], come -s- (rosa, pesare)
- [ʧ], nella sola varietà campidanese come -ce- (celu, centu), -ci- (becciu, aici)
- [ʤ], come -gia-, -gio-, -giu-. Nella LSC sostituisce il gruppo logudorese-nuorese [ʣ] della LSU e il [ɣ] del nuorese (fizu>figiu, azu>agiu, zogu/jogu>giogu, zaganu/jaganu>giaganu, binza>bingia, anzone>angione, còrzu/còrju>còrgiu, frearzu/frearju>freargiu). Il suono [ʤ] come in bingia è proprio delle varietà centrali e campidanesi.
- [ʒ] (franc. jour), nella sola variante campidanese, sempre come c- a inizio parola (celu, centu, cidru) e come -x- all'interno (luxi, nuraxi, Biddexidru).

|                       | LSC     | LSU     | Lugodorese | Nuorese | Campidanese | LSC   | LSU | Lugodorese | Nuorese | Campidanese |
| Simbolo               | Simbolo | Simbolo | Simbolo    | Simbolo | AFI         | AFI   | AFI | AFI        | AFI     |             |
| --------------------- | ------- | ------- | ---------- | ------- | ----------- | ----- | --- | ---------- | ------- | ----------- |
| Sempre                | ch / c  | ch / c  | ch / c     | ch / c  | c           | k     | k   | k          | k       | tʃ/k        |
| Sempre                | t       | t       | t          | t       | t           | t     | t   | t          | t       | t           |
| Sempre                |         |         |            | th      |             |       |     |            | θ       |             |
| Sempre                | f       | f       |            |         |             | f     | f   |            |         |             |
| Sempre                | p       | p       | p          | p       | p           | p     | p   | p          | p       | p           |
| Sempre                | gh / g  |         | gh / g     | gh / g  | g           | ɣ / g |     | g          | g       | dʒ/g        |
| Sempre                | g / gi  |         |            |         | g / gi      | dʒ    |     |            |         | dʒ          |
| Sempre                | gi      | z       | z          | j       | ?           | dʒ    | dz  | dz         | j       | ?           |
| Sempre                | r       | r       | r          | r       | r           | ɾ     | ɾ   | ɾ          | ɾ       | ɾ           |
| Sempre                | v       | v       |            |         |             | v     | v   |            |         |             |
| Ad inizio di parola   |         | gh / g  |            |         |             |       | g   |            |         |             |
| Ad inizio di parola   |         |         |            |         | c / ci      |       |     |            |         | ʒ, tʃ       |
| Ad inizio di parola   | d       | d       | t (d)      | t (d)   | t (d)       | d     | ?   | d          | d       | d           |
| Ad inizio di parola   |         |         | f          | f       | f           |       |     | v          | v       | v           |
| Ad inizio di parola   | b       | b       | p (b)      | p (b)   | p (b)       | β / b | b   | β          | β       | β           |
| Ad inizio di parola   | s       | s       | s          | s       | s           | s     | s   | s          | s       | s           |
| Intervocalica         |         | gh / g  |            |         |             |       | ɣ   |            |         |             |
| Intervocalica         | j       | j       | j          | j       | j           | j     | j   | j          | j       | j           |
| Intervocalica         |         |         |            |         | x           |       |     |            |         | ʒ           |
| Intervocalica         | s       | s       | s          | s       | s           | z     | z   | z / s      | z / s   | z / s       |
| Intervocalica         | d       | d       | d          | d       | d           | ð     | ð   | ð          | ð       | ð           |
| Intervocalica         |         |         | v          | v       | v           |       |     | v          | v       | v           |
| Intervocalica         | b       | b       | b          | b       | b           | β     | b   | β          | β       | β           |
| Intervocalica         |         |         |            |         | c / ci      |       |     |            |         | tʃ          |
| Doppie o combinazioni | ll      | ll      | ll         | ll      | ll          | l     | l   | l          | l       | l           |
| Doppie o combinazioni | rr      | rr      | rr         | rr      | rr          | r     | r   | r          | r       | r           |
| Doppie o combinazioni | dd      | dd      | dd         | dd      | dd          | ɖ     | ɖ   | ɖɖ         | ɖɖ      | ɖɖ          |
| Doppie o combinazioni | nn      | nn      | nn         | nn      | nn          | n     | n   | n          | n       | n           |
| Doppie o combinazioni | bb      | bb      | bb         | bb      | bb          | b     | b   | b          | b       | b           |
| Doppie o combinazioni | mm      | mm      | mm         | mm      | mm          | m     | m   | m          | m       | m           |
| Doppie o combinazioni |         | nd      |            |         |             |       | ɳɖ  |            |         |             |
| Doppie o combinazioni | ss      | ss      | ss         | ss      | ss          | s     | s   | ss         | ss      | ss          |
| Doppie o combinazioni |         |         | tt         |         |             |       |     | t          |         |             |
| Finale                | t       | t       | t          | t       | t           |       | d   | d          | d       | d           |

## Grammatica
La grammatica della lingua sarda si differenzia notevolmente da quella italiana e delle altre lingue neolatine, particolarmente nelle forme verbali.

### Plurale
ll plurale viene ottenuto, come nelle lingue romanze occidentali, aggiungendo -s alla forma singolare
Nel caso di parole terminanti in -u, il plurale viene formato nel logudorese in -os e nel camp. in -us.

### Articoli

#### Determinativi
|       | LSC            | Log.      | Camp.   |
| ----- | -------------- | --------- | ------- |
| Sing. | su / sa        | su / sa   | su / sa |
| Plur. | sos / sas / is | sos / sas | is      |

#### Indeterminativi
|       | Masch. | Femm. |
| ----- | ------ | ----- |
| sing. | unu    | una   |
| pl.   | unos   | unas  |

### Pronomi

#### Pronomi personali soggetto (nominativo)
| Singolare | Plurale |
| --- | --- |
| (d)eo/jeo/deu LSC deo nuor. (d)ego = io | nois/nos/nosu = noi |
| tue/tui = tu vosté/fostei o fusteti (uso formale, richiede la 3ª persona sing., derivato dal vosté catalano, cfr. usted spagnolo, da vuestra merced) = lei                                                                                         | bois/bosàteros/bosatrus - bosàteras/bosatras = voi (nelle varianti centrali e meridionali si hanno in sardo due forme, maschile e femminile, per il voi plurale, come nello spagnolo peninsulare vosotros / vosotras) |
| bos (uso formale, persona grammaticale singolare ma da coniugare con un verbo nella 2ª persona plurale, come il vous francese; cfr. antico vos spagnolo, ancora in uso in Sudamerica per tú) = voi (come tuttora in uso nell'italiano meridionale) | |
| issu (isse) - issa = lui/lei | issos/issus - issas = loro (essi/esse) |

| dopo le preposizioni pro/po, dae/de, intra/tra, segundu, ecc. | dopo la preposizione a | dopo la preposizione con/chin (la variante chin è propria del nuorese) |
| ------------------------------------------------------------- | ---------------------- | ---------------------------------------------------------------------- |
| mene (a mie)/mei                                              | mie/mimi (nuor. mime)  | cunmegus (nuor. chinmecus)                                             |
| tene (a tie)/tei                                              | tie/tui (nuor. tibe)   | cuntegus (nuor. chintecus)                                             |
| issu (isse) - issa                                            |                        |                                                                        |
| nois/nos/nosu                                                 |                        |                                                                        |
| bois/bosàteros/bosatrus - bosàteras/bosatras                  |                        |                                                                        |
| issos/issus - issas                                           |                        |                                                                        |

#### Relativi (forma valida in LSC in grassetto corsivo)
chi (che)
chie/chini (chi, colui che)

#### Interrogativi
cale?/cali? (quale?)
cantu? (quanto?)
ite?/ita? (che?, che cosa?)
chie?/chini? (chi?)

### Pronomi e aggettivi possessivi
meu/miu - mea o mia/mia
tuo o tou/tuu - tua
suo o sou/suu - sua; de vosté/fostei; bostru/bostu (de bos)
nostru/nostu
bostru (nuor. brostu)/de boisàteros/bosàteros/bosatrus - de boisàteras/bosàteras/bosatras,
issoro/insoru

### Pronomi e aggettivi dimostrativi
custu,custos/custus - custa,custas (questo, questi - questa, queste)
cussu, cussos/cussus - cussa, cussas (codesto, codesti - codesta, codeste)
cuddu, cuddos/cuddus - cudda, cuddas (quello, quelli - quella,quelle)

### Avverbi interrogativi
cando/candu? (quando?)
comente/comenti? (come?)
ue? o ube? in ue? o in ube?; a in ue o a in ube? (direzione)/aundi?, innui? (dove?; la forma sarda varia se si tratta di una direzione, cfr. lo spagnolo ¿adónde?)

### Preposizioni

#### Semplici
a (a,in; direzione)
cun o chin (con)
dae/de (da)
de (di)
in (in,a; situazione)
pro/po (per)
intra o tra (tra)
segundu (secondo)
de in antis/denanti (de) (davanti (a))
dae segus/de fatu (de) (dietro (a))
in antis (de) (prima (di))
a pustis (de), a coa (dopo (di))
Il sardo, come lo spagnolo e il portoghese, distingue tra moto a luogo e stato in luogo: so'andande a Casteddu / a Ispagna; soe in Bartzelona / in Sardigna

#### Articolate
| Sing.                                           | Plur.                                                          |
| ----------------------------------------------- | -------------------------------------------------------------- |
| a su (al) - a sa (alla)                         | a sos/a is (ai) - a sas/a is (alle)                            |
| cun o chin su (con il) - cun o chin sa (con la) | cun o chin sos/cun is (con i) - cun o chin sas/cun is (con le) |
| de su (del) - de sa (della)                     | de sos/de is (dei) - de sas/de is (delle)                      |
| in su (nel) - in sa (nella)                     | in sos/in is (nei) - in sas/in is (nelle)                      |
| pro/po su (per il) - pro/po sa (per la)         | pro sos/pro is/po is (per i) - pro sas/pro is/ po is (per le)  |

### Verbi
I verbi hanno tre coniugazioni (-are, -ere / -i(ri), -ire / -i(ri)).
La morfologia verbale differisce notevolmente da quella italiana e conserva caratteristiche del tardo latino o delle lingue neolatine occidentali. I verbi sardi nel presente indicativo hanno le seguenti peculiarità: la prima persona singolare termina in -o nel logudorese (terminazione comune nell'italiano, nello spagnolo e nel portoghese; entrambe queste ultime due lingue hanno ciascuna quattro soli verbi con un'altra terminazione alla 1ª persona sing.) e in -u nel campidanese; la seconda persona sing. termina sempre in -s, come in spagnolo, catalano e portoghese, terminazione derivata dal latino; la terza persona singolare e plurale ha le caratteristiche terminazioni in -t, proprie del sardo tra le lingue romanze e provenienti direttamente dal latino; la prima persona plurale ha nel logudorese le terminazioni -amus, -imus, -imus, simili a quelle dello spagnolo e del portoghese -amos, -emos, -imos, che a loro volta sono uguali a quelle del latino; per quanto riguarda la seconda persona plurale, la variante logudorese ha nella seconda e terza declinazione la terminazione -ides (latino -itis), mentre le varianti centrali e meridionali hanno nelle tre declinazioni rispettivamente -àis, -èis, -is, terminazioni del tutto uguali a quelle spagnole -áis, -éis, -ís e a quelle portoghesi, lingua in cui la 2ª persona pl. è però ormai in disuso.
L'interrogativa si forma generalmente in due modi:
1. con l'inversione dell'ausiliare: Juanni tzucadu/tucau est? (è partito Giovanni?), papadu/papau as? (hai mangiato?)
2. con l'inversione del verbo: un'arantzu/ aranzu lu cheres o un'arangiu ddu bolis? oppure con la particella interrogativa a: per esempio a lu cheres un'aranzu? (un arancio, lo vuoi?). La forma con la particella interrogativa è tipica dei dialetti centro-settentrionali.

Prendendo in considerazione i diversi tempi e modi, l'indicativo passato remoto è quasi del tutto scomparso dall'uso comune (come nelle lingue romanze settentrionali della Gallia e del Nord Italia) sostituito dal passato prossimo, ma risulta attestato nei documenti medioevali e ancor'oggi nelle forme colte e letterarie in alternanza con l'imperfetto. Parimenti scomparso è l'indicativo piuccheperfetto, attestato in sardo antico (sc. derat dal lat. dederat, fekerat da fecerat, furarat dal lat. volgare *furaverat, etc.).
L'indicativo futuro semplice si forma mediante il verbo àere/ài(ri) (avere) al presente più la preposizione a e l'infinito del verbo in questione: es. deo apo a nàrrere/deu apu a na(rr)i(ri) (io dirò), tui as a na(rr)i(ri) (tu dirai) (cfr. tardo latino habere ad + infinito), ecc. Nella lingua parlata la prima persona apo/apu può essere apostrofata: "ap'a nàrrere".
L'imperativo negativo si forma usando la negazione no/non e il congiuntivo: per esempio no andes/no andis (non andare), non còmpores (non comprare), analogamente alle lingue romanze iberiche.

#### Verboèssere/èssi(ri) (essere)
- Indicativo presente: deo/deu so(e)/seo/seu ; tue/tui ses/sesi; issu/isse est/esti ; nos/nois/nosu semus/seus ; bois o bosàteros/bosàtrus sezis/seis ; issos/issus sunt o funt .

#### Verbo àere/ài(ri) (avere).
Il verbo àere/ài(ri) viene usato da solo unicamente nelle varianti centro-settentrionali; nelle varianti centro-meridionali è usato esclusivamente come ausiliare per formare i tempi composti, mentre con il significato dell'italiano avere viene sempre sostituito dal verbo tènnere/tènni(ri), esattamente come accade in spagnolo, catalano, portoghese (dove il verbo haver è quasi del tutto scomparso) e napoletano. Per questo motivo in questo schema vengono indicate unicamente le forme del presente e dell'imperfetto dei dialetti centro-meridionali, che sono le sole dove nei tempi composti appare il verbo àere/ài(ri).
- Indicativo presente: deo/deu apo/apu ; tue/tui as ; issu/isse at ; nos/nois/nosu a(m)us/eus ; bois o bosàteros/bosàtrus a(z)is ; issos/issus ant ; In LSC: deo apo; tue as; issu/isse at; nois amus; bois ais; issos ant.

#### Coniugazione in -are/-a(r)i: Verbocantare/canta(r)i (cantare)
- Indicativo presente: deo/deu canto/cantu; tue/tui cantas; issu/isse cantat; nos/nois/nosu canta(m)us; bois o bosàteros/bosàtrus canta(z)is; issos/issus cantant ; In LSC: deo canto; tue cantas; issu/isse cantat; nois cantamus; bois cantades; issos cantant.

#### Coniugazione in -ere/-i(ri): Verbo tìmere/tìmi(ri) (temere)
- Indicativo presente: deo/deu timo/timu ; tue/tui times/timis ; issu/isse timet/timit ; nos/nois/nosu timimus o timèus ; bois o bosàteros/bosàtrus timideso timèis ; issos/issus timent/timint ; In LSC: deo timo; tue times; issu/isse timet; nois timimus; bois timides; issos timent.

#### Coniugazione in -ire/-i(ri): Verbofinire/fini(ri) (finire)
- Indicativo presente: deo/deu fino/finu ; tue/tui finis ; issu/isse finit ; nos/nois/nosu fini(m)us ; bois o bosàteros/bosàtrus finides o fineis ; issos/issus finint ; In LSC: deo fino; tue finis; issu/isse finit; nois finimus; bois finides; issos finint.

## Lessico

### Tabella di comparazione delle lingue neolatine
| Latino                         | Francese | Italiano        | Spagnolo | Occitano    | Catalano | Aragonese      | Portoghese | Romeno      | Sardo            | Sassarese | Gallurese                  | Còrso            | Friulano |
| clave(m)                       | clé      | chiave          | llave    | clau        | clau     | clau           | chave      | cheie       | crae/-i          | ciabi     | chiaj/ciai                 | chjave/chjavi    | clâf     |
| nocte(m)                       | nuit     | notte           | noche    | nuèit/nuèch | nit      | nueit          | noite      | noapte      | note/-i          | notti     | notti                      | notte/notti      | gnot     |
| cantare                        | chanter  | cantare         | cantar   | cantar      | cantar   | cantar         | cantar     | cânta       | cantare/-ai      | cantà     | cantà                      | cantà            | cjantâ   |
| capra(m)                       | chèvre   | capra           | cabra    | cabra       | cabra    | craba          | cabra      | capră       | càbra/craba      | crabba    | capra/crabba(castellanese) | capra            | cjavre   |
| lingua(m)                      | langue   | lingua          | lengua   | lenga       | llengua  | luenga         | língua     | limbă       | limba/lìngua     | linga     | linga                      | lingua           | lenghe   |
| platea(m)                      | place    | piazza          | plaza    | plaça       | plaça    | plaza          | praça      | piață       | pratza           | piazza    | piazza                     | piazza           | place    |
| ponte(m)                       | pont     | ponte           | puente   | pònt        | pont     | puent          | ponte      | punte (pod) | ponte/-i         | ponti     | ponti                      | ponte/ponti      | puint    |
| ecclesia(m)                    | église   | chiesa          | iglesia  | glèisa      | església | ilesia         | igreja     | biserică    | crèsia/eccresia  | gesgia    | ghjesgia                   | ghjesgia         | glesie   |
| hospitale(m)                   | hôpital  | ospedale        | hospital | espital     | hospital | hespital       | hospital   | spital      | ispidale/spidali | ippidari  | spidali/uspidali           | spedale/uspidali | ospedâl  |
| caseu(m) lat.volg.formaticu(m) | fromage  | formaggio/cacio | queso    | formatge    | formatge | formache/queso | queijo     | brânză/caș  | casu             | casgiu    | casgiu                     | casgiu           | formadi  |

### Alcuni vocaboli nella lingua sarda e in quelle alloglotte di Sardegna
| Italiano      | Sardo                                                      | Gallurese              | Sassarese                                        | Algherese              | Tabarchino        |
| ------------- | ---------------------------------------------------------- | ---------------------- | ------------------------------------------------ | ---------------------- | ----------------- |
| la terra      | sa terra                                                   | la tarra               | la terra                                         | la terra               | a têra            |
| il cielo      | su chelu/célu                                              | lu celu                | lu tzelu                                         | lu zeru                | lo cel            |
| l'acqua       | s'abba/àcua                                                | l'ea                   | l'eba                                            | l'aigua                | l'aegua           |
| il fuoco      | su fogu                                                    | lu focu                | lu foggu                                         | lo foc                 | u fogu            |
| l'uomo        | s'òmine/ómini                                              | l'omu                  | l'ommu                                           | l'home                 | l'omu             |
| la donna      | sa fèmina                                                  | la fèmina              | la fémmina                                       | la dona                | a dona            |
| mangiare      | mandigare o papare/papai                                   | manghjà                | magnà                                            | menjar                 | mangiâ            |
| bere          | bufare/bufai o bìbere                                      | bì                     | bì                                               | beure                  | beive             |
| grande        | mannu                                                      | mannu/grandi           | mannu                                            | gran                   | grande            |
| piccolo       | minore o piticu                                            | minori/picculu         | minori                                           | petit                  | piccin            |
| il burro      | su botirru                                                 | lu butirru             | lu butirru                                       | la mantega             | buru              |
| il mare       | su mare/mari                                               | lu mari                | lu mari                                          | lo mar                 | u mô              |
| il giorno     | sa die/dii                                                 | la dì                  | la dì                                            | lo dia                 | u giurnu          |
| la notte      | su note/noti                                               | la notti               | la notti                                         | la nit                 | a néùtte          |
| la scimmia    | sa moninca/martinica                                       | la scìmia              | la muninca                                       | N.D                    | a scimia          |
| il cavallo    | su caddu/càdhu/cuàdhu                                      | lu cabaddu             | lu cabaddu                                       | lo cavall              | u cavallu         |
| la pecora     | sa berbeghe/brebèi                                         | la pècura              | la péggura                                       | l'ovella               | a pëgua           |
| il fiore      | su frore/frori                                             | lu fiori               | lu fiori                                         | la flor                | a sciùa           |
| la macchia    | sa màcula o sa mantza/mancia                               | la tacca               | la mancia/maccia                                 | la taca                | a maccia          |
| la testa      | sa conca                                                   | lu capu                | lu cabbu                                         | lo cap                 | a tésta           |
| la finestra   | sa bentana o su balcone                                    | lu balconi             | lu balchoni/vintana                              | la finestra            | u barcùn          |
| la porta      | sa janna/ghenna/genna                                      | la ghjanna/gianna      | la gianna (pron. janna)                          | la porta               | a porta           |
| il tavolo     | sa mesa o tàula                                            | la banca               | la banca/mesa                                    | la mesa/taula          | a tòa             |
| il piatto     | su pratu                                                   | lu piattu              | lu piattu                                        | lo plat                | u tundu           |
| lo stagno     | s'istànniu/stàngiu o staini                                | lu stagnu              | l'isthagnu                                       | l'estany               | u stagnu          |
| il lago       | su lagu                                                    | lu lagu                | lu lagu                                          | lo llac                | u lagu/lògu       |
| un arancio    | un'arantzu/aràngiu                                         | un aranciu             | un aranzu, cast. aranciu                         | una taronja            | un çetrùn         |
| la scarpa     | sa bota o su botinu o sa crapita                           | la botta               | la botta                                         | la bota                | a scarpa/scòrpa   |
| la zanzara    | sa t(h)íntula/tzìntzula                                    | la zinzula             | la zinzura                                       | la tíntula             | a sinsòa          |
| la mosca      | sa musca                                                   | la musca               | la moscha, cast. muscha                          | la mosca               | a musca           |
| la luce       | sa lughe/luxi                                              | la luci                | la luzi, cast. lugi                              | la llumera             | a lüxe            |
| il buio       | s'iscuridade/iscuridadi o su buju o s'iscurigore           | lu bughju              | lu buggiu, cast. lu bughju                       | la obscuritat          | scuur             |
| un'unghia     | un'ungra/unga                                              | un'ugna                | un'ugna                                          | una ungla              | un'ùngia          |
| la lepre      | su lèpere/lèpori                                           | lu lèparu              | lu lèpparu                                       | la llebre              | a léve            |
| la volpe      | su matzone o su mariane/margiàni o su grodde/gròdhe/gròdhi | lu maccioni            | lu mazzoni, cast. maccioni                       | lo guineot/matxoni     | a vurpe           |
| il ghiaccio   | s'astragu o sa titia o su ghiàciu                          | lu ghjacciu            | lu ghiacciu                                      | lo gel                 | u ghiacciu        |
| il cioccolato | su tziculate/ciculati                                      | lu cioccolatu          | lu ciucculaddu                                   | la xocolata            | a ciculata        |
| la valle      | sa badde/badhe/badhi                                       | la vaddi               | la baddi                                         | la vall                | a valle           |
| il monte      | su monte/monti                                             | lu monti               | lu monti                                         | lo mont                | u munte           |
| il fiume      | su riu o frùmene/frùmini                                   | lu riu                 | lu riu                                           | lo riu                 | u riu             |
| il bambino    | su pitzinnu/picínnu o piseddu/pisedhu o pipíu              | lu steddu              | la criaddura/lu pizzinnu                         | lo minyó               | u figgeu          |
| il neonato    | sa criadura                                                | la criatura/stiducciu  | la criaddura/lu piccinneddu                      | la criatura            | u piccin          |
| il sindaco    | su sìndigu                                                 | lu sindacu             | lu sindagu                                       | lo síndic              | u scindegu        |
| l'auto        | sa màchina o sa vetura                                     | la vittura/la macchina | la macchina/la vettura                           | la màquina/l'automòbil | a vétüa/a machina |
| la nave       | sa nae o navi/su vapore                                    | la nai                 | lu vapori/la nabi                                | la nau                 | a nòve/vapùre     |
| la casa       | sa domo/domu                                               | la casa                | la casa                                          | la casa                | a câ              |
| il palazzo    | su palàt(h)u/palatzu                                       | lu palazzu             | lu parazzu                                       | lo palau               | u palàssiu        |
| lo spavento   | s'assustu o assùconu o atzìchidu                           | l'assustu/scalmentu    | l'assusthu/assucconu/ippasimu, cast. assucunadda | l'assusto              | u resôtu          |
| il lamento    | sa mìmula o sa chèscia                                     | lu lamentu/tunchju     | lu lamentu/mimmura, cast. mimula                 | la llamenta            | u lamentu         |
| ragionare     | arresonare/arrexonai                                       | rasghjunà              | rasgiunà                                         | arraonar               | rajiunò           |
| parlare       | faeddare/fa(v)edhare/fuedhai                               | faiddà                 | fabiddà                                          | parlar                 | parlà             |
| correre       | cùrrere/curri                                              | currì                  | currì                                            | corrir                 | caminò a gambe    |
| il cinghiale  | su sirbone/sirboni o su porcrabu                           | lu polcarvu            | lu purchabru                                     | lo porc-crabo          | u cinghiole       |
| il serpente   | sa terpe/terpente o sa colovra/colora/su coloru            | su tzerpenti/colovru   | la salpi                                         | lu saipenti            | lo serpent        |
| adesso/ora    | como o imoe/imoi                                           | abà                    | abà                                              | ara                    | aùa               |
| io            | deo/(d)e(g)o/deu                                           | eu                     | eu/eiu                                           | jo                     | mì                |
| camminare     | ambulare o caminare/caminai                                | caminà                 | caminà                                           | caminar                | camminò           |
| la nostalgia  | sa nostalghía/nostalgia o sa saudade/saudadi               | la nostalghja          | la nostalgia                                     | la nostàlgia           | a nustalgia       |

### I numeri - Sos nùmeros / Is nùmerus
Tra i numeri sardi troviamo due forme, maschile e femminile, per tutti i numeri che terminano con il numero uno, escludendo l'undici, il centoundici e così via, per il numero due e per tutte le centinaia escludendo i numeri cento, millecento, ecc. Questa caratteristica è presente tale quale sia nello spagnolo sia nel portoghese. Abbiamo quindi in sardo per esempio (gli esempi sono nel sardo centrale o di mesania) unu pipiu / una pipia (un bambino/una bambina), duos pitzinnos / duas pitzinnas (due bambini, ragazzini/due bambine, ragazzine), bintunu caddos/cuaddos (ventuno cavalli) / bintuna crabas (ventuno capre), barantunu libros (quarantuno libri) / barantuna cadiras (quarantuno sedie), chentu e unu rios (centouno fiumi), chentu e una biddas (centouno paesi), dughentos òmines (duecento uomini) / dughentas domos (duecento case).
In sardo abbiamo, come in italiano, due diverse forme per mille, milli, e duemila, duamiza/duamìgia/duamilla.
Tabella dei numeri basata sulle varianti logudoresi del Marghine e del Guilcer e del nuorese, su quelle di transizione del Barigadu e su quelle campidanesi della Marmilla
I numeri duecento, trecento e, unicamente in campidanese, seicento hanno una forma propria, dughentos e treghentos in LSC e in grafia logudorese, duxentus, trexentus e sexentus in campidanese, dove il due, il tre e il numero cento sono modificati; questo fenomeno è presente anche in portoghese (duzentos, trezentos); le altre centinaia invece vengono scritte senza modificare né il numero di base né chentu/centu, perciò bator(o) chentos/cuatrucentus, otochentos/otucentus, ecc. Il fonema "ch" di chentos in logudorese viene comunque sempre pronunciato g, a eccezione del numero seschentos, e la "c" del campidanese centus sempre come x (j francese di journal). In nuorese "ch" viene invece pronunciato sempre k, perciò tutti i numeri sono scritti con "ch" in questa variante.
I numeri 101, 102, così come 1001, 1002, ecc., vanno scritti separatamente chentu e unu, chentu e duos, milli e unu, milli e duos, ecc. Anche in questo caso, questa caratteristica è condivisa con il portoghese. Chentu viene spesso apostrofato, chent'e unu, chent'e duos, più raramente anche milli, mill'e unu, mill'e duos, ecc.
I numeri che terminano con uno, a eccezione di undici, centoundici, ecc., vengono spesso anch'essi apostrofati, sia nella loro forma maschile sia in quella femminile, se la parola seguente inizia per vocale o per h: bintun'òmines (ventuno uomini), bintun'amigas (ventuno amiche), ecc.
|         | Grafia LSC         | Grafia logudorese                                       | Grafia campidanese |
| ------- | ------------------ | ------------------------------------------------------- | ------------------ |
| 1       | unu, -a            | unu, -a                                                 | unu, -a            |
| 2       | duos/duas          | duos/duas                                               | duus/duas          |
| 3       | tres               | tres                                                    | tres               |
| 4       | bator              | bàtor(o)                                                | cuatru             |
| 5       | chimbe             | chimbe                                                  | cincu              |
| 6       | ses                | ses                                                     | ses                |
| 7       | sete               | sete                                                    | seti               |
| 8       | oto                | oto                                                     | otu                |
| 9       | noe                | noe/nuor. nobe                                          | noi                |
| 10      | deghe              | deghe/nuor. deche                                       | dexi               |
| 11      | ùndighi            | ùndighi/nuor.ùndichi                                    | ùndixi             |
| 12      | dòighi             | doighi/nuor. doichi                                     | doixi              |
| 13      | trèighi            | treighi/nuor. treichi                                   | treixi             |
| 14      | batòrdighi         | batòrdighi/nuor. batòrdichi                             | catòrdixi          |
| 15      | bìndighi           | bìndighi/nuor. bìndichi                                 | cuìndixi           |
| 16      | sèighi             | seighi/nuor. seichi                                     | seixi              |
| 17      | deghessete         | deghessete/nuor. dechessete                             | dexasseti          |
| 18      | degheoto           | degheoto/nuor. decheoto                                 | dexiotu            |
| 19      | deghenoe           | deghenoe/nuor. dechenobe                                | dexanoi            |
| 20      | binti              | binti/vinti                                             | binti              |
| 21      | bintunu            | bintunu, -a                                             | bintunu, -a        |
| 30      | trinta             | trinta                                                  | trinta             |
| 40      | baranta            | baranta                                                 | coranta            |
| 50      | chimbanta          | chimbanta                                               | cincuanta          |
| 60      | sessanta           | sessanta                                                | sessanta           |
| 70      | setanta            | setanta                                                 | setanta            |
| 80      | otanta             | otanta                                                  | otanta             |
| 90      | noranta            | noranta/nuor. nobanta                                   | noranta            |
| 100     | chentu             | chentu                                                  | centu              |
| 101     | chentu e unu, -a   | chentu e unu, -a                                        | centu e unu, -a    |
| 200     | dughentos, -as     | dughentos, -as/nuor. duchentos, -as                     | duxentus, -as      |
| 300     | treghentos, -as    | treghentos, -as/nuor. trechentos, -as                   | trexentus, -as     |
| 400     | batorghentos, -as  | bator(o)chentos, -as/nuor. batochentos, -as             | cuatruxentus, -as  |
| 500     | chimbighentos, -as | chimbichentos, -as, chimbechentos, -as/                 | cincuxentus, -as   |
| 600     | seschentos, -as    | seschentos, -as                                         | sescentus, -as     |
| 700     | setighentos, -as   | setichentos, -as, setechentos, -as                      | setixentus, -as    |
| 800     | otighentos, -as    | otichentos, -as, otochentos, -as                        | otuxentus, -as     |
| 900     | noighentos, -as    | noichentos, -as, noechentos, -as/nuor. nobichentos, -as | noixentus, -as     |
| 1000    | milli              | milli                                                   | milli              |
| 1001    | milli e unu, -a    | milli e unu, -a                                         | milli e unu, -a    |
| 2000    | duamìgia           | duamiza                                                 | duamilla           |
| 3000    | tremìgia           | tremiza                                                 | tremilla           |
| 4000    | batormìgia         | bator(o)miza/nuor. batomiza                             | cuatrumilla        |
| 5000    | chimbemìgia        | chimbemiza                                              | cincumilla         |
| 6000    | semìgia            | semiza                                                  | semilla            |
| 7000    | setemìgia          | setemiza                                                | setemilla          |
| 8000    | otomìgia           | otomiza                                                 | otumilla           |
| 9000    | noemìgia           | noemiza/nuor. nobemiza                                  | noimilla           |
| 10000   | deghemìgia         | deghemiza/nuor. dechemiza                               | deximilla          |
| 100000  | chentumìgia        | chentumiza                                              | centumilla         |
| 1000000 | unu millione       | unu milione                                             | unu milioni        |

### Le stagioni - Sas istajones / Is istajonis
|              | Grafia LSC | Grafia logudorese                          | Grafia campidanese                  |
| ------------ | ---------- | ------------------------------------------ | ----------------------------------- |
| la primavera | su beranu  | su beranu                                  | su beranu                           |
| l'estate     | s'istiu    | s'istiu/ nuor. s'estiu, s'istadiale (s.m.) | s'istadiali (s.m.), s'istadi (s.f.) |
| l'autunno    | s'atòngiu  | s'atunzu/s'atonzu                          | s'atongiu                           |
| l'inverno    | s'ierru    | s'ierru/nuor. s'iberru                     | s'ierru                             |

### I mesi - Sos meses / Is mesis
| Italiano  | Grafia LSC            | Grafia logudorese                                        | Grafia campidanese                   | Gallurese            | Sassarese   | Algherese                                   | Tabarchino  |
| --------- | --------------------- | -------------------------------------------------------- | ------------------------------------ | -------------------- | ----------- | ------------------------------------------- | ----------- |
| Gennaio   | Ghennàrgiu            | Bennarzu/Bennalzu/Jannarzu/Jannarju Ghennarzu/Ghennargiu | Gennaxu/Gennargiu                    | Ghjnnagghju          | Ginnaggiu   | Gener ("giané")                             | Zenò        |
| Febbraio  | Freàrgiu              | Frearzu/Frealzu/Frearju                                  | Friarxu/Freargiu                     | Friagghju            | Fribaggiu   | Febrer ("frabé")                            | Frevò       |
| Marzo     | Martzu                | Marthu/Malthu/Martzu                                     | Martzu/Mratzu                        | Malzu                | Mazzu       | Març ("malts")                              | Mòrsu/Marsu |
| Aprile    | Abrile                | Abrile/Aprile                                            | Abrili                               | Abrili               | Abriri      | Abril                                       | Arvì        |
| Maggio    | Maju                  | Màju                                                     | Màju                                 | Magghju              | Maggiu      | Maig ("mač")                                | Mazu        |
| Giugno    | Làmpadas              | Làmpadas                                                 | Làmpadas                             | Làmpata/Ghjugnu      | Lampada     | Juny ("jun")                                | Zugnu       |
| Luglio    | Trìulas/Argiolas      | Trìulas/Trìbulas                                         | Argiolas                             | Agliola/Trìula/Luddu | Triura      | Juliol ("juriòl")                           | Luggiu      |
| Agosto    | Austu                 | Austu/Agustu                                             | Austu                                | Austu                | Aosthu      | Agost                                       | Austu       |
| Settembre | Cabudanni             | Cabidanni/Cabidanne/Capidanne                            | Cabudanni                            | Capidannu/Sittembri  | Cabidannu   | Cavidani ("cavirani)/ Setembre ("setembra") | Settembre   |
| Ottobre   | Santugaine/Ladàmene   | Santu 'Aìne/Santu Gabine/Santu Gabinu                    | Ledàmini                             | Santu Aìni/Uttobri   | Santu Aìni  | Santuaìni/ Octubre ("utobra")               | Ottobri     |
| Novembre  | Santandria/Onniasantu | Sant'Andria                                              | Donniasantu                          | Sant'Andrìa/Nùembri  | Sant'Andrìa | Santandria/ Novembre ("nuvembra")           | Nuvembre    |
| Dicembre  | Nadale/Mese de Idas   | (Mese de) Nadale                                         | (Mesi de) Idas/(Mesi de) Paschixedda | Natali/Dicembri      | Naddari     | Nadal ("naràl")/ Desembre ("desémbra")      | Dejèmbre    |

### I giorni - Sas dies / Is diis
|           | Grafia logudorese          | Grafia campidanese | Sassarese | Gallurese |
| --------- | -------------------------- | ------------------ | --------- | --------- |
| lunedì    | lunis                      | lunis              | luni      | luni      |
| martedì   | martis                     | martis             | marthi    | malti     |
| mercoledì | mércuris/mérculis          | mércuris/mrécuris  | marchuri  | malculi   |
| giovedì   | jòbia/zòbia                | jòbia              | giobi     | ghjovi    |
| venerdì   | chenàbara/chenàpura        | cenàbara/cenàpura  | vennari   | vennari   |
| sabato    | sàbadu/sàpadu              | sàbudu             | sabaddu   | sabatu    |
| domenica  | dumìniga/domìniga/domìnica | domìniga/domìnigu  | dumenigga | dumenica  |

### I colori - Sos colores / Is coloris
biancu/ant. arbu [bianco], nieddu [nero], ruju/arrùbiu [rosso], grogu [giallo], biaitu/asulu [blu], birde/birdi/bildi [verde], arantzu/aranzu/colori de aranju [arancione], tanadu/viola/biola [Viola], castàngiu/castanzu/baju [marrone].

### Etimologia
Nel presente paragrafo si elenca, senza alcuna pretesa di esaustività in merito, parte di quella mèsse lessicale facente parte sia del substrato, che dei vari superstrati. Nei nomi con due o più varianti viene prima riportato il logudorese, quindi il campidanese. Varie ricerche hanno messo in luce il fatto che la competenza dei parlanti adulti del sardo non ammette un numero di prestiti, provenienti dalle varie lingue dominanti nei secoli, superiore al 15,5% del lessico posseduto.

#### Substrato paleosardo o nuragico
CUC → cùcuru, cucurinu (cima di un monte, cocuzzolo; punta sporgente, come Cùcuru 'e Portu a Oristano; cfr. basco kukurr, cresta del gallo)
GON- → Gonone, Gologone, Goni, Gonnesa, Gonnosnò (altura, collina, montagna, cfr. greco eolico gonnos, colle)
NUR-/'UR- → ant. nurake → nuraghe/nuraxi, Nurra, Nora (mucchio cavo, ammasso), Noragugume
NUG: Nug-or; Nug-ulvi (cfr. slavo noga, piede o gamba; sia Nuoro sia Nulvi sono località ai piedi di un monte)
ASU-, BON-,
GAL → Gallura ant. Gallula, Garteddì (Galtellì), Galilenses, Galile
GEN-, GES- → Gesturi
GOL-/'OL → Gollei, Ollollai, Parti Olla (Parteolla), golostri/golostru/golóstiche/ golóstise/golóstiu/golosti/'olosti (agrifoglio, si confronti lo slavo ostrь, "spinoso"; il basco gorosti, a cui si associa, è d'origine oscura e probabilmente paleoeuropea, cfr. infatti greco kélastros, agrifoglio)
EKA-, KI-, KUR-,
KAL/KAR- → Karalis → ant. Calaris (Cagliari), Carale, Calallai
ENI → ogl. eni (albero del tasso, cfr. albanese enjë, albero del tasso);
MAS-, TUR-, MERRE (luogo sacro) → Macumere (Macomer);
GUS → Gusana, Guspini (cfr. serbo guša, gola);
ALTRI TERMINI → toneri (tacco, torrione), garroppu (canyon), chessa (lentischio)
THA-/THE-/THI-/TZI- (articolo) → thilipirche (cavalletta), thilicugu (geco), thiligherta (lucertola), tzinibiri (ginepro), Tamara (monte nel territorio del comune di Nuxis) thinniga/tzinniga(stipa tenacissima), thirulia (nibbio);

#### Origine punica
CHOURMÁ → kurma ‘ruta di Aleppo’
CUSMIN → guspinu, óspinu ‘nasturzio’
MS' → mitza/mintza ‘sorgente’
SIKKÍRIA → camp. tsikkirìa ‘aneto’
YAʿAR ‘bosca’ → camp. giara ‘altopiano’
ZERAʿ ‘seme’ → *zerula → camp. tseúrra ‘germoglio, piumetta embrionale del seme del grano’
ZIBBIR → camp. tsíppiri ‘rosmarino’
ZUNZUR ‘corregiola’ → camp. síntsiri ‘coda cavallina’
MAQOM-HADAS → Magomadas ‘luogo nuovo’
MAQOM-EL? ("luogo di dio")/MERRE? → Macumere (Macomer)
TAM-EL → Tumoele, Tamuli (luogo sacro);

#### Origine latina
ACCITUS → ant.kita → chida/cida (settimana, derivata dai turni settimanali delle guardie giudicali)
ACETU(M) → ant. aketu>aghedu/achetu/axedu (aceto)
ACIARIU(M) → atharzu/atzarzu/atzargiu/atzarju (acciaio)
ACINA → ant. àkina, àghina/àxina (uva)
ACRU(M) → agru, argu (aspro, acido)
ACUS → agu (ago)
AERA → aèra/àiri
AGNONE → anzone/angioni (agnello)
AGRESTIS → areste/aresti (selvatico)
ALBU(M) → ant. albu>arbu (bianco)
ALGA → arga/àliga (spazzatura; alga)
ALTU(M) → artu (alto)
AMICU(M) → ant.amicu → amigu (amico)
ANGELU(M) → anghelu/ànjulu (angelo)
AQUA(M) → abba/àcua (acqua)
AQUILA(M) → ave/àbbile/àchili (aquila)
ARBORE(M) → arbore/arvore/àrburi (albero)
ASINUS → àinu (asino)
ASPARAGUS → camp. sparau (asparago)
AUGUSTUS → austu (agosto)
BABBUS → babbu (padre, babbo)
BASIUM → basu, bàsidu (bacio)
BERBECE → berbeke/berbeghe/prebeghe/brebei (pecora)
BONUS → bonu (buono)
BOVE(M) → boe/boi (bue)
BUCCA → buca (bocca)
BURRICUS → burricu (asino)
CABALLUS → ant. cavallu/caballu → caddu/cuaddu/nuor. cabaddu (cavallo)
CANE(M) → cane/cani (cane)
CAPPELLUS → cappeddu, capeddu (cappello)
CAPRA(M) → cabra/craba (capra)
CARNE → carre/carri (carne umana, viva)
CARNEM SECARE → carrasegare/ nuor. carrasecare (carnevale; "tagliare la carne" nel senso di buttarla via, in quanto ormai prossimo l'inizio della Quaresima; l'etimologia del termine italiano carnevale ha lo stesso significato di origine, seppur una forma differente (da carnem levare); la forma latina è a sua volta un calco del greco apokreos)
CARRU(M) → carru (carro)
CASEUS → casu (formaggio)
CASTANEA → castanza/castanja (castagna)
CATTU(M) → gattu (gatto)
CENA PURA → chenàbura/chenàbara/cenàbara/nuor. chenàpura (venerdì; questo nome era originariamente una definizione diffusa tra gli ebrei dell'Africa settentrionale per indicare il venerdì sera, momento in cui veniva preparato il cibo per il sabato. Numerosi giudei nordafricani si insediarono in Sardegna dopo essere stati espulsi dalle loro terre da parte dei Romani. A loro si deve probabilmente la parola sarda per venerdì)
CENTUM → chentu/centu (cento)
CIBARIUS → civràxiu, civraxu (tipico pane sardo)
CINQUE → chimbe/cincu (cinque)
CIPULLA → chibudda/cibudda (cipolla)
CIRCARE → chircare/circai (cercare)
CLARU(M) → craru (chiaro)
COCINA → ant.cokina → coghina/coxina (cucina)
COELU(M) → chelu/celu (cielo)
COLUBER → colovra/colora/coloru (biscia)
CONCHA → conca (testa)
CONIUGARE → cojuare/coyai (sposare)
CONSILIU(M) → ant.consiliu → cunsizzucunsigiu/cunsillu (consiglio)
COOPERCULU(M) → cropettore/cobercu (coperchio)
CORIU(M) → corzu/corju/corgiu (cuoio)
CORTEX → ant. gortike/borticlu → ortighe/ortiju/ortigu (corteccia del sughero)
COXA(M) → cossa/cosça (coscia)
CRAS → cras/crasi (domani)
CREATIONE(M) → criatura/criathone/criadura (creatura)
CRUCE(M) → ant. cruke/ruke → rughe/(g)ruxi (croce)
CULPA(M) → curpa (colpa)
DECE → ant.deke → deghe/dexi (dieci)
DEORSUM → josso/jossu (giù)
DIANA → jana (fata)
DIE → die/dii (giorno)
DOMO/DOMUS → domo/domu (casa)
ECCLESIA → ant. clesia → cheja/crèsia (chiesa)
ECCU MODO/QUOMO(DO) → còmo/imoi (adesso)
ECCU MENTE/QUOMO(DO) MENTE → comente/comenti (come)
EGO → ant.ego → deo/eo/jeo/deu (io)
EPISCOPUS → ant. piscopu → pìscamu (vescovo)
EQUA(M) → ebba/ègua (giumenta)
ERICIUS → eritu (riccio)
ETIAM → eja (sì)
EX-CITARE → ischidare/scidai (svegliare)
FABA(M) → ava/faa (fava)
FABULARI → faeddare/foeddare/fueddai (parlare)
FACERE → ant. fakere → fàghere/fai (fare)
FALCE(M) → ant.falke → farche/farci (falce)
FEBRUARIU(M) → ant. frearju → frearzu/frearju/friarju (febbraio)
FEMINA → fèmina (donna)
FILIU(M) → ant. filiu/fiju/figiu → fizu/figiu/fillu (figlio)
FLORE(M) → frore/frori (fiore)
FLUMEN → ant.flume → frùmene/frùmini (fiume)
FOCU(M) → ant. focu → fogu (fuoco)
FOENICULU(M) → ant.fenuclu → fenugru/fenugu (finocchio)
FOLIA → fozza/folla (foglia)
FRATER → frade/fradi (fratello)
FUNE(M) → fune/funi
GELICIDIU(M) → ghilighia/chilighia/cilixia (gelo, brina)
GENERU(M)→ ghèneru/ènneru/gèneru (genero)
GENUCULUM → inucru/benugu/genugu (ginocchio)
GLAREA → giarra (ghiaia)
GRAVIS → grae/grai (pesante)
GUADU → ant.badu/vadu → badu/bau (guado)
HABERE → àere/ai (avere)
HOC ANNO → ocannu (quest'anno)
HODIE → oe/oje/oi (oggi)
HOMINE(M) → òmine/òmini (uomo)
HORTU(M) → ortu (orto)
IANUARIUS, IENARIU(M) → ant. jannarju> bennarzu/ghennarzu/jennarju/ghennargiu/gennarju (gennaio)
IANUA → janna/genna (porta)
ILEX → ant.elike → elighe/ìlixi (leccio)
IMMO → emmo (sì)
IN HOC → ant. inòke → inoghe/innoi (qui)
INFERNU(M) → inferru/ifferru (inferno)
I(N)SULA → ìsula/iscra (isola)
INIBI → inie/innia (là)
IOHANNES → Juanne/Zuanne/Juanni (Giovanni)
IOVIA → jòvia/jòbia (giovedì)
IPSU(M) → su (il)
IUDICE(M) → ant. iudike → juighe/zuighe (giudice)
IUNCU(M) → ant. juncu → zuncu/juncu (giunco)
IUNIPERUS → ghinìperu/inìbaru/tzinnìbiri (ginepro)
IUSTITIA → ant. justithia/justizia → justìtzia/zustìssia (giustizia)
LABRA → lavra/lara (labbra)
LACERTA → thiligherta/calixerta/caluxèrtula (lucertola)
LARGU(M) → largu (largo)
LATER → camp. làdiri (mattone crudo)
LIGNA → linna (legna)
LINGERE → lìnghere/lingi (leccare)
LINGUA(M) → limba/lìngua (lingua)
LOCU(M) → ant. locu → logu (luogo)
LUTU(M) → ludu (fango)
LUX → lughe/luxi (luce)
MACCUS → macu (matto)
MAGISTRU(M) → maìstu (maestro)
MAGNUS → mannu (grande)
MALUS → malu (cattivo)
MANUS → manu (mano)
MARTELLUS → martheddu/mateddu/martzeddu (martello)
MERIDIES → merie/merì (pomeriggio)
META → meda (molto)
MULIER → muzere/cmulleri (moglie)
NARRARE → nàrrere/nai (dire)
NEMO → nemos (nessuno)
NIX → nie/nii/nuor. nibe (neve)
NUBE(M) → nue/nui (nuvola)
NUCE → ant. nuke → nughe/nuxi (noce)
OCCIDERE → ochidere, occhire, bochire/bociri (uccidere)
OC(U)LU(M) → ogru/oju/ogu/nuor. ocru (occhio)
OLEASTER → ozzastru/ogiastru/ollastu (olivastro)
OLEUM → oliu → ozu/ogiu/ollu (olio)
OLIVA → olia (oliva)
ORIC(U)LA(M) → ant.oricla → origra/orija/origa/nuor. oricra (orecchio)
OVU(M) → ou(uovo)
PACE → ant.pake →paghe/paxi/nuor. pake (pace)
PALATIUM → palathu/palàtziu/palatzu (palazzo)
PALEA → paza/pagia/palla (paglia)
PANE(M) → pane/pani
PAPPARE → log. papare, camp. papai (mangiare)
PARABOLA → paraula, nuor. paragula (parola)
PAUCUS → pagu (poco)
PECUS → pegus (capo di bestiame)
PEDIS → pe/pei/nuor. pede (piede)
PEIUS → pejus/peus (peggio)
PELLE(M) → pedde/peddi (pelle)
PERSICUS → pèrsighe/pèssighe (pesca)
PETRA(M) → pedra/perda/nuor. preda (pietra)
PETTIA(M) → petha/petza (carne)
PILUS → pilu (pelo), pilos/pius (capelli)
PIPER → pìbere/pìbiri (pepe)
PISCARE → piscare/piscai (pescare)
PISCE(M) → pische/pisci (pesce)
PISINNUS → pitzinnu (bambino, giovane, ragazzo)
PISUS → pisu (seme)
PLATEA → pratha/pratza (piazza)
PLACERE → piàghere/pràghere/praxi (piacere)
PLANGERE → prànghere/prangi (piangere)
PLENU(M) → prenu (pieno)
PLUS → prus (più)
POLYPUS → purpu/prupu (polpo)
POPULUS → pòpulu/pòbulu (popolo)
PORCU(M) → porcu/procu (maiale)
POST → pustis (dopo)
PULLUS → puddu (pollo)
PUPILLA → pobidda/pubidda (moglie)
PUTEUS → puthu/putzu (pozzo)
QUANDO → cando/candu (quando)
QUATTUOR → battor(o)/cuatru (quattro)
QUERCUS → chercu (quercia)
QUID DEUS? → ite/ita? (che/che cosa?)
RADIUS → raju (raggio)
RAMU(M) → ramu/arramu (ramo)
REGNU → rennu/urrennu (regno)
RIVUS → ant. ribu → riu/erriu/arriu (fiume)
ROSMARINUS → ramasinu/arromasinu (rosmarino)
RUBEU(M) → ant. rubiu → ruju/arrùbiu (rosso)
SALIX → salighe/sàlixi (salice)
SANGUEN → sàmbene/sànguni (sangue)
SAPA(M) → saba (sapa, vino cotto)
SCALA → iscala/scala (scala)
SCHOLA(M) → iscola/scola (scuola)
SCIRE → ischire/sciri (sapere)
SCRIBERE → iscrìere/scriri (scrivere)
SECARE → segare/segai (tagliare)
SECUS → dae segus/a-i segus (dopo)
SERO → sero/ant.camp. seru (sera)
SINE CUM → kene/kena/kentza/sena/setza (senza)
SOLE(M) → sole/soli (sole)
SOROR → sorre/sorri (sorella)
SPICA(M) → ispiga/spiga (spiga)
STARE → istare/stai (stare)
STRINCTU(M) → strintu (stretto)
SUBERU → suerzu/suerju (quercia da sughero)
SULPHUR → tùrfuru/tzùrfuru/tzrùfuru (zolfo)
SURDU(M) → surdu (sordo)
TEGULA → teula (tegola)
TEMPUS → tempus (tempo)
THIUS → thiu/tziu (zio)
TRITICUM → trigu/nuor. trìdicu (grano)
UMBRA → umbra (ombra)
UNDA → unda (onda)
UNG(U)LA(M) → unja/ungra/unga (unghia)
VACCA → baca (vacca)
VALLIS → badde/baddi (valle)
VENTU(M) → bentu (vento)
VERBU(M) → berbu (verbo, parola)
VESPA(M) → ghespe/bespe/ghespu/espi (vespa)
VECLUS(AGG.) → betzu/becciu (vecchio)
VECLUS(S) → ant. veclu → begru/begu (legno vecchio)
VIA → bia (via)
VICINUS → ant. ikinu → bighinu/bixinu (vicino)
VIDERE → bìdere/bìere/biri (vedere)
VILLA → ant. villa → billa → bidda (paese)
VINEA(M) → binza/bingia (vigna)
VINU(M) → binu (vino)
VOCE → ant. voke/boke → boghe/boxi (voce)
ZINZALA → thìnthula/tzìntzula/sìntzulu (zanzara);

#### Origine greca bizantina
AGROIKÓS → gr. biz. agrikó → gregori ‘terreno incolto’
FLASTIMAO → frastimare/frastimai ‘bestemmiare’
KAVURAS ‘granchio’ → camp. kavuru
KASKO → cascare ‘sbadigliare’
*KEROPÓLIDA → kera/cera óbida ‘cera che sigilla il favo’
KHÓNDROS ‘fiocchi d’avena; cartilagine’ → gr. biz. kontra → log. iskontryare
KLEISOÛRA ‘chiusa’ → krisura (krisayu, krisayone) ‘chiusa di un podere’
KONTAKION → ant. condake → condaghe/cundaxi ‘raccolta di atti’
KYÁNE(OS) ‘blu scuro’ → camp. ghyani ‘manto morello di cavallo (o di bue)’
LEPÍDA ‘lama di coltello’ → leppa ‘coltello’
Λουχὶα → ant. Lukìa → Lughìa/Luxia (Lucia)
MERDOUKOÚS, MERDEKOÚSE ‘maggiorana’ → centr. mathrikúsya, camp. martsigusa ‘ginestra’
NAKE → annaccare (cullare)
PSARÓS ‘grigio’ → *zaru → log. medioevale arzu
σαραχηνός → theraccu/tzeracu ‘servo’
Στέφανε → Istevane/Stèvini ‘Stefano’

#### Origine catalana
ACABAR → acabare/acabai (finire, smettere; cf. spa. acabar)
AIXÌ → camp.aici (così)
AIXETA → log. isceta (cannella della botte; rubinetto)
ALÈ → alenu (alito)
ARRACADA → arrecada (orecchino)
ARREU → arreu (di continuo)
AVALOT → avollotu (trambusto; cf. spa. alboroto (ant. alborote))
BANDA → banda (lato)
BANDOLER → banduleri (vagabondo; originariamente bandito; cf. spa. bandolero)
BARBER → barberi (barbiere; cf. spa. barbero)
BARRA → barra (mandibola; insolenza, testardaggine)
BARRAR → abbarrare (nell'odierno catalano significa però sbarrare, in sardo camp. rimanere)
BELLESA → bellesa (bellezza)
(AL)BERCOC → luog. barracoca (albicocca; da una termine balearico passato poi anche all'algherese barracoc)
BLAU → camp.brau (blu)
BRUT, -A → brutu, -a (sporco)
BURRO → burricu (asino; cf, spa. burro e borrico)
BURUMBALLA → burrumballa (segatura, truciolame, per est. cianfrusaglia)
BUTXACA → busciaca/buciaca (tasca, borsa)
CADIRA / CARIA (vocabolo ancor presente in algherese) → camp. cadira (sedia); Caría (cognome sardo)
CALAIX → camp. calaxu/calasciu (cassetto)
CALENT → caente/callenti (caldo; cf. spa. caliente)
CARRER → carrera/carrela (via)
CULLERA → cullera (cucchiaio)
CUITAR → coitare/coitai (sbrigarsi)
DESCLAVAMENT → iscravamentu (deposizione di Cristo dalla croce)
DESITJAR → disigiare/disigiai (desiderare)
ESTIU → istiu (estate; cf. spa. estío, lat. aestivum (tempus))
FALDILLA → faldeta (gonna)
FERRER → ferreri (fabbro)
GARRÓ → garrone, -i (garretto)
GOIGS → camp. gocius (composizioni poetiche sacre; cf. gosos)
GRIFÓ → grifone, -i (rubinetto)
GROC → grogo, -u (giallo)
ENHORABONA! → innorabona! (in buon'ora!; cf. spa. enhorabuena)
ENHORAMALA! → innoramala! (in mal'ora!)
ESMORZAR → ismurzare/ismurgiare/irmugiare/imrugiare (fare colazione)
ESTIMAR → istimare/stimai (amare, stimare)
FEINA → faina (lavoro, occupazione, daffare; già da una forma catalana medievale, da cui si è poi anche originato lo spagnolo faena)
FLASSADA → frassada (coperta; cf. spa. frazada)
GÍNJOL → gínjalu (giuggiola, giuggiolo)
IAIO, -A → jaju, -a (nonno, -a; cf. spa. yayo, -a)
JUTGE → camp. jugi/log. zuzze (giudice)
LLEIG → camp. léggiu/log. lezzu (brutto)
MANDRÓ → mandrone, -i (pigro, nullafacente)
MATEIX → matessi (stesso)
MITJA → mìgia, log. miza (calza)
MOCADOR → mucadore, -i (fazzoletto)
ORELLETA → orilletas (dolci fritti)
PAPER → paperi (carta)
PARAULA → paraula (parola)
PLANXA → prància (ferro da stiro; prestito di origine francese, anteriore allo spagnolo plancha)
PREMSA → prentza (torchio)
PRESÓ → presone, -i (prigione)
PRESSA → presse, -i (fretta)
PRÉSSEC → prèssiu (pesca)
PUNXA → camp. punça/log. puntza (chiodo)
QUIN, -A → camp. chini (in catalano significa "quale", in sardo "chi")
QUEIXAL → sardo centrale e camp. caxale/casciale, -i (dente molare)
RATAPINYADA → camp. ratapignata (pipistrello)
RETAULE → arretàulu (retablo, tavola dipinta)
ROMÀS → nuor. arrumasu (magro; originariamente in catalano "rimasto" → rimasto a letto → indebolito→ dimagrito, magro)
SABATA → camp.sabata (scarpa)
SABATER → sabateri (calzolaio)
SAFATA → safata (vassoio)
SEU → camp. seu (cattedrale, "sede del vescovo")
SÍNDIC → sìndigu (sindaco)
SíNDRIA → sìndria (anguria)
TANCAR → tancare/tancai (chiudere)
TINTER → tinteri (calamaio)
ULLERES → camp. ulleras (occhiali)
VOSTÈ → log. bostè/camp .fostei o fustei (lei, pronome di cortesia; da vostra merced, vostra mercede; cf. spa. usted)

#### Origine spagnola
Le voci di cui non viene indicata l'etimologia sono voci di origine latina di cui lo spagnolo ha modificato il significato originario che avevano in latino e il sardo ha preso il loro significato spagnolo; per le voci che lo spagnolo ha preso da altre lingue viene indicata la loro etimologia come riportata dalla Real Academia Española.
ADIÓS → adiosu (addio, arrivederci)
ANCHOA → ancioa (alice)
APOSENTO → aposentu (camera da letto)
APRETAR, APRIETO → apretare, apretu (mettere in difficoltà, costringere, opprimere; difficoltà, problema)
ARENA → arena (sabbia; cf. cat. arena)
ARRIENDO → arrendu (affitto)
ASCO → ascu (schifo)
ASUSTAR → assustare/assustai (spaventare; in camp. è più diffuso atziccai, che a sua volta viene dallo spagnolo ACHICAR)
ATOLONDRADO, TOLONDRO → istolondrau (stordito, confuso, sconcertato)
AZUL → camp. asulu (azzurro; parola arrivata allo spagnolo dall'arabo)
BARATO → baratu (economico)
BARRACHEL → barratzellu/barracellu (guardia campestre; parola questa che anche passata all'italiano regionale della Sardegna, dove la parola barracello indica appunto una guardia campestre facente parte della compagnia barracellare)
BÓVEDA → bòveda, bòvida (volta (nell'ambito della costruzione) )
BRAGUETA → bragheta (cerniera dei pantaloni; il termine "braghetta" o "brachetta" è presente anche in italiano, ma con altri significati; con questo significato è diffuso anche nell'italiano regionale della Sardegna: cf. cat. bragueta)
BRINCAR, BRINCO → brincare, brincu (saltare, salto; termine arrivato in spagnolo dal latino vinculum, legame, parola che è poi stata modificata e ha assunto un significato completamente differente in castigliano e che poi con questo è passata al sardo, fenomeno condiviso da molti altri spagnolismi)
BUSCAR → buscare/buscai (cercare, prendere; cf. cat. buscar)
CACHORRO → caciorru (cucciolo)
CALENTURA → calentura, callentura (febbre)
CALLAR → cagliare/chelare (tacere; cf. cat. callar)
CARA → cara (faccia; cf. cat. cara)
CARIÑO → carignu (manifestazione di affetto, carezza; affetto)
CERRAR → serrare/serrai (chiudere)
CHASCO → ciascu (burla)
CHE (esclamazione di sorpresa di origine onomatopeica usata in Argentina, Uruguay, Paraguay, Bolivia e in Spagna nella zona di Valencia) → cé (esclamazione di sorpresa usata in tutta la Sardegna)
CONTAR → contare/contai (raccontare; cf. cat. contar)
CUCHARA → log. cocciari (cucchiaio) / camp. coccerinu (cucchiaino), cocciaroni (cucchiaio grande)
DE BALDE → de badas (inutilmente; cf. cat. debades)
DÉBIL → dèbile, -i (debole; cf. cat. dèbil)
DENGOSO, -A, DENGUE → dengosu, -a, dengu (persona che si lamenta eccessivamente senza necessità, lamento esagerato e fittizio; voce di origine onomatopeica)
DESCANSAR, DESCANSO → discansare/discantzare, discansu/discantzu (riposare, riposo; cf. cat. descansar)
DESDICHA → disdìcia (sfortuna)
DESPEDIR → dispidire/dispidì (accomiatare, congedare)
DICHOSO, -A → diciosu, -a (felice, beato)
HERMOSO, -A → ermosu, -a / elmosu, -a (bello)
EMPLEO → impleu (carica, impiego)
ENFADAR, ENFADO → infadare/irfadare/iffadare, infadu/irfadu/iffadu (molestia, fastidio, rabbia; cf. cat. enfadar)
ENTERRAR, ENTIERRO → interrare, interru (seppellire, seppellimento; cf. cat. enterrar)
ESCARMENTAR → iscalmentare/iscrammentare/scramentai (apprendere dall'esperienza propria o altrui per evitare di commettere gli stessi errori; parola di etimologia originaria sconosciuta)
ESPANTAR → ispantare/spantai (spaventare; in campidanese, e in algherese, significa meravigliare; cf. cat. espantar)
FEO → log. feu (brutto)
GANA → gana (voglia; cf. cat. gana; parola di etimologia originaria incerta)
GARAPIÑA → carapigna (bibita rinfrescante)
GASTO → gastu (spesa, consumo)
GOZOS → log. gosos/gotzos (composizioni poetiche sacre; cf. gocius)
GREMIO → grèmiu (corporazione di diversi mestieri; anche questa parola fa parte dell'italiano parlato in Sardegna, dove i gremi sono per esempio le corporazioni di mestieri dei Candelieri di Sassari o della Sartiglia di Oristano; oltre che in Sardegna e in spagnolo, la parola si usa anche in portoghese, gremio, catalano, gremi, tedesco, Gremium, e nell'italiano parlato in Svizzera, nel Canton Ticino)
GUISAR → ghisare (cucinare; cf.cat. guisar)
HACIENDA → sienda (proprietà)
HÓRREO → òrreu (granaio)
JÍCARA → cìchera, cìcara (tazza; parola originariamente proveniente dal náhuatl)
LÁSTIMA → làstima (peccato, danno, pena; qué lástima → ite làstima (che peccato), me da lástima → mi faet làstima (mi fa pena) )
LUEGO → luegus (subito, fra poco)
MANCHA → log. e camp. mància, nuor. mantza (macchia)
MANTA → manta (coperta; cf. cat. manta)
MARIPOSA → mariposa (farfalla)
MESA → mesa (tavolo)
MIENTRAS → camp. mentras (cf. cat. mentres)
MONTÓN → muntone (mucchio; cf. cat. munt)
OLVIDAR → olvidare (dimenticare)
PEDIR → pedire (chiedere, richiedere)
PELEA → pelea (lotta, lite)
PLATA → prata (argento)
PORFÍA → porfia (ostinazione, caparbietà, insistenza)
POSADA → posada (locanda, luogo di ristoro)
PREGUNTAR, PREGUNTA → preguntare/pregontare, pregunta/pregonta (domandare, domanda; cf. cat. preguntar, pregunta)
PUNTAPIÉ (s.m.) → puntepé/puntepei (s.f.) (calcio, colpo dato con la punta del piede)
PUNTERA → puntera (parte della calza o della scarpa che copre la punta del piede; colpo dato con la punta del piede)
QUERER → chèrrer(e) (volere)
RECREO → recreu (pausa, ricreazione; divertimento)
RESFRIARSE, RESFRÍO → s'arrefriare, arrefriu (raffreddarsi, raffreddore)
SEGUIR → sighire (continuare; seguire; cf. cat. seguir)
TAJA → tacca (pezzo)
TIRRIA, TIRRIOSO → tirria, tirriosu (cattivo sentimento; cf. cat. tírria)
TOMATE (s.m.) → nuor. e centrale tamata/camp. e gall. tumata (s.f.) (pomodoro; parola originariamente proveniente dal náhuatl)
TOPAR → atopare/atopai (incontrare, anche per caso, qualcuno; imbattersi in qualcosa; voce onomatopeica; cf. cat. topar)
VENTANA → log. e camp. ventana/log. bentana (finestra)
VERANO → log. beranu (sp. estate, srd. primavera)

#### Origine toscana/italiana
ARANCIO → aranzu/arangiu
AUTUNNO → atonzu/atongiu
BELLO/-A → bellu/-a
BIANCO → biancu
CERTO/-A → tzertu/-a
CINTA → tzinta
CITTADE → ant. kittade → tzitade/citade/tzitadi/citadi (città)
GENTE → zente/genti
INVECE → imbètzes/imbecis
MILLE → milli
OCCHIALI → otzales
SBAGLIO → irballu/isbàlliu/sbàlliu
VERUNO/-A → perunu/-a (alcuno/-a)
ZUCCHERO → thùccaru/tzùccaru/tzùcuru

## Prenomi, cognomi e toponimi
Dalla lingua sarda derivano tanto i nomi storici di persona (nùmene / nomen / nomini-e / lumene o lomini) e i soprannomi (nomìngiu / nominzu / o paranùmene / paralumene / paranomen / paranomine-i), che i sardi avrebbero conferito l'un l'altro fino all'epoca contemporanea per poi cadere nell'attuale disuso, quanto buona parte dei cognomi tradizionali (sambenadu / sangunau), tuttora i più diffusi nell'isola. I toponimi della Sardegna possono vantare una storia antica, sorgendo in alcuni casi un significativo dibattito inerente alle loro origini.

### Esplicative
1. ↑  Con riguardo alla cristianizzazione dell'isola, Papa Simmaco fu battezzato a Roma e si diceva fosse «ex paganitate veniens»; la conversione degli ultimi pagani sardi, guidati da Ospitone, fu descritta da Tertulliano come il seguente evento: «Sardorum inaccessa Romanis loca, Christo vero subdita».  Max Leopold Wagner, La lingua sarda, Nuoro, Ilisso, 1951–1997,  p. 73.
2. ↑  «Fallacissimum genus esse Phoenicum omnia monumenta vetustatis atque omnes historiae nobis prodiderunt. ab his orti Poeni multis Carthaginiensium rebellionibus, multis violatis fractisque foederibus nihil se degenerasse docuerunt. A Poenis admixto Afrorum genere Sardi non deducti in Sardiniam atque ibi constituti, sed amandati et repudiati coloni. [...] Africa ipsa parens illa Sardiniae, quae plurima et acerbissima cum maioribus nostris bella gessit.»  Cicero: Pro Scauro, su thelatinlibrary.com. URL consultato il 28 novembre 2015.
3. ↑  «Potissimum vero ad usurpandum in scriptis Italicum idioma gentem nostram fuisse adductam puto finitimarum exemplo, Provincialium, Corsorum atque Sardorum» ("In verità ritengo anzitutto che la nostra gente [italiana] sia stata indotta a usare nello scritto l'idioma italico, seguendo l'esempio dei vicini Provenzali, Corsi e Sardi") e, più in là, «Sardorum quoque et Corsorum exemplum memoravi Vulgari sua Lingua utentium, utpote qui Italis preivisse in hoc eodem studio videntur» ("Ho ricordato, fra l'altro, l'esempio dei Sardi e dei Corsi, che hanno impiegato la propria lingua volgare, come quelli che in ciò hanno preceduto gli Italiani"). Antonio, Ludovico Antonio (1739). Antiquitates Italicae Moedii Evi, Mediolani, t. 2, col. 1049
4. ↑  Incipit di  Ines Loi Corvetto, La Sardegna e la Corsica, Torino, UTET, 1993.  Hieronimu Araolla, edited by Max Leopold Wagner, Die Rimas Spirituales Von Girolamo Araolla. Nach Dem Einzigen Erhaltenen Exemplar Der Universitätsbibliothek in Cagliari, Princeton University, 1915,  p. 76. Semper happisi desiggiu, Illustrissimu Segnore, de magnificare, & arrichire sa limba nostra Sarda; dessa matessi manera qui sa naturale insoro tottu sas naciones dessu mundu hant magnificadu & arrichidu; comente est de vider per isos curiosos de cuddas. ("Sempre abbia il desiderio, Illustrissimo Signore, di magnificare e arricchire la nostra lingua sarda; nel medesimo modo in cui tutte le nazioni del mondo hanno magnificato e arricchito [la propria]; come si può vedere per coloro che ne sono incuriositi.")
5. ↑  …L'Alguer castillo fuerte bien murado / con frutales por tierra muy divinos / y por la mar coral fino eltremado / es ciudad de mas de mil vezinos…  Joaquín Arce, España en Cerdeña, 1960,  p. 359.
6. ↑  E.g.: «…Non podende sufrire su tormentu / de su fogu ardente innamorosu. / Videndemi foras de sentimentu / et sensa una hora de riposu, / pensende istare liberu e contentu / m'agato pius aflitu e congoixosu, / in essermi de te senora apartadu, / mudende ateru quelu, ateru istadu…»  Antonio de Lo Frasso, Los Cinco Ultimos Libros de Fortuna de Amor, vol. 2, Londra, Henrique Chapel, 1573-1740,  pp. 141-144.
7. ↑  «Sendemi vennidu à manos in custa Corte Romana unu Libru in limba Italiana, nouamente istampadu, […] lu voltao in limba Sarda pro dare noticia de cuddas assos deuotos dessa patria mia disijosos de tales legendas. Las apo voltadas in sardu menjus qui non in atera limba pro amore de su vulgu […] qui non tenjan bisonju de interprete pro bi-las decrarare, & tambene pro esser sa limba sarda tantu bona, quanta participat de sa latina, qui nexuna de quantas limbas si plàtican est tantu parente assa latina formale quantu sa sarda. […] Pro su quale si sa limba Italiana si preciat tantu de bona, & tenet su primu logu inter totas sas limbas vulgares pro esser meda imitadore dessa Latina, non si diat preciare minus sa limba Sarda pusti non solu est parente dessa Latina, pero ancora sa majore parte est latina vera. […] Et quando cussu non esseret, est suficiente motiuu pro iscrier in Sardu, vider, qui totas sas nationes iscriven, & istampan libros in sas proprias limbas naturales in soro, preciandosi de tenner istoria, & materias morales iscritas in limba vulgare, pro qui totus si potan de cuddas aprofetare. Et pusti sa limba latina Sarda est clara & intelligibile (iscrita, & pronunciada comente conuenit) tantu & plus qui non quale si querjat dessas vulgares, pusti sos Italianos, & Ispagnolos, & totu cuddos qui tenen platica de latinu la intenden medianamente.» ("Essendo entrato in possesso, presso questa Corte Romana, di un libro in lingua italiana di nuova ristampa, […] l'ho tradotto in lingua sarda per darne notizia ai devoti della mia patria desiderosi di tali leggende. Le ho tradotte in sardo, anziché in un'altra lingua, per amore del popolo […] i quali [popolani] non necessitavano di alcun interprete per potergliele enunciare, anche per via del fatto che la lingua sarda è nobile in virtù della sua partecipazione alla latinità, giacché nessuna lingua parlata è tanto prossima al latino classico quanto quella sarda. […] Giacché, se la lingua italiana si apprezza molto, e se tra tutte le lingue volgari si trova al primo posto per aver molto replicato quella latina, non meno si dovrebbe apprezzare la lingua sarda dal momento che non solo è parente di quella latina, ma è in gran parte latino schietto. […] E quandanche non fosse così, è un motivo sufficiente per scrivere in sardo vedere che tutte le nazioni scrivono e stampano libri nella loro lingua naturale, fregiandosi di avere storia e materie morali scritte in lingua volgare, affinché tutti possano recare giovamento da esse. E dal momento che la lingua latina sarda è, quando scritta e pronunciata come si conviene, chiara e comprensibile in misura uguale, se non superiore rispetto a quelle volgari, dal momento che gli Italiani, e gli Spagnoli, e tutti coloro che praticano il latino in generale la capiscono").  Ioan Matheu Garipa, Legendariu de santas virgines, et martires de Iesu Crhistu, Per Lodouicu Grignanu, Roma, 1627.
8. ↑  Nella Dedica alla moglie di Carlo Alberto si possono scorgere diversi passaggi in cui egli omaggiava le politiche culturali perseguite in Sardegna, quali "Era destino che la dolcissima Italiana favella, sebbene nata sulle amene sponde dell'Arno, divenuta sarebbe un dì anche ricco patrimonio degli Abitanti del Tirso" (p. 5) e, formulando un voto di fedeltà alla nuova dinastia di reggenti in luogo della spagnola, "Di tanto bene la Sardegna è debitrice alla Augustissima CASA SABAUDA, la quale, cessata l'ispanica dominazione, con tante savie istituzioni promosse in ogni tempo le scienze, statuendo fin dalla metà del secolo trascorso, che nei Dicasteri e nel pubblico insegnamento delle Scuole Inferiori si facesse uso di quel Toscano che fu poscia la lingua di quante persone ebbero voce di bennate e di colte." (p. 6). Nella Prefazione, più specificamente intitolata Al giovanetto alunno, si dichiara l'intenzione, comune al Porru, di pubblicare un lavoro dedicato alla didattica dell'italiano, partendo dalle differenze e similitudini fornite dalla grammatica di un'altra lingua più familiare, il sardo.
9. ↑  Al fine di meglio comprendere tale dichiarazione, occorre infatti osservare che, secondo le disposizioni del governo, «in nessun modo e per nessun motivo esiste la regione» (Casula, Francesco.  Sa chistione de sa limba in Montanaru e oe (PDF)., p. 66).
10. ↑  In realtà, databili intorno alla seconda metà dell'Ottocento, in seguito alla già menzionata Perfetta Fusione (cfr. Dettori 2001); difatti, neanche nella trattazione settecentesca di autori quali il Cetti si rinvengono giudizi di valore circa la dignità del sardo, sulla cui indipendenza linguistica convenivano generalmente anche gli autori italiani (cfr. Ferrer 2017).
11. ↑  Il Wagner cita al riguardo Giacomo Tauro che, a dispetto della vulgata fascista sull'assimilazione del sardo al sistema linguistico italiano, già osservava in una conferenza tenuta a Nuoro nel 1937 che «[La Sardegna] ha una sua propria lingua, che è qualcosa di più e di diverso dai dialetti delle altre regioni d’Italia… Se i diversi dialetti d’Italia hanno tutti qualcosa d’interferente, per cui non è difficile a chi attentamente ne ascolti qualcuno e di essi abbia una certa pratica, d’intuirne e comprenderne, almeno superficialmente, il significato, i dialetti sardi invece non solo riescono quasi del tutto incomprensibili a chi non è dell’isola, ma anche con la pratica difficilmente possono essere acquisiti.» ( Max Leopold Wagner, La lingua sarda, Nuoro, Ilisso, 1951-1997,  p. 82.)
12. ↑  Tali istanze eminentemente industrialistiche e produttivistiche sono finanche attestate nelle norme di cui all'art. 13 del progetto finale, che recita «lo Stato con il concorso della Regione dispone un piano organico per favorire la rinascita economica e sociale dell'Isola.» Cfr.  Testo storico dello Statuto (PDF).
13. ↑  Alla base del cosiddetto "autonomismo abortivo", secondo i primi critici dello statuto quali Eliseo Spiga, vi era la mancata assunzione di un'identità sarda dotata di soggettività distinta, nelle sue specificità etnonazionali, linguistiche e culturali rispetto alla comunità statale nel suo insieme; in mancanza della quale, a loro avviso si sarebbe approdati a un modello amministrativo che omologava l'isola a "una qualsiasi provincia dello Stivale".  Francesco Casula, Gianfranco Contu, Storia dell'autonomia in Sardegna, dall'Ottocento allo Statuto Sardo (PDF), Dolianova, Stampa Grafica del Parteolla, 2008,  p. 116. URL consultato il 25 agosto 2019 (archiviato dall'url originale il 20 ottobre 2020).
14. ↑  Istanza del Prof. A. Sanna sulla pronuncia della Facoltà di Lettere in relazione alla difesa del patrimonio etnico-linguistico sardo. Il prof. Antonio Sanna fa a questo proposito una dichiarazione: «Gli indifferenti problemi della scuola, sempre affrontati in Sardegna in torma empirica, appaiono oggi assai particolari e non risolvibili in un generico quadro nazionale; il tatto stesso che la scuola sia diventata scuola di massa comporta il rifiuto di una didattica inadeguata, in quanto basata sull'apprendimento concettuale attraverso una lingua, per molti aspetti estranea al tessuto culturale sardo. Poiché esiste un popolo sardo con una propria lingua dai caratteri diversi e distinti dall'italiano, ne discende che la lingua ufficiale dello Stato, risulta in effetti una lingua straniera, per di più insegnata con metodi didatticamente errati, che non tengono in alcun conto la lingua materna dei Sardi: e ciò con grave pregiudizio per un'efficace trasmissione della cultura sarda, considerata come sub-cultura. Va dunque respinto il tentativo di considerare come unica soluzione valida per questi problemi una forzata e artificiale forma di acculturazione dall'esterno, la quale ha dimostrato (e continua a dimostrare tutti) suoi gravi limiti, in quanto incapace di risolvere i problemi dell'isola. È perciò necessario promuovere dall'interno i valori autentici della cultura isolana, primo fra tutti quello dell'autonomia, e "provocare un salto di qualità senza un'acculturazione di tipo colonialistico, e il superamento cosciente del dislivello di cultura" (Lilliu). La Facoltà di Lettere e Filosofia dell'Università di Cagliari, coerentemente con queste premesse con l'istituzione di una Scuola Superiore di Studi Sardi, è pertanto invitata ad assumere l'iniziativa di proporre alle autorità politiche della Regione Autonoma e dello Stato il riconoscimento della condizione di minoranza etnico-linguistica per la Sardegna e della lingua sarda come lingua «nazionale» della minoranza. È di conseguenza opportuno che si predispongano tutti i provvedimenti a livello scolastico per la difesa e conservazione dei valori tradizionali della lingua e della cultura sarda e, in questo contesto, di tutti i dialetti e le tradizioni culturali presenti in Sardegna (ci si intende riferire al Gallurese, al Sassarese, all'Algherese e al Ligure-Carlofortino). In ogni caso tali provvedimenti dovranno comprendere necessariamente, ai livelli minimi dell'istruzione, la partenza dell'insegnamento del sardo e dei vari dialetti parlati in Sardegna, l'insegnamento nella scuola dell'obbligo riservato ai Sardi o coloro che dimostrino un'adeguata conoscenza del sardo, o tutti quegli altri provvedimenti atti a garantire la conservazione dei valori tradizionali della cultura sarda. È bene osservare come, nel quadro della diffusa tendenza a livello internazionale per la difesa delle lingue delle minoranze minacciate, provvedimenti simili a quelli proposti sono presi in Svizzera per la minoranza ladina fin dal 1938 (48 000 persone), in Inghilterra per il Galles, in Italia per le minoranze valdostana, slovena e ultimamente ladina (15 000 persone), oltre che per quella tedesca; a proposito di queste ultime e specificamente in relazione al nuovo ordinamento scolastico alto-atesino. Il presidente del Consiglio on. Colombo, nel raccomandare ala Camera le modifiche da apportare allo Statuto della Regione Trentino-Alto Adige (il cosiddetto "pacchetto"), «modifiche che non escono dal concetto di autonomia indicato dalla Costituzione», ha ritenuto di dovere sottolineare l'opportunità "che i giovani siano istruiti nella propria lingua materna da insegnanti appartenenti allo stesso gruppo linguistico"; egli inoltre aggiungeva che "solo eliminando ogni motivo di rivendicazione si crea il necessario presupposto per consentire alla scuola di svolgere la sua funzione fondamentale in un clima propizio per la migliore formazione degli allievi". Queste chiare parole del presidente del Consiglio ci consentono di credere che non si voglia compiere una discriminazione nei confronti della minoranza sarda, ma anche per essa valga il principio enunciato dall'opportunità dell'insegnamento della lingua materna a opera di insegnanti appartenenti allo stesso gruppo linguistico, onde consentire alla scuola di svolgere anche in Sardegna la sua funzione fondamentale in un clima propizio alla migliore formazione per gli allievi. Si chiarisce che tutto ciò non è sciovinismo né rinuncia a una cultura irrinunciabile, ma una civile e motivata iniziativa per realizzare in Sardegna una vera scuola, una vera rinascita, "in un rapporto di competizione culturale con lo stato (…) che arricchisce la Nazione" (Lilliu)». Il Consiglio unanime approva le istanze proposte dal prof. Sanna e invita le competenti autorità politiche a promuovere tutte le iniziative necessarie, sul piano sia scolastico che politico-economico, a sviluppare coerentemente tali principi, nel contempo acquisendo dati atti a mettere in luce il suesposto stato. Cagliari, 19 febbraio 1971. [Farris, Priamo (2016). Problemas e aficàntzias de sa pianificatzioni linguistica in Sardigna. Limba, Istòria, Sotziedadi / Problemi e prospettive della pianificazione linguistica in Sardegna. Lingua, Storia, Società, Youcanprint]
15. ↑  "O sardu, si ses sardu e si ses bonu, / Semper sa limba tua apas presente: / No sias che isciau ubbidiente / Faeddende sa limba 'e su padronu. / Sa nassione chi peldet su donu / De sa limba iscumparit lentamente, / Massimu si che l'essit dae mente / In iscritura che in arrejonu. / Sa limba 'e babbos e de jajos nostros / No l'usades pius nemmancu in domo / Prite pobera e ruza la creides. / Si a iscola no che la jughides / Po la difunder menzus, dae como / Sezis dissardizende a fizos bostros." ("O sardo, se sei sardo e sei bravo / abbi sempre presente la tua lingua: / non essere come uno schiavo ubbidiente / che parla la lingua del padrone. / La nazione che perde il dono / della lingua scompare lentamente, / soprattutto se le esce dalla mente / scrivendo e discorrendo. / La lingua dei nostri padri e dei nostri nonni / non la usate più neanche a casa / dal momento che la ritenete povera e rozza. / Se non la portate a scuola / ora, per diffonderla meglio, / starete de-sardizzando i vostri figli.") in  Piras, Raimondo. No sias isciau (RTF), su poesias.it.
16. ↑  L'italianizzazione culturale della popolazione sarda aveva allora assunto proporzioni tanto considerevoli da indurre il Pellegrini, nella Introduzione all'Atlante storico-linguistico-etnografico friulano, a tessere le lodi dei sardi giacché questi ultimi si dicevano disposti ad accettare che il loro idioma, pur costituendo «un mezzo espressivo assai meno subordinato all'italiano» fosse considerato un semplice "dialetto" dell'italiano, in netto contrasto all'orgoglio e lealtà linguistica dei friulani (Salvi, Sergio (1974). Le lingue tagliate, Rizzoli, p. 195 ; Pellegrini, Giovan Battista (1972). Introduzione all'Atlante storico-linguistico-etnografico friulano (ASLEF), Vol. I, p. 17). Considerazioni analoghe a quelle del Pellegrini erano state avanzate qualche anno prima, nel 1967, dal linguista tedesco Heinz Kloss in riferimento al concetto da lui coniato di Dachsprache ("lingua tetto"); nel suo studio pioneristico, egli osservava come idiomi di comunità quali i sardi, occitani e haitiani, fossero da esse stesse ora percepiti meramente come «dialetti di lingue vittoriose piuttosto che sistemi linguistici autonomi», diversamente dalla profonda lealtà linguistica dei catalani che, nonostante il proibizionismo franchista, non avrebbero mai accettato una siffatta degradazione del loro idioma rispetto all'unica lingua allora ufficiale, lo spagnolo (Kloss, Heinz (1967). "Abstand Languages" and "Ausbau Languages". Anthropological Linguistics, 9 (7), p. 36).
17. ↑  È interessante notare come nella questione linguistica sarda possa, per certi versi, sussistere un parallelismo con l'Irlanda, in cui un similare fenomeno ha assunto il nome di circolo vizioso dell'Irish Gaeltacht (Cfr. Edwards 1985). Difatti in Irlanda, all'abbassamento di prestigio del gaelico verificatosi quando esso risultò parlato in aree socialmente ed economicamente depresse, si aggiunse l'emigrazione da tali aree verso quelle urbane e ritenute economicamente più avanzate, nelle quali l'idioma maggioritario (l'inglese) sarebbe stato destinato a sopraffare e prevalere su quello minoritario degli emigranti.
18. ↑  Non è un caso che queste tre lingue, protette da accordi internazionali, siano le uniche minoranze linguistiche ritenute da Gaetano Berruto (Lingue minoritarie, in XXI Secolo. Comunicare e rappresentare, Roma, Istituto della Enciclopedia Italiana, pp. 335-346, 2009) come non minacciate.

### Bibliografiche e sitografiche
1. ↑   Ti Alkire; Carol Rosen, Romance languages : a Historical Introduction, New York, Cambridge University Press, 2010,  p. 3.
2. 1 2 3 4  Lubello, Sergio (2016). Manuale Di Linguistica Italiana, De Gruyter, Manuals of Romance linguistics, p.499
3. ↑  AA. VV. Calendario Atlante De Agostini 2017, Novara, Istituto Geografico De Agostini, 2016, p. 230
4. ↑   The World Atlas of Language Structures Online, Sardinian.
5. ↑  La tipologia linguistica del sardo, Eduardo Blasco Ferrer https://revistas.ucm.es/index.php/RFRM/article/download/RFRM0000110015A/11140
6. ↑   Maurizio Virdis, Plasticità costruttiva della frase sarda (e la posizione del Soggetto), su Academia, Rivista de filologia romanica, 2000. URL consultato il 4 maggio 2024.
7. 1 2   Legge 482, su camera.it. URL consultato il 25 novembre 2015 (archiviato dall'url originale il 12 maggio 2015).
8. 1 2   Legge Regionale 15 ottobre 1997, n. 26-Regione Autonoma della Sardegna – Regione Autònoma de Sardigna, su regione.sardegna.it. URL consultato il 25 novembre 2015 (archiviato dall'url originale il 26 febbraio 2021).
9. 1 2   Legge Regionale 3 luglio 2018, n. 22-Regione autonoma della Sardegna – Regione Autònoma de Sardigna, su regione.sardegna.it. URL consultato il 25 novembre 2015.
10. ↑   United Nations Human Rights. Universal Declaration of Human Rights in Sardinian language..
11. ↑   Regione Autonoma della Sardegna, LIMBA SARDA COMUNA - Norme linguistiche di riferimento a carattere sperimentale per la lingua scritta dell’Amministrazione regionale (PDF),  pp. 6, 7, 55.
«in altri casi, per salvaguardare la
distintività del sardo, si è preferita la soluzione centro-settentrionale, come nel caso di limba, chena, iscola,
ecc..»
12. ↑  Riconoscendo l'arbitrarietà delle definizioni, nella nomenclatura delle voci viene usato il termine "lingua" in accordo alle norme ISO 639-1, 639-2 o 639-3. Negli altri casi, viene usato il termine "dialetto".
13. ↑  «Da G. I. Ascoli in poi, tutti i linguisti sono concordi nell'assegnare al sardo un posto particolare fra gl'idiomi neolatini per i varî caratteri che lo distinguono non solo dai dialetti italiani, ma anche dalle altre lingue della famiglia romanza, e che appaiono tanto nella fonetica, quanto nella morfologia e nel lessico.» R. Almagia et al.,  Sardegna in "Enciclopedia Italiana" (1936)., Treccani, "Parlari".
14. ↑  Leopold Wagner, Max.  La lingua sarda, a cura di Giulio Paulis (archiviato dall'url originale il 26 gennaio 2016). - Ilisso
15. ↑   Manuale di linguistica sarda., 2017, A cura di Eduardo Blasco Ferrer, Peter Koch, Daniela Marzo. Manuals of Romance Linguistics, De Gruyter Mouton, p. 209.
16. 1 2  «Il sardo rappresenta un insieme dialettale fortemente originale nel contesto delle varietà neolatine e nettamente differenziato rispetto alla tipologia italoromanza, e la sua originalità come gruppo a sé stante nell’ambito romanzo è fuori discussione.» Toso, Fiorenzo. Lingue sotto il tetto d'Italia. Le minoranze alloglotte da Bolzano a Carloforte - 8. Il sardo, su treccani.it.
17. 1 2  «La nozione di alloglossia viene comunemente estesa in Italia anche al sistema dei dialetti sardi, che si considerano come un gruppo romanzo autonomo rispetto a quello dei dialetti italiani.»  Fiorenzo Toso, Minoranze linguistiche, su treccani.it, Treccani, 2011.
18. ↑  L. 15 dicembre 1999, n. 482 - Norme in materia di tutela delle minoranze linguistiche storiche
19. ↑  L'UNESCO e la diversità linguistica. Il caso dell'Italia
20. 1 2  «With some 1,6 million speakers, Sardinia is the largest minority language in Italy. Sardinians form an ethnic minority since they show a strong awareness of being an indigenous group with a language and a culture of their own. Although Sardinian appears to be recessive in use, it is still spoken and understood by a majority of the population on the island». Kurt Braunmüller, Gisella Ferraresi (2003). Aspects of multilingualism in European language history. Amsterdam/Philadelphia: University of Hamburg. John Benjamins Publishing Company. p. 238
21. ↑  «Nel 1948 la Sardegna diventa, anche per le sue peculiarità linguistiche, Regione Autonoma a statuto speciale. Tuttavia a livello politico, ufficiale, non cambia molto per la minoranza linguistica sarda, che, con circa 1,2 milioni di parlanti, è la più numerosa tra tutte le comunità alloglotte esistenti sul territorio italiano». De Concini, Wolftraud (2003). Gli altri d'Italia : minoranze linguistiche allo specchio, Pergine Valsugana: Comune, p. 196.
22. ↑   Lingue di Minoranza e Scuola, Sardo, su minoranze-linguistiche-scuola.it. URL consultato il 15 aprile 2019 (archiviato dall'url originale il 16 ottobre 2018).
23. 1 2   Inchiesta ISTAT 2000 (PDF), su portal-lem.com,  pp. 105-107.
24. ↑   What Languages are Spoken in Italy?, su worldatlas.com.
25. ↑   Andrea Corsale e Giovanni Sistu, Sardegna: geografie di un'isola, Milano, Franco Angeli, 2019,  p. 188.
26. ↑  «Sebbene in continua diminuzione, i sardi costituiscono tuttora la più grossa minoranza linguistica dello stato italiano con ca. 1 000 000 di parlanti stimati (erano 1 269 000 secondo le stime basate sul censimento del 2001)». Lubello, Sergio (2016). Manuale Di Linguistica Italiana, De Gruyter, Manuals of Romance linguistics, p. 499
27. ↑   Durk Gorter et al., Minority Languages in the Linguistic Landscape, Palgrave Macmillan, 2012,  p. 112.
28. ↑   Roberto Bolognesi, Un programma sperimentale di educazione linguistica in Sardegna (PDF), su comune.lode.nu.it, 2000,  p. 120. URL consultato il 19 giugno 2022 (archiviato dall'url originale il 26 marzo 2023).
29. ↑  Cfr. Leonardo Sole, Lingua e cultura in Sardegna. La situazione sociolinguistica, 1988
30. ↑  Stefania Tufi, Language Ideology and Language Maintenance: The Case of Sardinia. International Journal of the Sociology of Language 2013, pp. 145–60
31. ↑  cfr. Atteggiamenti linguistici degli studenti sardi nei confronti della lingua sarda e della lingua italiana, Piergiorgio Mura, Università Ca' Foscari Venezia
32. 1 2   Andrea Costale, Giovanni Sistu, Surrounded by Water: Landscapes, Seascapes and Cityscapes of Sardinia, Cambridge Scholars Publishing, 2016,  p. 123.
33. ↑   ISTAT, lingue e dialetti, tavole (XLSX).
34. 1 2  La Nuova Sardegna, 04/11/10, Per salvare i segni dell'identità - di Paolo Coretti
35. ↑   Giuseppe Corongiu, La politica linguistica per la lingua sarda, in Maccani, Lucia; Viola, Marco. Il valore delle minoranze. La leva ordinamentale per la promozione delle comunità di lingua minoritaria, Trento, Provincia Autonoma di Trento, 2010,  p. 122.
36. 1 2 3 4   Roberto Bolognesi, Un programma sperimentale di educazione linguistica in Sardegna (PDF), su comune.lode.nu.it, 2000,  p. 126. URL consultato il 19 giugno 2022 (archiviato dall'url originale il 26 marzo 2023).
37. ↑  Lai, Rosangela. 2018. "Language Planning and Language Policy in Sardinia". Language Problems & Language Planning. 42(1): 70-88. ISSN 0272-2690, E-ISSN 1569-9889 DOI: https://doi.org/10.1075/lplp.00012.lai, p. 73
38. ↑   Martin Harris, Nigel Vincent, The Romance languages, London, New York, 2003,  p. 21.
39. ↑  «If present trends continue, it is possible that within a few generations the regional variety of Italian will supplant Sardinian as the popular idiom and that linguists of the future will be obliged to refer to Sardinian only as a substratal influence which has shaped a regional dialect of Italian rather than as a living language descended directly from Latin.»  Martin Harris, Nigel Vincent, The Romance languages, London, New York, 2003,  p. 349.
40. 1 2 3 4  Il sardo, così vicino, così lontano. Treccani
41. ↑  Koryakov Y.B. Atlas of Romance languages. Mosca, 2001
42. ↑  «Sorge ora la questione se il sardo si deve considerare come un dialetto o come una lingua. È evidente che esso è, politicamente, uno dei tanti dialetti dell'Italia, come lo è anche, p. es., il serbo-croato o l'albanese parlato in vari paesi della Calabria e della Sicilia. Ma dal punto di vista linguistico la questione assume un altro aspetto. Non si può dire che il sardo abbia una stretta parentela con alcun dialetto dell'italiano continentale; è un parlare romanzo arcaico e con proprie spiccate caratteristiche, che si rivelano in un vocabolario molto originale e in una morfologia e sintassi assai differenti da quelle dei dialetti italiani». Max Leopold Wagner (1950-1997). La lingua sarda. Storia, spirito e forma. Ilisso. Nuoro, pp. 90-91.
43. ↑  Carlo Tagliavini (1982). Le origini delle lingue neolatine. Bologna: Patron. p. 122.
44. ↑  Rebecca Posner, John N. Green (1982). Language and Philology in Romance. Mouton Publishers. L'Aja, Parigi, New York. pp. 171 ss.
45. ↑  cfr.  Ti Alkire, Carol Rosen, Romance Languages: A Historical Introduction, Cambridge University Press, 2010.
46. ↑  «L'aspetto che più risulta evidente è la grande conservatività, il mantenimento di suoni che altrove hanno subito notevoli modificazioni, per cui si può dire che anche foneticamente il sardo è fra tutti i parlari romanzi quello che è rimasto più vicino al latino, ne è il continuatore più genuino.»  Francesco Mameli, Il logudorese e il gallurese, Soter, 1998,  p. 11.
47. ↑   Sardegna, isola del silenzio, Manlio Brigaglia, su mclink.it. URL consultato il 24 maggio 2016 (archiviato dall'url originale il 10 maggio 2017).
48. ↑   Mario Pei, A New Methodology for Romance Classification, in WORD, vol. 5, n. 2, 1949,  pp. 135-146, DOI:10.1080/00437956.1949.11659494, ISSN 0043-7956 (WC · ACNP).
49. ↑  «Il fondo della lingua sarda di oggi è il latino. La Sardegna è il solo paese del mondo in cui la lingua dei Romani si sia conservata come lingua viva. Questa circostanza ha molto facilitato le mie ricerche nell’isola, perché almeno la metà dei pastori e dei contadini non conoscono l’italiano.»  Maurice Le Lannou, a cura di Manlio Brigaglia, Pastori e contadini in Sardegna, Cagliari, Edizioni della Torre, 1941-1979,  p. 279.
50. ↑  «Prima di tutto, la neonata lingua sarda ingloba un consistente numero di termini e di cadenze provenienti da una lingua originaria preromana, che potremmo chiamare "nuragica".»  Salvatore Tola, La Letteratura in Lingua sarda. Testi, autori, vicende, Cagliari, CUEC, 2006,  p. 9.
51. 1 2 3  Heinz Jürgen Wolf, p. 20.
52. ↑   Archivio glottologico italiano, vol. 53-54, 1968,  p. 209.
53. ↑  A.A., Atti del VI [i.e. Sesto] Congresso internazionale di studi sardi, 1962, p. 5
54. ↑   Giovanni Lilliu, La civiltà dei Sardi. Dal Paleolitico all'età dei nuraghi, Nuova ERI, 1988,  p. 269.
55. ↑  Yakov Malkiel (1947). Romance Philology, v.1, p. 199
56. ↑  «Il Sardo ha una sua speciale fisionomia ed individualità che lo rende, in certo qual modo, il più caratteristico degli idiomi neolatini; e questa speciale individualità del Sardo, come lingua di tipo arcaico e con una fisionomia inconfondibile, traspare già fin dai più antichi testi.» Carlo Tagliavini (1982). Le origini delle lingue neolatine. Bologna: Patron. p. 388.
57. ↑  «Fortemente isolati rispetto ai tre gruppi maggiori stanno il sardo e, nel settentrione, il ladino, entrambi considerati come formazioni autonome rispetto al complesso dei dialetti italoromanzi.»  Tullio de Mauro, Storia linguistica dell'Italia unita, Editori Laterza, 1991,  p. 21.
58. 1 2 3 4 5 6   Fiorenzo Toso, 2.3, in Le minoranze linguistiche in Italia, Bologna, Società editrice Il Mulino, 2008, ISBN 9788815361141.
59. ↑  Cristopher Moseley, Atlas of the World's languages in Danger, 3rd edition, Paris, UNESCO Publishing, p. 39
60. ↑  Max Leopold Wagner (1952). Il Nome Sardo del Mese di Giugno (Lámpadas) e i Rapporti del Latino d'Africa con quello della Sardegna. Italica, 29 (3), 151-157. doi:10.2307/477388
61. ↑  «Non vi è dubbio che vi erano rapporti più stretti tra la latinità dell'Africa settentrionale e quella della Sardegna. Senza parlare della affinità della razza e degli elementi libici che possano ancora esistere in sardo, non bisogna dimenticare che la Sardegna rimase, durante vari secoli, alle dipendenze dell'esarcato africano». Wagner, M. (1952). Il Nome Sardo del Mese di Giugno (Lámpadas) e i Rapporti del Latino d'Africa con quello della Sardegna. Italica, 29 (3), 152. doi:10.2307/477388
62. ↑  Paolo Pompilio (1455-91): «ubi pagani integra pene latinitate loquuntur et, ubi uoces latinae franguntur, tum in sonum tractusque transeunt sardinensis sermonis, qui, ut ipse noui, etiam ex latino est» ("ove gli abitanti parlano un latino quasi intatto e, quando le parole latine si corrompono, passano allora ai suoni e tratti della lingua sarda, che, da quanto ne so, deriva anch'essa dal latino")». Citato in  Michele Loporcaro, Vowel Length from Latin to Romance, Oxford University Press, 2015,  p. 48.
63. ↑  Traduzione offerta da Michele Amari: «I sardi sono di schiatta RUM AFARIQAH (latina d'Africa), berberizzanti. Rifuggono (dal consorzio) di ogni altra nazione di RUM: sono gente di proposito e valorosa, che non lascia mai l'arme.» Nota di Mohamed Mustafa Bazama: «Questo passo, nel testo arabo, è un poco differente, traduco qui testualmente: "gli abitanti della Sardegna, in origine sono dei Rum Afariqah, berberizzanti, indomabili. Sono una (razza a sé) delle razze dei Rum. [...] Sono pronti al richiamo d'aiuto, combattenti, decisivi e mai si separano dalle loro armi (intende guerrieri nati).»  Mohamed Mustafa Bazama, Arabi e sardi nel Medioevo, Cagliari, Editrice democratica sarda, 1988,  pp. 17, 162.
64. ↑  «Wa ahl Ğazīrat Sardāniya fī aṣl Rūm Afāriqa mutabarbirūn mutawaḥḥišūn min ağnās ar-Rūm wa hum ahl nağida wa hazm lā yufariqūn as-silāḥ‎».  Contu, Giuseppe. Sardinia in Arabic sources (PDF), su eprints.uniss.it. URL consultato il 23 aprile 2022 (archiviato dall'url originale il 25 febbraio 2021). Annali della Facoltà di Lingue e Letterature Straniere dell'Università di Sassari, Vol. 3 (2003 pubbl. 2005), p. 287-297. ISSN 1828-5384
65. ↑   Attilio Mastino, Storia della Sardegna antica, Edizioni Il Maestrale, 2005,  p. 83.
66. ↑  «I sardi, popolo di razza latina africana piuttosto barbaro, che vive appartato dal consorzio delle altre genti latine, sono intrepidi e risoluti; essi non abbandonano mai le armi.»  Al Idrisi, traduzione e note di Umberto Rizzitano, Il Libro di Ruggero. Il diletto di chi è appassionato per le peregrinazioni attraverso il mondo, Palermo, Flaccovio Editore, 2008.
67. ↑   Luigi Pinelli, Gli Arabi e la Sardegna : le invasioni arabe in Sardegna dal 704 al 1016, Cagliari, Edizioni della Torre, 1977,  p. 30, 42.
68. ↑   J.N. Adams, The Regional Diversification of Latin 200 BC - AD 600, Cambridge University Press, 2007,  p. 576, ISBN 978-1-139-46881-7.
69. ↑  «Wagner prospetta l’ipotesi che la denominazione sarda, identica a quella berbera, sia una reminiscenza atavica di lontane tradizioni comuni e così commenta (p. 277): "Parlando delle sopravvivenze celtiche, dice il Bertoldi: «Come nell’Irlanda odierna, anche nella Gallia antica una maggiore cedevolezza della “materia” linguistica, suoni e forme, rispetto allo “spirito” che resiste più tenace». Questo vale forse anche per la Sardegna; antichissime usanze, superstizioni, leggende si mantengono più saldamente che non i fugaci fenomeni linguistici".»  Max Leopold Wagner, La lingua sarda, Nuoro, Ilisso, 1951–1997,  p. 10.
70. ↑   Giovanni Battista Pellegrini, Carta dei dialetti d'Italia, Pisa, Pacini, 1977,  p. 17, 34.
71. ↑  Pellegrini, Giovanni Battista (1970). La classificazione delle lingue romanze e i dialetti italiani, in Forum Italicum, IV, pp.211-237
72. ↑  Pellegrini, Giovanni Battista (1972). Saggi sul ladino dolomitico e sul friulano, Bari, pp.239-268
73. ↑  Pellegrini, Giovanni Battista (1975). I cinque sistemi dell'italo-romanzo, in Saggi di linguistica italiana. Storia, struttura, società, Torino, Boringhieri.
74. ↑   Bernardino Biondelli, Studi linguistici, Milano, Giuseppe Bernardoni, 1856,  p. 189.)
75. ↑  Antonietta Dettori, Dialetti sardi, Treccani
76. ↑  Max Leopold Wagner (1951). La lingua sarda, Bem, Francke, pp. 59-61
77. ↑  Matteo Bartoli (1903). Un po' di sardo, in Archeografo triestino XXIX, pp. 129-151
78. ↑  Pier Enea Guarnerio (1905). Il sardo e il corso in una nuova classificazione delle lingue romanze, in Archivio Glottologico Italiano, 16, pp. 491-516
79. ↑  «In earlier times Sardinian probably was spoken in Corsica, where Corsican (Corsu), a Tuscan dialect of Italian, is now used (although French has been Corsica’s official language for two centuries).»  Sardinian language, Encyclopedia Britannica.
80. ↑  «Evidence from early manuscripts suggests that the language spoken throughout Sardinia, and indeed Corsica, at the end of the Dark Ages was fairly uniform and not very different from the dialects spoken today in the central (Nuorese) areas.» Martin Harris, Nigel Vincent (2000). The Romance languages. London and New York: Routledge. p. 315.
81. ↑  «Sardinian is the only surviving Southern Romance language which was also spoken in former times on the island of Corsica and the Roman province of North Africa.»  Georgina Ashworth, World Minorities, vol. 2, Quartermaine House, 1977,  p.  109..
82. ↑   Jean-Marie Arrighi, Histoire de la langue corse, Paris, Gisserot, 2002,  p. 39.
83. ↑   Eduardo Blasco Ferrer, Peter Koch, Daniela Marzo, Manuale di linguistica sarda. Manuals of Romance linguistics, De Gruyter Mouton, 2017,  p. 321.
84. ↑  Brenda Man Qing Ong, Francesco Perono Cacciafoco, Unveiling the Enigmatic Origins of Sardinian Toponyms, Languages, 2021-2022.
85. 1 2   Sardinian intonational phonology: Logudorese and Campidanese varieties, Maria Del Mar Vanrell, Francesc Ballone, Carlo Schirru, Pilar Prieto (PDF).
86. ↑   Massimo Pittau, Sardo, Grafia, su pittau.it.
87. ↑  «Nel caso del sardo, essa ha prodotto la esistenza non di una, ma di due lingue sarde, il "logudorese" e il "campidanese". La sua costruzione storica ha origini ben precise e ricostruibili. Nel periodo di esistenza del Regno di Sardegna, l'Isola era suddivisa in due Governatorati, il Capo di Sopra e il Capo di Sotto. Nel XVIII secolo, il naturalista Francesco Cetti, mandato da Torino a studiare la fauna e la natura della Sardegna, e quindi a mappare anche i Sardi, riprese la partizione amministrativa da un celebre commentario cinquecentesco della Carta de Logu utilizzato in ambienti governativi, e la traslò in ambito linguistico. Se esisteva il Capo di Su e il Capo di Sotto, doveva pur esistere un sardo di Su e un sardo di Sotto. Il primo lo denominò logudorese, e il secondo campidanese.»  Paolo Caretti et al., Regioni a statuto speciale e tutela della lingua, G. Giappichelli Editore, 2017,  p. 79.
88. ↑   Marinella Lőrinczi, Confini e confini. Il valore delle isoglosse (a proposito del sardo) (PDF), su people.unica.it,  p. 9.
89. ↑   Eduardo Blasco Ferrer, Peter Koch, Daniela Marzo, Manuale di linguistica sarda. Manuals of Romance linguistics, De Gruyter Mouton, 2017,  p. 16.
90. ↑   Roberto Bolognesi, Le identità linguistiche dei sardi, Cagliari, Condaghes, 2013,  p. 137.
91. 1 2  «In altre parole, queste divisioni del sardo in logudorese e campidanese sono basate unicamente sulla necessità - chiarissima nel Cetti - di arrivare comunque a una divisione della Sardegna in due "capi". […] La grande omogeneità grammaticale del sardo viene ignorata, per quanto riguarda gli autori tradizionali, in parte per mancanza di cultura linguistica, ma soprattutto per la volontà, riscontrata esplicitamente in Spano e Wagner, di dividere il sardo e i sardi in varietà "pure" e "spurie". In altri termini, la divisione del sardo in due varietà nettamente distinte è frutto di un approccio ideologico alla variazione dialettale in Sardegna».  Roberto Bolognesi, Le identità linguistiche dei sardi, Cagliari, Condaghes, 2013,  p. 141.
92. ↑   Roberto Bolognesi, Le identità linguistiche dei sardi, Cagliari, Condaghes, 2013,  p. 138.
93. ↑   Roberto Bolognesi, Le identità linguistiche dei sardi, Cagliari, Condaghes, 2013,  p. 93.
94. ↑   Una lingua unitaria che non ha bisogno di standardizzazioni, Roberto Bolognesi.
95. ↑  Contini, Michel (1987). Ètude de géographie phonétique et de phonétique instrumentale du sarde, Edizioni dell'Orso, Cagliari
96. ↑  Bolognesi R. & Heeringa W., 2005, Sardegna fra tante lingue. Il contatto linguistico in Sardegna dal Medioevo a oggi, Condaghes, Cagliari
97. 1 2  «Queste pretese barriere sono costituite da una manciata di fenomeni lessicali e fonetico-morfologici che, comunque, non impediscono la mutua comprensibilità tra parlanti di diverse varietà del sardo. Detto questo, bisogna ripetere che le varie operazioni di divisione del sardo in due varietà sono tutte basate quasi esclusivamente sull'esistenza di pronunce diverse di lessemi (parole e morfemi) per il resto uguali. […] Come si è visto, non solo la sintassi di tutte le varietà del sardo è praticamente identica, ma la quasi totalità delle differenze morfologiche è costituita da differenze, in effetti, lessicali e la percentuale di parole realmente differenti si aggira intorno al 10% del totale.»  Roberto Bolognesi, Le identità linguistiche dei sardi, Cagliari, Condaghes, 2013,  p. 141.
98. ↑  Cf.  Karl Jaberg, Jakob Jud, Sprach- und Sachatlas Italiens und der Südschweiz, vol. 8, Zofingen, Ringier, 1928.
99. ↑  «Noi ci atterremo alla partizione ormai classica che divide il Sardo in tre principali dialetti: il Campidanese, il Nuorese, il Logudorese».  Maurizio Virdis, Fonetica del dialetto sardo campidanese, Cagliari, Edizioni Della Torre, 1978,  p. 9.
100. ↑  Cf.  Maria Teresa Atzori, Sardegna, Pisa, Pacini, 1982.
101. ↑   Günter Holtus, Michael Metzeltin, Christian Scmitt, Lexicon der romanistischen Linguistik, vol. 4, Tübingen, Niemeyer,  pp. 897-913.
102. ↑  Stima su un campione di 2715 interviste:  Anna Oppo, Le lingue dei sardi (PDF). URL consultato il 15 ottobre 2009 (archiviato dall'url originale il 7 gennaio 2018).
103. ↑   Perché si parla catalano ad Alghero? - Corpus Oral de l'Alguerès.
104. ↑   La minoranza negata: i Tabarchini, Fiorenzo Toso - Treccani.
105. ↑  Meyer Lübke, Grammatica storica della lingua italiana e dei dialetti toscani, 1927, riduzione e traduzione di M. Bartoli, Torino, Loesher, 1972, p. 216. Sta in Francesco Bruni, op. cit., 1992 e 1996, p. 562.
106. ↑  «Le lingue che si parlano in Sardegna si possono dividere in istraniere, e nazionali. Straniera totalmente è la lingua d'Algher, la quale è la catalana, a motivo che Algher medesimo è una colonia di Catalani. Straniera pure si deve avere la lingua che si parla in Sassari, Castelsardo e Tempio; è un dialetto italiano, assai più toscano, che non la maggior parte de’ medesimi dialetti d'Italia.»  Francesco Cetti, Storia naturale della Sardegna. I quadrupedi, Sassari, 1774.
107. ↑   Giovanni Floris, L'uomo in Sardegna: aspetti di antropobiologia ed ecologia umana, Sestu, Zonza, 1998,  p. 207.
108. ↑  Cfr.  Francesco Mameli, Il logudorese e il gallurese, Villanova Monteleone, Soter editrice, 1998.
109. ↑  Mauro Maxia, Studi sardo-corsi, 2010, p.69
110. ↑  Francesco Bruni, op. cit., 1992 e 1996. p. 562.
111. ↑   Le lingue dei Sardi (PDF)., Sito della Regione Autonoma della Sardegna, Anna Oppo (curatrice del rapporto finale) e AA. Vari (Giovanni Lupinu, Alessandro Mongili, Anna Oppo, Riccardo Spiga, Sabrina Perra, Matteo Valdes), Cagliari, 2007, p. 69.
112. ↑  Eduardo Blasco Ferrer (2010), pp. 137-152.
113. ↑   Mary Carmen Iribarren Argaiz, Los vocablos en -rr- de la lengua sarda, su dialnet.unirioja.es, 16 aprile 2017.
114. ↑  «Sardinia was under the control of Carthage from around 500BC. It was conquered by Rome in 238/7 BC, but was isolated and apparently despised by the Romans, and Romanisation was not rapid.» James Noel Adams (9 January 2003). Bilingualism and the Latin Language. Cambridge University Press. p. 209. ISBN 9780521817714
115. ↑  «Although it is an established historical fact that Roman dominion over Sardinia lasted until the fifth century, it has been argued, on purely linguistic grounds, that linguistic contact with Rome ceased much earlier than this, possibly as early as the first century BC.» Martin Harris, Nigel Vincent (2000). The Romance languages. London and New York: Routledge. p. 315
116. ↑  Ignazio Putzu, "La posizione linguistica del sardo nel contesto mediterraneo", in Neues aus der Bremer Linguistikwerkstatt: aktuelle Themen und Projekte, ed. Cornelia Stroh (Bochum: Universitätsverlag Dr. N. Brockmeyer, 2012), 183.
117. ↑  «The last to use that idiom, the inhabitants of the Barbagia, renounced it in the 7th century together with paganism in favor of Latin, still an archaic substratum in the Sardinian language.» Proceedings, VII Congress, Boulder-Denver, Colorado, August 14-September 19, 1965, International Association for Quaternary Research, Indiana University Press, p. 28.
118. ↑  «E viceversa gli scrittori romani giudicavano la Sardegna una terra malsana, dove dominava la pestilentia (la malaria), abitata da popoli di origine africana ribelli e resistenti, impegnati in latrocinia ed in azioni di pirateria che si spingevano fino al litorale etrusco; un luogo terribile, scarsamente urbanizzato, destinato a diventare nei secoli la terra d’esilio per i condannati ad metalla».  Attilio Mastino, Storia della Sardegna antica, 2ª ed., Il Maestrale, 2009,  pp. 15-16.
119. ↑  «Cicerone in particolare odiava i Sardi per il loro colorito terreo, per la loro lingua incomprensibile, per l’antiestetica mastruca, per le loro origini africane e per l’estesa condizione servile, per l’assenza di città alleate dei Romani, per il rapporto privilegiato dei Sardi con l’antica Cartagine e per la resistenza contro il dominio di Roma.»  Attilio Mastino, Storia della Sardegna antica, 2ª ed., Il Maestrale, 2009,  p. 16.
120. ↑  Heinz Jürgen Wolf, pp. 19-20.
121. 1 2   Giovanni Lupinu, Storia della lingua sarda (PDF), su vatrarberesh.it, 19 aprile 2017.
122. ↑   Michele Loporcaro, Profilo linguistico dei dialetti italiani, Editori Laterza, 2009,  p. 170.
123. ↑  Per una lista di vocaboli considerati ormai già desueti all'epoca di Varrone, cf.  Eduardo Blasco Ferrer, Peter Koch, Daniela Marzo, Manuale di linguistica sarda. Manuals of Romance linguistics, De Gruyter Mouton, 2017,  pp. 89-90.
124. ↑  (HU) András Bereznay, Erdély történetének atlasza, Méry Ratio, 2011,  p. 63, ISBN 978-80-89286-45-4.
125. ↑  F.C.Casùla(1994), p. 110.
126. ↑   Huiying Zhang, From Latin to the Romance languages: A normal evolution to what extent? (PDF), in Quarterly Journal of Chinese Studies, vol. 3, n. 4, 2015,  pp. 105-111. URL consultato il 1º febbraio 2019 (archiviato dall'url originale il 19 gennaio 2018).
127. ↑  «Dopo la dominazione vandalica, durata ottanta anni, la Sardegna ritornava di nuovo all’impero, questa volta a quello d’Oriente. Anche sotto i Bizantini la Sardegna rimase alle dipendenze dell’esarcato africano, ma l’amministrazione civile fu separata da quella militare; alla prima fu preposto un praeses, alla seconda un dux; tutti e due erano alle dipendenze del praefectus praetorii e del magister militum africani.»  Max Leopold Wagner, La lingua sarda, Nuoro, Ilisso, 1951–1997,  p. 64.
128. ↑   Francesco Cesare Casula, Breve storia della scrittura in Sardegna. La "documentaria" nell'epoca aragonese, Editrice Democratica Sarda, 1978,  p. 46, 48.
129. 1 2 3   Luigi Pinelli, Gli Arabi e la Sardegna : le invasioni arabe in Sardegna dal 704 al 1016, Cagliari, Edizioni della Torre, 1977,  p. 16.
130. ↑  M. Wescher e M. Blancard, Charte sarde de l’abbaye de Saint-Victor de Marseille écrite en caractères grecs, in "Bibliothèque de l’ École des chartes", 35 (1874), pp. 255–265.
131. ↑   Alessandro Soddu, Paola Crasta, Giovanni Strinna, Un’inedita carta sardo-greca del XII secolo nell’Archivio Capitolare di Pisa (PDF).
132. ↑   Privilegio Logudorese, su it.wikisource.org. URL consultato il 1º ottobre 2017.
133. ↑   Max Leopold Wagner, La lingua sarda, Nuoro, Ilisso, 1951–1997,  p. 180.
134. ↑   Luigi Pinelli, Gli Arabi e la Sardegna : le invasioni arabe in Sardegna dal 704 al 1016, Cagliari, Edizioni della Torre, 1977,  p. 30.
135. ↑   Max Leopold Wagner, La lingua sarda, Nuoro, Ilisso, 1951–1997,  p. 65.
136. ↑  Cfr.  Francesco Cesare Casula, Glossario di autonomia Sardo-Italiana. Presentazione del 2007 di Francesco Cossiga, Logus, 2013, ISBN 9788898062140.
137. ↑   Francesco Cesare Casula, Breve storia della scrittura in Sardegna. La "documentaria" nell'epoca aragonese, Editrice Democratica Sarda, 1978,  p. 49.
138. ↑   Francesco Cesare Casula, Breve storia della scrittura in Sardegna. La "documentaria" nell'epoca aragonese, Editrice Democratica Sarda, 1978,  p. 49, 64.
139. ↑  «La lingua sarda acquisì dignità di lingua nazionale già dall'ultimo scorcio del secolo XI quando, grazie a favorevoli circostanze storico-politiche e sociali, sfuggì alla limitazione dell'uso orale per giungere alla forma scritta, trasformandosi in volgare sardo».  Cecilia Tasca, Manoscritti e lingua sarda, Cagliari, La memoria storica, 2003,  p. 15.
140. ↑  «I Sardi inoltre sono i primi fra tutti i popoli di lingua romanza a fare della lingua comune della gente, la lingua ufficiale dello Stato, del Governo…»  Mario Puddu, Istoria de sa limba sarda, Selargius, Ed. Domus de Janas, 2002,  p. 14.
141. ↑   Gian Giacomo Ortu, La Sardegna dei Giudici, Il Maestrale, 2005,  p. 264.
142. ↑  Maurizio Virdis, Le prime manifestazioni della scrittura nel cagliaritano, in Judicalia, Atti del Seminario di Studi Cagliari 14 dicembre 2003, a cura di B. Fois, Cagliari, Cuec, 2004, pp. 45-54.
143. ↑  «Un caso unico - e a parte - nel dominio romanzo è costituito dalla Sardegna, in cui i documenti giuridici incominciano ad essere redatti interamente in volgare già alla fine dell'XI secolo e si fanno più frequenti nei secoli successivi. [...] L'eccezionalità della situazione sarda nel panorama romanzo consiste - come si diceva - nel fatto che tali testi sono stati scritti sin dall'inizio interamente in volgare. Diversamente da quanto succede a questa altezza cronologica (e anche dopo) in Francia, in Provenza, in Italia e nella Penisola iberica, il documento sardo esclude del tutto la compresenza di volgare e latino. (...) il sardo era usato prevalentemente in documenti a circolazione interna, il latino in documenti che concernevano il rapporto con il continente.» Lorenzo Renzi, Alvise Andreose, Manuale di linguistica e filologia romanza, Il Mulino, 2009,  pp. 256-257.
144. ↑   Livio Petrucci, Il problema delle Origini e i più antichi testi italiani, in Storia della lingua italiana, vol. 3, Torino, Einaudi,  p. 58.
145. ↑   Francesco Cesare Casula, Breve storia della scrittura in Sardegna. La "documentaria" nell'epoca aragonese, Editrice Democratica Sarda, 1978,  p. 50.
146. 1 2   Salvatore Tola, La Letteratura in Lingua sarda. Testi, autori, vicende, Cagliari, CUEC, 2006,  p. 11.
147. 1 2  «Sardos etiam, qui non Latii sunt sed Latiis associandi videntur, eiciamus, quoniam soli sine proprio vulgari esse videntur, gramaticam tanquam simie homines imitantes: nam domus nova et dominus meus locuntur.»  Dantis Alagherii De Vulgari Eloquentia., Liber Primus, The Latin Library (Lib. I, XI, 7)
148. 1 2  «Eliminiamo anche i Sardi (che non sono Italiani, ma sembrano accomunabili agli Italiani) perché essi soli appaiono privi di un volgare loro proprio e imitano la "gramatica" come le scimmie imitano gli uomini: dicono infatti "domus nova" e "dominus meus".»  De Vulgari Eloquentia. URL consultato il 9 giugno 2019 (archiviato dall'url originale l'11 aprile 2018)., parafrasi e note a cura di Sergio Cecchin. Edizione di riferimento: Opere minori di Dante Alighieri, vol. II, UTET, Torino 1986
149. 1 2   Marinella Lőrinczi, La casa del signore. La lingua sarda nel De vulgari eloquentia (PDF).
150. ↑   Domna, tant vos ai preiada (BdT 392.7), vv. 74-75.
151. ↑  Leopold Wagner, Max.  La lingua sarda, a cura di Giulio Paulis (archiviato dall'url originale il 26 gennaio 2016). - Ilisso, pp.78
152. ↑  Salvi, Sergio. Le lingue tagliate: storia delle minoranze linguistiche in Italia, Rizzoli, 1975, p. 195
153. ↑  Rebecca Posner, John N. Green (1982). Language and Philology in Romance. Mouton Publishers. p. 178
154. ↑   Alberto Varvaro, Identità linguistiche e letterarie nell'Europa romanza, Roma, Salerno Editrice,  p. 231, ISBN 8884024463.
155. ↑   Le sarde, una langue normale - Jean-Pierre Cavaillé.
156. ↑  Dittamondo III XII 56 ss.
157. ↑  Archivio Cassinense Perg. Caps. XI, n. 11 " e "TOLA P., Codice Diplomatico della Sardegna, I, Sassari, 1984, p. 153
158. ↑   Giovanni Strinna, La carta di Nicita e la clausula defensionis (PDF).
159. ↑   Corrado Zedda, Raimondo Pinna, (2009) La Carta del giudice cagliaritano Orzocco Torchitorio, prova dell'attuazione del progetto gregoriano di riorganizzazione della giurisdizione ecclesiastica della Sardegna. Collana dell'Archivio storico e giuridico sardo di Sassari. Nuova serie, 10 Todini, Sassari. (PDF), su archiviogiuridico.it. URL consultato il 2 ottobre 2017 (archiviato dall'url originale il 4 marzo 2016).
160. ↑  Il primo testo legislativo in lingua sarda
161. ↑   Testo completo, su nuraghe.eu.
162. 1 2   Salvatore Tola, La Letteratura in Lingua sarda. Testi, autori, vicende, Cagliari, CUEC, 2006,  p. 17.
163. ↑  «Ma, prescindendo dalle divergenze stilistiche e da altri particolari minori, si può dire che la lingua dei documenti antichi è assai omogenea e che, ad ogni modo, l’originaria unità della lingua sarda vi si intravede facilmente.»  Max Leopold Wagner, La lingua sarda, Nuoro, Ilisso, 1951-1997,  p. 84.
164. ↑   Carlo Tagliavini, Le origini delle lingue neolatine, Bologna, Patron, 1964,  p. 450.
165. 1 2   Eduardo Blasco Ferrer, Storia linguistica della Sardegna, Walter de Gruyter, 1º gennaio 1984,  p. 133, ISBN 978-3-11-132911-6. URL consultato il 6 marzo 2016.
166. ↑   Francesco Bruni, Storia della lingua italiana, Dall'Umbria alle Isole, vol. 2, Torino, Utet,  p. 582, ISBN 88-11-20472-0..
167. ↑  Antonietta Orunesu, Valentino Pusceddu (a cura di). Cronaca medioevale sarda: i sovrani di Torres, 1993, Astra, Quartu S. Elena, p. 11.
168. ↑  Tale indirizzo politico, poi palesatosi con la lunga guerra sardo-catalana, era già manifesto nel 1164 sotto la reggenza di Barisone I de Lacon-Serra, il cui sigillo recava le iscrizioni, di tipo decisamente "sardista" (Casula, Francesco Cesare. La scrittura in Sardegna dal nuragico ad oggi, Carlo Delfino Editore, p.91) Baresonus Dei Gratia Rei Sardiniee ("Barisone, per grazia di Dio Re di Sardegna") e Est vis Sardorum pariter regnum Populorum ("È la forza dei Sardi pari al regno dei Popoli").
169. 1 2  «I sardi di Arborea si allearono ai catalani per cacciare gli italiani. I pisani, battuti, lasciarono l'isola nel 1326. I genovesi seguirono la stessa sorte nel 1348. La nuova dominazione innesca però una sorta di rudimentale sentimento nazionale isolano. I sardi, cacciati finalmente i vecchi dominatori (gli italiani) intendono cacciare anche i catalani. Mariano IV di Arborea vuole infatti unificare l'isola sotto il suo scettro e impegna a tal punto le forze catalane che Pietro IV di Aragona è costretto a venire di persona nell'isola al comando di un nuovo esercito per consolidare la sua conquista.»  Sergio Salvi, Le lingue tagliate, Rizzoli, 1974,  p. 179.
170. ↑  «È evidente», scrive Francesco Cesare Casula, «che la diversità di lingua e forse un atteggiamento di superiorità nei confronti dei Sardi da parte degli Aragonesi mal accetto in generale e in particolare in un Paese che si considerava sovrano fece sì che l'Arborea si mantenesse fedele alla tradizione italiana ormai recepita da secoli e adattata alle esigenze locali.» Francesco Cesare Casula, Cultura e scrittura nell'Arborea al tempo della Carta de Logu, sta in Il mondo della Carta de Logu, Cagliari, 1979, 3 tomi, p. 71-109. La citazione si trova in: Francesco Bruni (direttore), AA.VV. Storia della lingua italiana, vol. II, Dall'Umbria alle Isole, Utet, Torino, 1992 e 1996, Garzanti, Milano, 1996, p. 581, ISBN 88-11-20472-0.
171. ↑  Lo studio delle fonti documentarie di Arborea effettuato da Francesco Cesare Casula rileverebbe, a detta dell'autore, non solo una qual certa influenza toscana, ma persino «un'affermazione di italianità». Francesco Cesare Casula, op. cit., 1979, p. 87; sta in Francesco Bruni (direttore), op. cit., vol II 1992 e 1996, p. 584.
172. ↑  Francesco Bruni (direttore), op. cit., vol. II, 1992 e 1996, p. 584-585.
173. ↑   Eduardo Blasco Ferrer, Storia linguistica della Sardegna, Tübingen, Niemeyer, 1984,  p. 132.
174. ↑   Francesco Cesare Casula, Breve storia della scrittura in Sardegna. La "documentaria" nell'epoca aragonese, Editrice Democratica Sarda, 1978,  p. 83.
175. ↑   Francesco Cesare Casula, Breve storia della scrittura in Sardegna. La "documentaria" nell'epoca aragonese, Editrice Democratica Sarda, 1978,  p. 57.
176. ↑  Francesco Cesare Casula sostiene che «chi non parlava o non capiva il sardo, per timore che fosse aragonese, veniva ucciso», riportando il caso di due giocolieri siciliani che, trovandosi a Bosa in quel periodo, furono aggrediti perché «creduti iberici per la loro lingua incomprensibile».  Francesco Cesare Casula, Breve storia della scrittura in Sardegna. La "documentaria" nell'epoca aragonese, Editrice Democratica Sarda, 1978,  pp. 56-57.
177. ↑  Cfr.  Francesco Cesare Casula, Le rivolte antiaragonesi nella Sardegna regnicola, 5, in Il Regno di Sardegna, vol. 1, Logus, ISBN 9788898062102.
178. ↑  Ibidem
179. ↑   Francesco Cesare Casula, Breve storia della scrittura in Sardegna. La "documentaria" nell'epoca aragonese, Editrice Democratica Sarda, 1978,  pp. 38-39.
180. ↑   Francesco Cesare Casula, Profilo storico della Sardegna catalano-aragonese, Cagliari, Edizioni della Torre, 1982,  p. 128.
181. ↑   Proto Arca Sardo; Maria Teresa Laneri, De bello et interitu marchionis Oristanei, Cagliari, CUEC, 2003. URL consultato il 17 marzo 2022 (archiviato dall'url originale il 4 agosto 2020).
182. ↑   Max Leopold Wagner, La lingua sarda. Storia, spirito e forma, Nuoro, Ilisso, 1997,  pp. 68-69.
183. ↑   Francesco Cesare Casula, Breve storia della scrittura in Sardegna. La "documentaria" nell'epoca aragonese, Cagliari, Editrice Democratica Sarda, 1978,  p. 29.
184. ↑   Francesco Cesare Casula, Breve storia della scrittura in Sardegna. La "documentaria" nell'epoca aragonese, Cagliari, Editrice Democratica Sarda, 1978,  p. 28.
185. ↑   Francesco Cesare Casula, La Sardegna catalano-aragonese, 6, in Il Regno di Sardegna, vol. 2, Logus, ISBN 9788898062102.
186. ↑  Francesco C. Casula, La storia di Sardegna, 1994, p. 424.
187. 1 2  «[I Sardi] parlano una loro lingua peculiare, il sardo, sia in versi che in prosa, e questo in particolare nel Capo del Logudoro ove è più pura, più ricca ed elegante. E giacché sono immigrati qui, e ogni giorno ve ne giungono altri per praticarvi il commercio, molti spagnoli (tarragonesi o catalani) e italiani, si parlano anche le lingue spagnola (tarragonese o catalana) e quella italiana, sicché in un medesimo popolo si dialoga in tutti questi idiomi. I Cagliaritani e gli Algheresi si esprimono però, in genere, nella lingua dei loro maggiori, cioè il catalano, mentre gli altri conservano quella autentica dei Sardi.» Testo originale: «[Sardi] Loquuntur lingua propria sardoa, tum ritmice, tum soluta oratione, praesertim in Capite Logudorii, ubi purior copiosior, et splendidior est. Et quia Hispani plures Aragonenses et Cathalani et Itali migrarunt in eam, et commerciorum caussa quotidie adventant, loquuntur etiam lingua hispanica et cathalana et italica; hisque omnibus linguis concionatur in uno eodemque populo. Caralitani tamen et Algharenses utuntur suorum maiorum lingua cathalana; alii vero genuinam retinent Sardorum linguam.»  Ioannes Franciscus Fara, De Chorographia Sardiniæ Libri duo. De Rebus Sardois Libri quatuor, Torino, Typographia regia, 1835-1580,  p. 51. Traduzione di Giovanni Lupinu, da Ioannis Francisci Farae (1992-1580), In Sardiniae Chorographiam, v.1, "Sulla natura e usi dei Sardi", Gallizzi, Sassari.
188. ↑   Max Leopold Wagner, La lingua sarda. Storia, spirito e forma, Nuoro, Ilisso, 1997,  p. 185.
189. 1 2 3   Francesco Manconi, La Sardegna al tempo degli Asburgo (secoli XVI-XVII), Il Maestrale, 2010,  p. 24.
190. ↑  Cfr.  J. Dexart, Capitula sive acta curiarum Regni Sardiniae, Calari, 1645. lib. I, tit. 4, cap. 1
191. ↑  «Tutta la popolazione sarda che non abitava le città e che era vassalla nei feudi era retta dalla Carta de Logu, promulgata da Eleonora d’Arborea verso il 1395 e dichiarata legge nazionale dei Sardi da Alfonso V nel parlamento tenuto in Cagliari nel 1421.»  Max Leopold Wagner, La lingua sarda. Storia, spirito e forma, Nuoro, Ilisso, 1997,  p. 69.
192. ↑   Max Leopold Wagner, La lingua sarda: storia, spirito e forma, Bern, Francke, 1951,  p. 186.
193. ↑   Eduardo Blasco Ferrer, Peter Koch, Daniela Marzo, Manuale di linguistica sarda. Manuals of Romance linguistics, De Gruyter Mouton, 2017,  p. 33.
194. ↑  Antonio Nughes, Alghero. Chiesa e società nel XVI secolo, Edizioni del Sole, 1990, pp. 417-423
195. ↑  Antonio Nughes, Alghero. Chiesa e società nel XVI secolo, Edizioni del Sole, 1990, p. 236
196. ↑  Paolo Maninchedda, Il più antico catechismo in sardo. Bollettino di studi sardi, anno XV n. 15/2022.
197. ↑  Gessner, Conrad (1555).  De differentiis linguarum tum veterum tum quae hodie apud diversas nationes in toto orbe terraru in usu sunt., Sardorum lingua: pp. 66-67.
198. ↑   Sigismondo Arquer; Maria Teresa Laneri, Sardiniae brevis historia et descriptio (PDF), CUEC, 2008,  pp. 30-31. URL consultato il 19 marzo 2022 (archiviato dall'url originale il 29 dicembre 2020)... «certamente i sardi ebbero un tempo una lingua propria, ma poiché diversi popoli immigrarono nell'isola e il suo governo fu assunto da sovrani stranieri (vale a dire da Latini, Pisani, Genovesi, Spagnoli e Africani), la loro lingua fu pesantemente corrotta, pur rimanendo un gran numero di vocaboli che non si ritrovano in alcun idioma. Ancor oggi essa conserva molti vocaboli della parlata latina. […] È per questo che i sardi, a seconda delle zone, parlano in maniera tanto diversa: appunto perché ebbero una dominazione così varia; ciò nonostante, fra loro si comprendono perfettamente. In questa isola vi sono comunque due lingue principali, una che si usa nelle città e un'altra che si usa al di fuori delle città: i cittadini parlano comunemente la lingua spagnola, tarragonese o catalana, che appresero dagli ispanici, i quali ricoprono in quelle città la gran parte delle magistrature; gli altri, invece, conservano la lingua genuina dei sardi.» Testo originale: «Habuerunt quidem Sardi linguam propriam, sed quum diversi populi immigraverint in eam atque ab exteris principibus eius imperium usurpatum fuerit, nempe Latinis, Pisanis, Genuensibus, Hispanis et Afris, corrupta fuit multum lingua eorum, relictis tamen plurimis vocabulis, quae in nullo inveniuntur idiomate. […] Hinc est quod Sardi in diversis locis tam diverse loquuntur, iuxta quod tam varium habuerunt imperium, etiamsi ipsi mutuo sese recte intelligant. Sunt autem duae praecipuae in ea insula linguae, una qua utuntur in civitatibus, et altera qua extra civitates. Oppidani loquuntur fere lingua Hispanica, Tarraconensi seu Catalana, quam didicerunt ab Hispanis, qui plerumque magistratum in eisdem gerunt civitatibus: alii vero genuinam retinent Sardorum Linguam.»  Sigismondo Arquer; Maria Teresa Laneri, Sardiniae brevis historia et descriptio (PDF), CUEC, 2008,  pp. 30-31.
199. ↑  Turtas, Raimondo (1981). La questione linguistica nei collegi gesuitici in Sardegna nella seconda metà del Cinquecento, in "Quaderni sardi di storia" 2, p. 60.
200. ↑   Giancarlo Sorgia, Storia della Sardegna spagnola, Sassari, Chiarella, 1987,  p. 37.
201. ↑  Max Leopold Wagner, op. cit., 1951, p. 391 e Antonio Sanna, Il dialetto di Sassari, Cagliari, Trois, 1975, p. 18 e seg. Entrambi sono in Francesco Bruni, op. cit., 1992 e 1996, p. 562
202. ↑   Bruno Migliorini, Breve storia della lingua italiana, Firenze, Sansoni, 1969,  p. 138.
203. ↑  «Per quant en lo present regne hi ha algunes citats, com es la vila de Iglesias y Bosa, que tenen capitol de breu, ab lo qual se regexen, y son en llengua pisana o italiana; y por lo semblant la ciutat de Sasser té alguns capitols en llengua genovese o italiana; y per quant se veu no convé ni es just que lleys del regne stiguen en llengua strana, que sia provehit y decretat que dits capitols sien traduhits en llengua sardesca o catalana, y que los de llengua italiana sien abolits, talment que no reste memoria de aquells».  E. Bottini-Massa, La Sardegna sotto il dominio spagnolo, Torino, 1902,  p. 51.
204. 1 2 3 4 5 6   Jordi Carbonell i de Ballester, 5.2, in Elements d'història de la llengua catalana, Publicacions de la Universitat de València, 2018.
205. 1 2   Sa Vitta et sa Morte, et Passione de sanctu Gavinu, Prothu et Januariu (PDF), su filologiasarda.eu. URL consultato il 30 giugno 2018.
206. ↑   G. Siotto-Pintor, Storia letteraria di Sardegna, I, Torino, 1843,  p. 108.
207. ↑  Max Leopold Wagner, La lingua sarda. Storia, spirito e forma, Berna, Francke, Verlag, 1951, p. 185
208. ↑  Francesco Bruni, op. cit.. 1992 e 1996. p. 584.
209. 1 2  «First attempts at national self-assertion through language date back to the 16th century, when G. Araolla, a speaker of Sassarese, wrote a poem intended to enrich and honour the Sardinian language.»  Rebecca Posner, John N. Green, Bilingualism and Linguistic Conflict in Romance, De Gruyter Mouton, 1993,  p. 286.
210. ↑  «Intendendo esservi una "naturalità" della lingua propria delle diverse "nazioni", così come v'è la lingua naturale della "nazione sarda", espressione, quest'ultima, non usata ma ben sottintesa.»  Ignazio Putzu, Gabriella Mazzon, Lingue, letterature, nazioni. Centri e periferie tra Europa e Mediterraneo, Franco Angeli Edizioni, 2013,  p. 597.
211. 1 2  Eduardo Blasco Ferrer, Giorgia Ingrassia (a cura di). Storia della lingua sarda: dal paleosardo alla musica rap, evoluzione storico-culturale, letteraria, linguistica. Scelta di brani esemplari commentati e tradotti, 2009, Cuec, Cagliari, p. 92.
212. ↑  Francesco Bruni, op. cit., 1992 e 1996, p. 591
213. ↑   Vicenç Bacallar, el sard botifler als orígens de la Real Academia Española - VilaWeb.
214. 1 2   Michele Loporcaro, Profilo linguistico dei dialetti italiani, Editori Laterza, 2009,  p. 9.
215. ↑  Francesco Bruni, op. cit., 1992 e 1996, p. 584.
216. ↑  Ci si riferisce allo statuto della Confraternita del SS. Sacramento, fondata nel 1639 e della costituzione di quella dei Servi di Maria. Francesco Bruni, op. cit., 1882 e 1996, p. 591.
217. ↑   Giancarlo Sorgia, Storia della Sardegna spagnola, Sassari, Chiarella, 1987,  p. 168.
218. ↑  Antonio Virdis, Sos battudos. Movimenti religiosi penitenziali in Logudoro, L'Asfodelo Editore, 1987
219. ↑  «Il brano qui riportato non è soltanto illustrativo di una chiara evoluzione di diglossia con bilinguismo dei ceti medio-alti (il cavaliere sa lo spagnolo e il sardo), ma anche di un rapporto gerarchico, tra lingua dominante (o "egèmone", come direbbe Gramsci) e subordinata, che tuttavia concede spazio al codice etnico, rispettato e persino appreso dai conquistatori.» Eduardo Blasco Ferrer, Giorgia Ingrassia (a cura di). Storia della lingua sarda : dal paleosardo alla musica rap, evoluzione storico-culturale, letteraria, linguistica. Scelta di brani esemplari commentati e tradotti, 2009, Cuec, Cagliari, p. 99.
220. ↑   Francesco Manconi, La Sardegna al tempo degli Asburgo (secoli XVI-XVII), Il Maestrale, 2010,  p. 35.
221. ↑  «Los tercios españoles solo podían ser comandados por soldados que hablasen castellano, catalán, portugués o sardo. Cualquier otro tenía vedado su ascenso, por eso los italianos que chapurreaban español se hacían pasar por valencianos para intentar su promoción.» (ES) Vicente G. Olaya, La segunda vida de los tercios, in El País, 6 gennaio 2019. URL consultato il 4 giugno 2019.
222. ↑   Michelle Hobart, A Companion to Sardinian History, 500–1500, Leiden, Boston, Brill, 2017,  pp. 111-112.
223. ↑   Raimondo Turtas, Studiare, istruire, governare. La formazione dei letrados nella Sardegna spagnola, EDES, 2001,  p. 236.
224. ↑  «Totu sas naziones iscrient e imprentant sos libros in sas propias limbas nadias e duncas peri sa Sardigna – sigomente est una natzione – depet iscriere e imprentare sos libros in limba sarda. Una limba chi de seguru bisongiat de irrichimentos e de afinicamentos, ma non est de contu prus pagu de sas ateras limbas neolatinas.» ("Tutte le nazioni scrivono e stampano libri nella propria lingua natale, e dunque anche la Sardegna - dal momento che è una nazione - deve scrivere e stampare libri in lingua sarda. Una lingua - segue il Garipa - che senza dubbio necessita di arricchimenti e limature, ma non è meno importante rispetto alle altre lingue neolatine.").  Casula, Francesco. Sa chistione de sa limba in Montanaru e oe (PDF).
225. ↑  Paolo Maninchedda (2000): Nazionalismo, cosmopolitismo e provincialismo nella tradizione letteraria della Sardegna (secc. XV–XVIII), in: Revista de filología Románica, 17, p. 178.
226. ↑  Salvi, Sergio (1974). Le lingue tagliate, Rizzoli, pg. 180.
227. 1 2   Manlio Brigaglia, La Sardegna, 1. La geografia, la storia, l'arte e la letteratura, Cagliari, Edizioni Della Torre, 1982,  p. 65.
228. ↑  «I territori della casa di Savoia si allargano fino al Ticino; importante è l'annessione della Sardegna (1718), perché la vita amministrativa e culturale dell'isola, che prima si svolgeva in spagnolo, si viene orientando, seppur molto lentamente, verso la lingua italiana».  Bruno Migliorini, Breve storia della lingua italiana, Firenze, Sansoni, 1969,  p. 214.
229. ↑  M. Lepori, Dalla Spagna ai Savoia. Ceti e corona della Sardegna del Settecento (Roma, 2003)
230. ↑   Eduardo Blasco Ferrer, Peter Koch, Daniela Marzo, Manuale di linguistica sarda. Manuals of Romance linguistics, De Gruyter Mouton, 2017,  p. 169.
231. ↑  Joaquín Arce (1960), España en Cerdeña. Aportación cultural y testimonios de su influjo, Madrid, Consejo Superior de Investigaciones Científicas, Instituto «Jerónimo Zurita», p. 128.
232. ↑   Eduardo Blasco Ferrer, Peter Koch, Daniela Marzo, Manuale di linguistica sarda. Manuals of Romance linguistics, De Gruyter Mouton, 2017,  pp. 168-169.
233. ↑   Eduardo Blasco Ferrer, Peter Koch, Daniela Marzo, Manuale di linguistica sarda. Manuals of Romance linguistics, De Gruyter Mouton, 2017,  p. 201.
234. ↑   Manlio Brigaglia, La Sardegna, 1. La geografia, la storia, l'arte e la letteratura, Cagliari, Edizioni Della Torre, 1982,  p. 64.
235. ↑  Cardia, Amos (2006). S'italianu in Sardìnnia candu, cumenti e poita d'ant impostu: 1720-1848; poderi e lìngua in Sardìnnia in edadi spanniola, Iskra, Ghilarza, pp. 86-87.
236. ↑  Roberto Palmarocchi (1936). Sardegna sabauda. Il regime di Vittorio Amedeo II. Cagliari: Tip. Mercantile G. Doglio. p. 95.
237. ↑  Palmarocchi, Roberto (1936). Sardegna sabauda, v. I, Tip. Mercantile G. Doglio, Cagliari, p. 87.
238. ↑  Cardia, Amos (2006). S'italianu in Sardìnnia candu, cumenti e poita d'ant impostu: 1720-1848; poderi e lìngua in Sardìnnia in edadi spanniola, Iskra, Ghilarza, p. 86
239. ↑  Eduardo Blasco Ferrer, Giorgia Ingrassia (a cura di). Storia della lingua sarda : dal paleosardo alla musica rap, evoluzione storico-culturale, letteraria, linguistica. Scelta di brani esemplari commentati e tradotti, 2009, Cuec, Cagliari, p. 110
240. ↑  Rossana Poddine Rattu. Biografia dei viceré sabaudi del Regno di Sardegna (1720-1848). Cagliari: Della Torre. p. 31.
241. ↑   Luigi La Rocca, La cessione del Regno di Sardegna alla Casa Sabauda. Gli atti diplomatici e di possesso con documenti inediti, in "Miscellanea di Storia Italiana. Terza Serie", v.10, Torino, Fratelli Bocca, 1905,  pp. 180-188.
242. ↑  Eduardo Blasco Ferrer, Peter Koch, Daniela Marzo (2017). Manuale di linguistica sarda. Manuals of Romance linguistics. De Gruyter Mouton. p. 210.
243. ↑  «… La più diffusa, e storicamente precocissima, consapevolezza dell'isola circa lo statuto di "lingua a sé" del sardo, ragion per cui il rapporto tra il sardo e l'italiano ha teso a porsi fin dall'inizio nei termini di quello tra due lingue diverse (benché con potere e prestigio evidentemente diversi), a differenza di quanto normalmente avvenuto in altre regioni italiane, dove, tranne forse nel caso di altre minoranze storiche, la percezione dei propri "dialetti" come "lingue" diverse dall'italiano sembrerebbe essere un fatto relativamente più recente e, almeno apparentemente, meno profondamente e drammaticamente avvertito.»  Eduardo Blasco Ferrer, Peter Koch, Daniela Marzo, Manuale di linguistica sarda. Manuals of Romance linguistics, De Gruyter Mouton, 2017,  p. 209.
244. ↑  «La consapevolezza di alterità rispetto all'italiano si spiega facilmente non solo per i quasi 400 anni di fila sotto il dominio ispanico, che hanno agevolato nei sardi, rispetto a quanto avvenuto in altre regioni italiane, una prospettiva globalmente più distaccata nei confronti della lingua italiana, ma anche per il fatto tutt'altro che banale che già i catalani e i castigliani consideravano il sardo una lingua a sé stante, non solo rispetto alla propria ma anche rispetto all'italiano.»  Eduardo Blasco Ferrer, Peter Koch, Daniela Marzo, Manuale di linguistica sarda. Manuals of Romance linguistics, De Gruyter Mouton, 2017,  p. 210.
245. ↑   Eduardo Blasco Ferrer, Peter Koch, Daniela Marzo, Manuale di linguistica sarda. Manuals of Romance linguistics, De Gruyter Mouton, 2017,  p. 209.
246. ↑  L'ufficiale Giulio Bechi ebbe a dire dei sardi che parlavano «un terribile idioma, intricato come il saraceno, sonante come lo spagnolo. [...] immagina del latino pestato nel mortaio con del greco e dello spagnolo, con un pizzico di saraceno, masticato fitto fitto in una barba con delle finali in os e as; sbatti tutto questo in faccia a un mortale e poi dimmi se non val lo stesso esser sordomuti!»  Giulio Bechi, Caccia grossa. Scene e figure del banditismo sardo, Nuoro, Ilisso, 1997, 1900,  p. 43, 64.
247. ↑  «Lingue fuori dell'Italiano e del Sardo nessuno ne impara, e pochi uomini capiscono il francese; piuttosto lo spagnuolo. La lingua spagnuola s'accosta molto anche alla Sarda, e poi con altri paesi poco sono in relazione. [...] La popolazione della Sardegna pare dalli suoi costumi, indole, etc., un misto di popoli di Spagna, e del Levante conservano vari usi, che hanno molta analogia con quelli dei Turchi, e dei popoli del Levante; e poi vi è mescolato molto dello Spagnuolo, e dirò così, che pare una originaria popolazione del Levante civilizzata alla Spagnuola, che poi coll'andare del tempo divenne più originale, e formò la Nazione Sarda, che ora distinguesi non solo dai popoli del Levante, ma anche da quelli della Spagna.»  Francesco D'Austria-Este, Descrizione della Sardegna (1812), ed. Giorgio Bardanzellu, Cagliari, Della Torre, 1993, 1812,  p. 43, 64.
248. ↑  […]«È tanto nativa per me la lingua italiana, come la latina, francese o altre forestiere che solo s'imparano in parte colla grammatica, uso e frequente lezione de' libri, ma non si possiede appieno» diceva infatti Andrea Manca Dell'Arca, agronomo sassarese della fine del Settecento ('Ricordi di Santu Lussurgiu di Francesco Maria Porcu In Santu Lussurgiu dalle Origini alla "Grande Guerra" - Grafiche editoriali Solinas - Nuoro, 2005)
249. ↑  Francesco Sabatini, Minoranze e culture regionali nella storiografia linguistica italiana, in I dialetti e le lingue delle minoranze di fronte all'italiano (Atti dell'XI Congresso internazionale di studi della SLI, Società di linguistica italiana, a cura di Federico Albano Leoni, Cagliari, 27-30 maggio 1977 e pubblicati da Bulzoni, Roma, 1979, p. 14.)
250. ↑  «L'italianizzazione dell'isola fu un obiettivo fondamentale della politica sabauda, strumentale a un più ampio progetto di assimilazione della Sardegna al Piemonte.» Cardia, Amos (2006). S'italianu in Sardìnnia candu, cumenti e poita d'ant impostu: 1720-1848; poderi e lìngua in Sardìnnia in edadi spanniola, Iskra, Ghilarza, p. 92
251. ↑  «En aquest sentit, la italianització definitiva de l'illa representava per a ell l'objectiu més urgent, i va decidir de contribuir-hi tot reformant les Universitats de Càller i de Sàsser, bandejant-ne alhora els jesuïtes de la direcció per tal com mantenien encara una relació massa estreta amb la cultura espanyola. El ministre Bogino havia entès que només dins d'una Universitat reformada podia crear-se una nova generació de joves que contribuïssin a homogeneïtzar de manera absoluta Sardenya amb el Piemont.» Joan Armangué i Herrero (2006). Represa i exercici de la consciència lingüística a l'Alguer (ss. XVIII-XX), Arxiu de Tradicions de l'Alguer, Cagliari, I.1
252. ↑  The phonology of Campidanian Sardinian : a unitary account of a self-organizing structure, Roberto Bolognesi, The Hague: Holland Academic Graphics, p. 3
253. ↑  Cardia, Amos (2006). S'italianu in Sardìnnia candu, cumenti e poita d'ant impostu: 1720-1848; poderi e lìngua in Sardìnnia in edadi spanniola, Iskra, Ghilarza, pp. 88, 91.
254. ↑  «Ai funzionari sabaudi, inseriti negli ingranaggi dell'assolutismo burocratico ed educati al culto della regolarità e della precisione, l'isola appariva come qualcosa di estraneo e di bizzarro, come un Paese in preda alla barbarie e all'anarchia, popolato di selvaggi tutt'altro che buoni. Era difficile che quei funzionari potessero considerare il diverso altrimenti che come puro negativo. E infatti essi presero ad applicare alla Sardegna le stesse ricette applicate al Piemonte. Dirigeva la politica per la Sardegna il ministro Bogino, ruvido e inflessibile.». Guerci, Luciano (2006).  L'Europa del Settecento : permanenze e mutamenti , UTET, p. 576
255. ↑  Cardia, Amos (2006). S'italianu in Sardìnnia candu, cumenti e poita d'ant impostu: 1720-1848; poderi e lìngua in Sardìnnia in edadi spanniola, Iskra, Ghilarza, p.80
256. 1 2 3   Manlio Brigaglia, La Sardegna, 1. La geografia, la storia, l'arte e la letteratura, Cagliari, Edizioni Della Torre, 1982,  p. 77.
257. 1 2  Bolognesi, Roberto; Heeringa, Wilbert. Sardegna fra tante lingue, pp.25, 2005, Condaghes
258. 1 2  Salvi, Sergio (1974). Le lingue tagliate, Rizzoli, pg. 181
259. ↑  «In Sardegna, dopo il passaggio alla casa di Savoia, lo spagnolo perde terreno, ma lentissimamente: solo nel 1764 l'italiano diventa lingua ufficiale nei tribunali e nell'insegnamento».  Bruno Migliorini, La Rassegna della letteratura italiana, vol. 61, Firenze, Le Lettere, 1957,  p. 398.
260. ↑  «Anche la sostituzione dell'italiano allo spagnolo non avvenne istantaneamente: quest'ultimo restò lingua ufficiale nelle scuole e nei tribunali fino al 1764, anno in cui da Torino fu disposta una riforma delle università di Cagliari e Sassari e si stabilì che l'insegnamento scolastico dovesse essere solamente in italiano.»  Michele Loporcaro, Profilo linguistico dei dialetti italiani, Editori Laterza, 2009,  p. 9.
261. ↑  Cardia, Amos (2006). S'italianu in Sardìnnia candu, cumenti e poita d'ant impostu: 1720-1848; poderi e lìngua in Sardìnnia in edadi spanniola, Iskra, Ghilarza, p. 89
262. ↑  «L'attività riformatrice si allargò anche ad altri campi: scuole in lingua italiana per riallacciare la cultura isolana a quella del continente, lotta contro il banditismo, ripopolamento di terre e ville deserte con Liguri, Piemontesi, Còrsi.» Roberto Almagia et al.,  Sardegna, Enciclopedia Italiana (1936)., Treccani, "Storia".
263. ↑   Rivista storica italiana, vol. 104, Edizioni scientifiche italiane, 1992,  p. 55.
264. ↑   Clemente Caria, Canto sacro-popolare in Sardegna, Oristano, S'Alvure, 1981,  p. 45.
265. ↑   Sant'Efisio cantato in castigliano: rinvenuti gosos dell'800, su unionesarda.it, 2017.
266. ↑  «Il sistema di controllo capillare, in ambito amministrativo e penale, che introduce il Governo sabaudo, rappresenterà, fino all'Unità, uno dei canali più diretti di contatto con la nuova lingua "egemone" (o lingua-tetto) per la stragrande maggioranza della popolazione sarda.» Eduardo Blasco Ferrer, Giorgia Ingrassia (a cura di). Storia della lingua sarda : dal paleosardo alla musica rap, evoluzione storico-culturale, letteraria, linguistica. Scelta di brani esemplari commentati e tradotti, 2009, Cuec, Cagliari, p. 111.
267. ↑  Cardia, Amos (2006). S'italianu in Sardìnnia candu, cumenti e poita d'ant impostu: 1720-1848; poderi e lìngua in Sardìnnia in edadi spanniola, Iskra, Ghilarza, pp. 89, 92.
268. ↑   Francesco Gemelli, Luigi Valenti Gonzaga, Rifiorimento della Sardegna proposto nel miglioramento di sua agricoltura, vol. 2, Torino, Giammichele Briolo, 1776.
269. ↑   Matteo Madao, Saggio d'un'opera intitolata Il ripulimento della lingua sarda lavorato sopra la sua analogia colle due matrici lingue, la greca e la latina, Cagliari, Bernardo Titard, 1782.
270. ↑   Matteo Madau, Dizionario Biografico Treccani, su treccani.it.
271. ↑   Marcel Farinelli, Un arxipèlag invisible: la relació impossible de Sardenya i Còrsega sota nacionalismes, segles XVIII-XX, su tdx.cat, Universitat Pompeu Fabra. Institut Universitari d'Història Jaume Vicens i Vives,  p. 285.
272. ↑   Matteo Madau, Ichnussa.
273. 1 2  Cardia, Amos (2006). S'italianu in Sardìnnia candu, cumenti e poita d'ant impostu: 1720-1848; poderi e lìngua in Sardìnnia in edadi spanniola, Iskra, Ghilarza, pp. 111-112.
274. ↑   Febrés, la prima grammatica sul sardo. A lezione di limba dal gesuita catalano, su sardiniapost.it.
275. ↑  Febres, Andres (1786).  Prima grammatica de' tre dialetti sardi , Cagliari [consultabile nella Biblioteca Universitaria di Cagliari, Collezione Baille, ms. 11.2.K., n.18]
276. ↑  Eduardo Blasco Ferrer, Giorgia Ingrassia (a cura di). Storia della lingua sarda : dal paleosardo alla musica rap, evoluzione storico-culturale, letteraria, linguistica. Scelta di brani esemplari commentati e tradotti, 2009, Cuec, Cagliari, p. 127.
277. ↑  Salvi, Sergio (1974). Le lingue tagliate, Rizzoli, pg. 182-183.
278. ↑   Manlio Brigaglia, La Sardegna, 1. La geografia, la storia, l'arte e la letteratura, Cagliari, Edizioni Della Torre, 1982,  p. 95.
279. ↑  «Costoro erano spartiti fra il desiderio di un nazionalismo sardo quale eredità recente degli eventi di fine Settecento, da un lato, e la costruzione della nuova nazione italiana di cui volevano essere parte attiva, dall’altro, pur senza che nulla venisse loro sottratto delle idealità del nazionalismo sardo del secolo precedente.»  Maurizio Virdis, Geostorica sarda. Produzione letteraria nella e nelle lingue di Sardegna, Rhesis UniCa,  p. 21.
280. ↑  «Nel caso della Sardegna, la scelta della patria italiana è avvenuta da parte delle élite legate al dominio sabaudo sin dal 1799, in modo esplicito, più che altro come strategia di un ceto che andava formandosi attraverso la fusione fra aristocrazia, nobiltà di funzione e borghesia, in reazione al progetto antifeudale, democratico e repubblicano della Sarda rivoluzione.» Alessandro Mongili (2015). "1". Topologie postcoloniali. Innovazione e modernizzazione in Sardegna. Condaghes.
281. ↑  Manlio Brigaglia, Attilio Mastino, Giangiacomo Ortu, 2006. Storia della Sardegna dal Settecento a oggi, v. 2, Editori Laterza, p. 84.
282. ↑  Manlio Brigaglia, Attilio Mastino, Giangiacomo Ortu, 2006. Storia della Sardegna dal Settecento a oggi, v. 2, Editori Laterza, p. 92.
283. ↑  «[Il Porru] In generale considera la lingua un patrimonio che deve essere tutelato e migliorato con sollecitudine. In definitiva, per il Porru possiamo ipotizzare una probabilmente sincera volontà di salvaguardia della lingua sarda che però, dato il clima di severa censura e repressione creato dal dominio sabaudo, dovette esprimersi tutta in funzione di un miglior apprendimento dell'italiano. Siamo nel 1811, ancora a breve distanza dalla stagione calda della rivolta antifeudale e repubblicana, dentro il periodo delle congiure e della repressione.» Cardia, Amos (2006). S'italianu in Sardìnnia candu, cumenti e poita d'ant impostu: 1720-1848; poderi e lìngua in Sardìnnia in edadi spanniola, Iskra, Ghilarza, pp. 112-113.
284. ↑  Manlio Brigaglia, Attilio Mastino, Giangiacomo Ortu, 2006. Storia della Sardegna dal Settecento a oggi, v. 2, Editori Laterza, p. 93
285. ↑   Johanne Ispanu, Ortographia Sarda Nationale o siat Grammatica de sa limba logudoresa cumparada cum s'italiana (PDF), su sardegnadigitallibrary.it, Kalaris, Reale Stamperia, 1840. URL consultato il 26 giugno 2019 (archiviato dall'url originale il 26 giugno 2019).
286. ↑  […]Ciononostante le due opere dello Spano sono di straordinaria importanza, in quanto aprirono in Sardegna la discussione sul "problema della lingua sarda", quella che sarebbe dovuta essere la lingua unificata e unificante, che si sarebbe dovuta imporre in tutta l'isola sulle particolarità dei singoli dialetti e suddialetti, la lingua della nazione sarda, con la quale la Sardegna intendeva inserirsi tra le altre nazioni europee, quelle che nell'Ottocento avevano già raggiunto o stavano per raggiungere la loro attuazione politica e culturale, compresa la nazione italiana. E proprio sulla falsariga di quanto era stato teorizzato e anche attuato a favore della nazione italiana, che nell'Ottocento stava per portare a termine il processo di unificazione linguistica, elevando il dialetto fiorentino e toscano al ruolo di "lingua nazionale", chiamandolo "italiano illustre", anche in Sardegna l'auspicata "lingua nazionale sarda" fu denominata "sardo illustre". Massimo Pittau, Grammatica del sardo illustre, Nuoro, pp. 11-12,  Premessa.
287. ↑  «Il presente lavoro però restringesi propriamente al solo Logudorese ossia Centrale, che questo forma la vera lingua nazionale, la più antica e armoniosa e che soffrì alterazioni meno delle altre». Ispanu, Johanne (1840). Ortographia sarda nationale o siat grammatica de sa limba logudoresa cumparada cum s'italiana, pg. 12
288. ↑  Manlio Brigaglia, Attilio Mastino, Giangiacomo Ortu, 2006. Storia della Sardegna dal Settecento a oggi, v. 2, Editori Laterza, p. 94.
289. ↑  "Una innovazione in materia di incivilimento della Sardegna e d'istruzione pubblica, che sotto vari aspetti sarebbe importantissima, si è quella di proibire severamente in ogni atto pubblico civile non meno che nelle funzioni ecclesiastiche, tranne le prediche, l'uso dei dialetti sardi, prescrivendo l'esclusivo impiego della lingua italiana. In sardo si gettano i cosiddetti pregoni o bandi; in sardo si cantano gl'inni dei Santi (Goccius), alcuni dei quali privi di dignità… È necessario inoltre scemare l'uso del dialetto sardo [sic] e introdurre quello della lingua italiana anche per altri non men forti motivi; ossia per incivilire alquanto quella nazione, sì affinché vi siano più universalmente comprese le istruzioni e gli ordini del Governo… sì finalmente per togliere una delle maggiori divisioni, che sono fra la Sardegna e i Regi stati di terraferma."  Carlo Baudi di Vesme, Considerazioni politiche ed economiche sulla Sardegna, Dalla Stamperia Reale, 1848,  pp. 49-51.
290. ↑  «In una sua opera del 1848 egli mostra di considerare la situazione isolana come carica di pericoli e di minacce per il Piemonte e propone di procedere colpendo innanzitutto con decisione la lingua sarda, proibendola cioè "severamente in ogni atto pubblico civile non meno che nelle funzioni ecclesiastiche, tranne le prediche". Baudi di Vesme non si fa illusioni: l'antipiemontesismo non è mai venuto meno nonostante le proteste e le riaffermazioni di fratellanza con i popoli di terraferma; si è vissuti anzi fino a quel momento - aggiunge - non in attesa di una completa unificazione della Sardegna al resto dello Stato ma addirittura di un "rinnovamento del novantaquattro", cioè della storica "emozione popolare" che aveva portato alla cacciata dei Piemontesi. Ma, rimossi gli ostacoli che sul piano politico-istituzionale e soprattutto su quello etnico e linguistico differenziano la Sardegna dal Piemonte, nulla potrà più impedire che l'isola diventi un tutt'uno con gli altri Stati del re e si italianizzi davvero». Federico Francioni, Storia dell'idea di "nazione sarda", in  Manlio Brigaglia, La Sardegna, 2. La cultura popolare, l'economia, l'autonomia, Cagliari, Edizioni Della Torre, 1982,  pp. 173-174.
291. 1 2 3 4   Carlo Baudi di Vesme, Considerazioni politiche ed economiche sulla Sardegna, Dalla Stamperia Reale, 1848,  p. 306.
292. ↑   Carlo Baudi di Vesme, Considerazioni politiche ed economiche sulla Sardegna, Dalla Stamperia Reale, 1848,  p. 305.
293. ↑   Carlo Baudi di Vesme, Considerazioni politiche ed economiche sulla Sardegna, Dalla Stamperia Reale, 1848,  p. 313.
294. ↑   Sebastiano Ghisu, 3, 8, in Filosofia de logu, Milano, Meltemi, 2021.
295. 1 2  Salvi, Sergio (1974). Le lingue tagliate, Rizzoli, pg.184
296. ↑  «Des del seu càrrec de capità general, Carles Fèlix havia lluitat amb mà rígida contra les darreres actituds antipiemonteses que encara dificultaven l'activitat del govern. Ara promulgava el Codi felicià (1827), amb el qual totes les lleis sardes eren recollides i, sovint, modificades. Pel que ara ens interessa, cal assenyalar que el nou codi abolia la Carta de Logu – la «consuetud de la nació sardesca», vigent des de l'any 1421 – i allò que restava de l'antic dret municipalista basat en el privilegi.» Joan Armangué i Herrero (2006). Represa i exercici de la consciència lingüística a l'Alguer (ss. XVIII-XX), Arxiu de Tradicions de l'Alguer, Cagliari, I.1
297. ↑   Cimitero antico, su Sito ufficiale del comune di Ploaghe.
298. ↑   Carlo Baudi di Vesme, Considerazioni politiche ed economiche sulla Sardegna, Dalla Stamperia Reale, 1848,  p. 167.
299. ↑   Pietro Martini, Sull’unione civile della Sardegna colla Liguria, con il Piemonte e colla Savoia, Cagliari, Timon, 1847,  p. 4.
300. 1 2 3 4   Toso, Fiorenzo. Lingue sotto il tetto d'Italia. Le minoranze alloglotte da Bolzano a Carloforte - 8. Il sardo, su treccani.it.
301. ↑  Dettori, Antonietta, 2001. Sardo e italiano: tappe fondamentali di un complesso rapporto, in Argiolas, Mario; Serra, Roberto. Limba lingua language: lingue locali, standardizzazione e identità in Sardegna nell’era della globalizzazione, Cagliari, CUEC, p. 88.
302. ↑   Gian Nicola Spanu, Il primo inno d'Italia è sardo (PDF). URL consultato il 23 dicembre 2018 (archiviato dall'url originale l'11 ottobre 2017).
303. ↑  Carboni, Salvatore (1881). Sos discursos sacros in limba sarda, Bologna, cit. in Salvi, Sergio (1974). Le lingue tagliate, Rizzoli, pp. 186-187.
304. 1 2   Manlio Brigaglia, La Sardegna. La cultura popolare, l'economia, l'autonomia, vol. 2, Cagliari, Edizioni Della Torre, 1982,  p. 114.
305. 1 2   Manlio Brigaglia, La Sardegna. La cultura popolare, l'economia, l'autonomia, vol. 2, Cagliari, Edizioni Della Torre, 1982,  p. 115.
306. ↑   Manlio Brigaglia, La Sardegna, 2. La cultura popolare, l'economia, l'autonomia, Cagliari, Edizioni Della Torre, 1982,  p. 175.
307. ↑   Manlio Brigaglia, Un'idea della Sardegna, in Storia della Sardegna, Cagliari, Edizioni della Torre, 2017.
308. ↑   Marita Kaiser, Federico Masini, Agnieszka Stryjecka (a cura di), Competenza comunicativa: insegnare e valutare, Rome, Sapienza Università Editrice, 2021,  p. 49.
309. 1 2   Fiorenzo Toso, Moschetto e dialetto, su treccani.it, 2014.
310. ↑   Alfredo Graziani, Fanterie sarde all'ombra del Tricolore, Sassari, La Nuova Sardegna, 2003,  p. 257.
311. ↑   Storia della Brigata Sassari, Sassari, Gallizzi, 1981,  p. 10.
312. ↑   L'amarezza leggiadra della lingua. Atti del Convegno "Tonino Ledda e il movimento felibristico del Premio di letteratura 'Città di Ozieri'. Percorsi e prospettive della lingua materna nella poesia contemporanea di Sardegna" : giornate di studio, Ozieri, 4-5-6 maggio 1995, Centro di documentazione e studio della letteratura regionale, 1997,  p. 346.
313. ↑  «Il ventennio fascista segnò per la Sardegna l'ingresso nel sistema nazionale. Il centralismo esasperato del governo fascista riuscì, seppure - come si dirà - con qualche contraddizione, a tacitare le istanze regionalistiche, comprimendole violentemente. La Sardegna fu colonialisticamente integrata nella cultura nazionale: modi di vita, costumi, visioni generali, parole d'ordine politiche furono imposte sia attraverso la scuola (dalla quale partì un'azione repressiva nei confronti della lingua sarda), sia attraverso l'organizzazione del partito (che accompagnò, come in ogni altra regione d'Italia, i sardi dalla prima infanzia alla maturità, oltre tutto coinvolgendo per la prima volta - almeno nelle città - anche le donne). La trasformazione che ne seguì fu vasta e profonda.» Guido Melis, La Sardegna contemporanea, in  Manlio Brigaglia, La Sardegna. La geografia, la storia, l'arte e la letteratura, vol. 1, Cagliari, Edizioni Della Torre, 1982,  p. 132.
314. 1 2   Eduardo Blasco Ferrer, Peter Koch, Daniela Marzo, Manuale di linguistica sarda, De Gruyter Mouton, 2017,  p. 36.
315. 1 2   Remundu Piras, su sardegnacultura.it. URL consultato il 17 febbraio 2018 (archiviato dall'url originale il 30 ottobre 2020). Sardegna Cultura.
316. ↑  «Dopo pisani e genovesi si erano susseguiti aragonesi di lingua catalana, spagnoli di lingua castigliana, austriaci, piemontesi ed, infine, italiani […] Nonostante questi impatti linguistici, la "limba sarda" si mantiene relativamente intatta attraverso i secoli. […] Fino al fascismo: che vietò l'uso del sardo non solo in chiesa, ma anche in tutte le manifestazioni folkloristiche».  Wolftraud De Concini, Gli altri d'Italia : minoranze linguistiche allo specchio, Pergine Valsugana, Comune, 2003,  pp. 195-196.
317. ↑  Marcel A. Farinelli, ‘The invisible motherland? The Catalan-speaking minority in Sardinia and Catalan nationalism’, in: Studies on National Movements, 2 (2014), p. 15.
318. ↑  Massimo Pittau, Grammatica del sardo illustre, Nuoro,  Premessa.
319. ↑   Sergio Salvi, Le lingue tagliate, Rizzoli, 1974,  p. 191.
320. ↑   Est torradu Montanaru, Francesco Masala, Messaggero, 1982 (PDF). URL consultato il 17 giugno 2019 (archiviato dall'url originale il 14 aprile 2021).
321. ↑   Francesco Atzeni, Mediterranea (1927-1935) : politica e cultura in una rivista fascista, Cagliari, AM & D, 2005,  p. 106.
322. ↑   Montanaru e la lingua sarda, su Il Manifesto Sardo, 2019.
323. ↑  «Il diffondere l’uso della lingua sarda in tutte le scuole di ogni ordine e grado non è per gli educatori sardi soltanto una necessità psicologica alla quale nessuno può sottrarsi, ma è il solo modo di essere Sardi, di essere cioè quello che veramente siamo per conservare e difendere la personalità del nostro popolo. E se tutti fossimo in questa disposizione di idee e di propositi ci faremmo rispettare più di quanto non ci rispettino.»  Antioco Casula, Poesie scelte, Cagliari, Edizioni 3T, 1982,  p. 35.
324. ↑  Poddighe, Salvatore. Sa Mundana Cummédia, Editore Domus de Janas, 2009, ISBN 88-88569-89-8, p. 32.
325. ↑  «Il prezzo che si pagò fu altissimo: la compressione della cultura regionale, la frattura sempre più netta tra il passato dei sardi e il loro futuro italiano, la riduzione di modi di vita e di pensiero molto radicati a puro fatto di folclore. I codici di comportamento tradizionali delle zone interne resistettero, seppure insidiati e spesso posti in crisi dalla invasione di nuovi valori estranei alla tradizione della comunità; in altre zone della Sardegna, invece, i modelli culturali nazionali prevalsero facilmente sull'eredità del passato e ciò, oltre a provocare una crisi d'identità con preoccupanti riflessi sociali, segnò una frattura non più rimarginabile tra le generazioni.» Guido Melis, La Sardegna contemporanea, in  Manlio Brigaglia, La Sardegna. La geografia, la storia, l'arte e la letteratura, vol. 1, Cagliari, Edizioni Della Torre, 1982,  p. 132.
326. ↑   Manlio Brigaglia et al., Un'idea della Sardegna, in Storia della Sardegna, Cagliari, Edizioni della Torre, 2017.
327. ↑   Carlo Pala, Idee di Sardegna, Carocci Editore, 2016,  p. 121.
328. ↑  Cit. Manlio Brigaglia, in  Fiorenzo Caterini, La mano destra della storia. La demolizione della memoria e il problema storiografico in Sardegna, Carlo Delfino Editore,  p. 99.
329. ↑  «Le argomentazioni sono sempre le stesse, e sostanzialmente possono essere riassunte con il legame a loro avviso naturale tra la lingua sarda, intesa come la lingua delle società tradizionali, e la lingua italiana, connessa ai cosiddetti processi di modernizzazione. Essi hanno interiorizzato l'idea, molto rozza e intellettualmente grossolana, che essere italofoni è essere "moderni". La differenza tra modernità e tradizione è ai loro occhi di sostanza, si tratta di due tipi di società opposti per natura, in cui non esiste continuità di pratiche, di attori, né esistono forme miste.» Alessandro Mongili (2015). "9". Topologie postcoloniali. Innovazione e modernizzazione in Sardegna. Condaghes.
330. ↑   Martin Harris, Nigel Vincent, The Romance languages, London, New York, 2001,  p. 349.
331. ↑   Sergio Salvi, Le lingue tagliate, Rizzoli, 1974,  p. 195.
332. ↑   Sa limba sarda - Giovanna Tonzanu, su midesa.it. URL consultato l'8 giugno 2009 (archiviato dall'url originale il 27 febbraio 2017).
333. ↑   The Sardinian professor fighting to save Gaelic – and all Europe's minority tongues, The Guardian.
334. ↑   Conferenza di Francesco Casula sulla Lingua sarda: sfatare i più diffusi pregiudizi sulla lingua sarda.
335. ↑   La lingua sarda oggi: bilinguismo, problemi di identità culturale e realtà scolastica, Maurizio Virdis (Università di Cagliari), su francopiga.it.
336. ↑   Quando muore una lingua si oscura il cielo: da "Lettera a un giovane sardo" dell'antropologo Bachisio Bandinu. URL consultato il 9 febbraio 2014 (archiviato dall'url originale il 24 ottobre 2021).
337. ↑  «La tendenza che caratterizza invece molti gruppi dominati è quella di gettare a mare i segni che indicano la propria appartenenza a un'identità stigmatizzata. È quello che accade in Sardegna con la sua lingua (capp. 8-9, in questo volume).» Alessandro Mongili (2015). "1". Topologie postcoloniali. Innovazione e modernizzazione in Sardegna. Condaghes.
338. ↑   Strumenti giuridici per la promozione della lingua sarda, su sardegnacultura.it, Sardegna Cultura. URL consultato il 30 aprile 2019 (archiviato dall'url originale il 30 ottobre 2020).
339. ↑   Relazione di accompagnamento al disegno di legge “Norme per la tutela, valorizzazione e promozione della lingua sarda e delle altre varietà linguistiche della Sardegna”, pp.7 (PDF).
340. ↑   Salvi, Sergio, Le lingue tagliate, Rizzoli, 1974,  p. 193.
341. ↑   Francesco Casula, Gianfranco Contu, Storia dell'autonomia in Sardegna, dall'Ottocento allo Statuto Sardo (PDF), Dolianova, Stampa Grafica del Parteolla, 2008,  p. 116, 134. URL consultato il 25 agosto 2019 (archiviato dall'url originale il 20 ottobre 2020).
342. ↑  Antonello Mattone, Le radici dell'autonomia. Civiltà locali e istituzioni giuridiche dal Medioevo allo Statuto speciale, in  Manlio Brigaglia, La Sardegna. La cultura popolare, l'economia, l'autonomia, vol. 2, Cagliari, Edizioni Della Torre, 1982,  p. 33.
343. ↑  «Come dimostra l'iter dell'approvazione dello Statuto sardo, il braccio di ferro tra le classi dirigenti nazionali, rappresentate dal potere centrale, e la classe dirigente locale si risolse a tutto svantaggio di quest'ultima. Paradossalmente, come nel 1668, nel 1793-96, nel 1847 le classi dirigenti locali venivano sconfitte proprio per lo scarso peso contrattuale che avevano a livello nazionale quando si trattava di far valere le proprie rivendicazioni. La vicenda dello Statuto regionale pone quindi in piena luce le radici profonde del fallimento della borghesia sarda, la sua organica debolezza, le preoccupazioni e la riserva che hanno sempre accompagnato le sue aspirazioni liberiste e sardistiche. Ma bisogna anche ricordare che lo Statuto sardo è stato approvato nel contesto di un clima politico nazionale completamente mutato.»  Manlio Brigaglia, La Sardegna. La cultura popolare, l'economia, l'autonomia, vol. 2, Cagliari, Edizioni Della Torre, 1982,  p. 34.
344. ↑   Carlo Pala, Idee di Sardegna, Carocci Editore, 2016,  p. 118.
345. ↑  Pintore, Gianfranco (1996). La sovrana e la cameriera: La Sardegna tra sovranità e dipendenza. Nuoro: Insula, p. 13.
346. ↑   Francesco Casula, Gianfranco Contu, Storia dell'autonomia in Sardegna, dall'Ottocento allo Statuto Sardo (PDF), Dolianova, Stampa Grafica del Parteolla, 2008,  p. 118. URL consultato il 25 agosto 2019 (archiviato dall'url originale il 20 ottobre 2020).
347. ↑   «Nel 1948 servì per il Piano di rinascita, oggi bisogna puntare sulle vere peculiarità», in La Nuova Sardegna, 20 novembre 2022.
348. ↑  «se i poteri della Carta sarda apparivano estesi sul piano economico (pur con limiti in sede di applicazione concreta), lo statuto lasciava scoperto totalmente l’ambito sociale e culturale. L'art. 1 dello statuto, infatti, non fa alcun riferimento né alla nozione di “popolo sardo” né di “lingua sarda” […]. Manca il fondamento della soggettività di popolo che invece è previsto in altri statuti speciali. Per esempio, mancano i riconoscimenti di tipo etnolinguistico e culturale.» Pala, Carlo. La Sardegna. Dalla “vertenza entrate” al federalismo fiscale?, in Istituzioni del Federalismo. Rivista di studi giuridici e politici, 2012, 1, p. 215.
349. ↑  Cardia, Mariarosa (1998). La conquista dell’autonomia (1943-49), in Luigi Berlinguer, Luigi e Mattone, Antonello. La Sardegna, Torino, Einaudi, p. 749.
350. ↑   Manlio Brigaglia, La Sardegna. La cultura popolare, l'economia, l'autonomia, vol. 2, Cagliari, Edizioni Della Torre, 1982,  p. 34-35, 177.
351. ↑   Lingua sarda: dall'interramento alla resurrezione? - Il Manifesto Sardo.
352. ↑   Eduardo Blasco Ferrer, Peter Koch, Daniela Marzo, Manuale di linguistica sarda, De Gruyter Mouton, 2017,  p. 208.
353. 1 2  «Anche qui, per quanto riguarda le percentuali di posticipatari [ripetenti] presenti nel campione, viene rilevata una loro maggiore presenza nelle regioni settentrionali e una diminuzione costante nel passaggio dal Centro al Sud. In Val d'Aosta sono il 31% e nelle scuole italiane della Provincia di Bolzano il 38%. Scendendo al sud, la tendenza alla diminuzione è la stessa della scuola media, fino ad arrivare al 13% in Calabria. Unica eccezione la Sardegna che arriva al 30%. Le cause ipotizzate sono sempre le stesse. La Sardegna, in controtendenza con le regioni dell'Italia meridionale, a cui quest'autore vorrebbe associarla, mostra percentuali di ripetenze del tutto analoghe a quelle di regioni abitate da altre minoranze linguistiche.»  Roberto Bolognesi, Le identità linguistiche dei Sardi, Condaghes, 2013,  p. 66.
354. ↑  Mongili, Alessandro, in Corongiu, Giuseppe, Il sardo: una lingua normale, Condaghes, 2013, Introduzione
355. ↑  «Ancora oggi, nonostante l'eradicazione e la stigmatizzazione della sardofonia nelle generazioni più giovani, il "parlare sbagliato" dei sardi contribuisce con molta probabilità all'espulsione dalla scuola del 23% degli studenti sardi (contro il 13% del Lazio e il 16% della Toscana), e lo giustifica in larga misura anche di fronte alle sue stesse vittime (ISTAT 2010).» Alessandro Mongili (2015). "9". Topologie postcoloniali. Innovazione e modernizzazione in Sardegna. Condaghes.
356. ↑   Eduardo Blasco Ferrer, Peter Koch, Daniela Marzo, Manuale di linguistica sarda, De Gruyter Mouton, 2017,  pp. 38-39.
357. 1 2  Salvi, Sergio (1974). Le lingue tagliate, Rizzoli, pg.198-199
358. 1 2 3 4 5  (EN) Rebecca Posner, John N. Green (a cura di), Trends in Romance Linguistics and Philology: Bilingualism and Linguistic Conflict in Romance,  pp. 271-294.
359. ↑   Lingua e musica in Sardegna - Sardegnamondo, su sardegnamondo.blog.tiscali.it. URL consultato il 5 agosto 2012 (archiviato dall'url originale il 3 settembre 2014).
360. ↑   Eduardo Blasco Ferrer, Peter Koch, Daniela Marzo, Manuale di linguistica sarda, De Gruyter Mouton, 2017,  p. 31, 36.
361. ↑  Giannetta Murru Corriga (edited by), 1977. Etnia, lingua, cultura : un dibattito aperto in Sardegna, EDES, Tradizione, identità e cultura sarde nella scuola, Giovanni Lilliu, pp. 128-131.
362. ↑  Paolo Coluzzi (2007). Minority Language Planning and Micronationalism in Italy: An Analysis of the Situation of Friulian, Cimbrian and Western Lombard with Reference to Spanish Minority Languages. Peter Lang. p. 45.
363. ↑   Pier Sandro Pillonca, La lingua sarda nelle istituzioni. Quarant'anni di dibattiti in Consiglio Regionale (PDF), Rende, Edizioni Fondazione Sardinia, 2020,  pp. 12-13.
364. ↑  «The University of Cagliari passed a resolution demanding from regional and state authorities the recognition of the Sardinians as an ethnic and linguistic minority and of Sardinian as their national language.» Rebecca Posner, John N. Green (1993). Bilingualism and Linguistic Conflict in Romance. De Gruyter Mouton. p. 272.
365. ↑  Rebecca Posner, John N. Green (1993). Bilingualism and Linguistic Conflict in Romance. De Gruyter Mouton. p. 272.
366. ↑   Paolo Caretti et al., Regioni a statuto speciale e tutela della lingua, G. Giappichelli Editore, 2017,  p. 67.
367. ↑  Rebecca Posner, John N. Green (1993). Bilingualism and Linguistic Conflict in Romance. De Gruyter Mouton. p. 273.
368. ↑   Pier Sandro Pillonca, La lingua sarda nelle istituzioni. Quarant'anni di dibattiti in Consiglio Regionale (PDF), Rende, Edizioni Fondazione Sardinia, 2020,  p. 12.
369. ↑   Andrea Corsale e Giovanni Sistu, Sardegna: geografie di un'isola, Milano, Franco Angeli, 2019,  p. 193.
370. ↑  Nel Mura, tali trasformazioni socioeconomiche sono state considerate come generative di un cambiamento pari a «una vera e propria mutazione antropologica della realtà isolana». Mura, Giovanni (1999). Fuéddus e chistiònis in sárdu e italiánu, Istituto Superiore Regionale Etnografico, Nuoro, p. 3
371. ↑  «Nella coscienza dei sardi, in analogia con i processi che caratterizzano la subalternità ovunque, si è costituita un'identità fondata su alcune regole che distinguono il dicibile (autonomia in politica, italianità linguistica, criteri di gusto musicali convenzionali non sardi, mode, gastronomie, uso del tempo libero, orientamenti politici) come campo che può comprendere quasi tutto ma non l'indicibile, cioè ciò che viene stigmatizzato come "arretrato", "barbaro", "primitivo", cioè sardo de souche, "autentico". Questa esclusione del sardo de souche, originario, si è costituita lentamente attraverso una serie di atti repressivi (Butler 2006, 89), dalle punizioni scolastiche alla repressione fascista del sardismo, ma anche grazie alla pratica quotidiana del passing e al diffondersi della cultura di massa in epoca recente (in realtà molto più porosa della cultura promossa dall'istruzione centralizzata).» Alessandro Mongili (2015). "1". Topologie postcoloniali. Innovazione e modernizzazione in Sardegna. Condaghes.
372. ↑  Mura, Giovanni (1999). Fuéddus e chistiònis in sárdu e italiánu, Istituto Superiore Regionale Etnografico, Nuoro, p. 3.
373. ↑  «It also triggered a negative attitude on the part of the Sardinians, if not a pervasive sense of inferiority of the Sardinian ethnic and cultural identity.» Andrea Costale, Giovanni Sistu (2016). Surrounded by Water: Landscapes, Seascapes and Cityscapes of Sardinia. Cambridge Scholars Publishing. p. 123.
374. ↑  «It also became obvious that the polarization of the language controversy had brought about a change in the attitude towards Sardinian and its use. Sardinian had become a symbol of ethnic identity: one could be proud of it and it served as a marker to distance oneself from the 'continentali' [Italians on the continent].»  Rebecca Posner, John N. Green, Bilingualism and Linguistic Conflict in Romance, De Gruyter Mouton, 1993,  p. 279.
375. ↑  «It also turned out that this segregation from Italian became proportionately stronger as speakers felt that they had been let down by the 'continentali' in their aspirations towards better socio-economic integration and greater social mobility.»  Rebecca Posner, John N. Green, Bilingualism and Linguistic Conflict in Romance, De Gruyter Mouton, 1993,  p. 279.
376. ↑  «The data in Sole 1988 point to the existence of two opposing tendencies: Sardophone speakers hold their language in higher esteem these days than before but they still use it less and less.»  Rebecca Posner, John N. Green, Bilingualism and Linguistic Conflict in Romance, De Gruyter Mouton, 1993,  p. 288.
377. ↑   Schedati tutti gli insegnanti che vogliono portare la lingua sarda nelle scuole, in Nazione Sarda, 20 gennaio 1981.
378. ↑  (SC) Sarvadore Serra, Cando ischedaiant sos maistros de sardu, in Limba Sarda 2.0, 28 gennaio 2021. URL consultato il 1º febbraio 2021.
379. ↑   Francesco Casula, Lingua sarda: dall’interramento alla resurrezione?, in Il Manifesto Sardo, 1º settembre 2014. URL consultato il 1º febbraio 2021.
380. ↑   Eduardo Blasco Ferrer, Peter Koch, Daniela Marzo, Manuale di linguistica sarda. Manuals of Romance Linguistics, De Gruyter Mouton, 2017,  p. 37.
381. ↑   Pier Sandro Pillonca, La lingua sarda nelle istituzioni. Quarant'anni di dibattiti in Consiglio Regionale (PDF), Rende, Edizioni Fondazione Sardinia, 2020,  pp. 21-44.
382. 1 2  Kurt Braunmüller, Gisella Ferraresi (2003). Aspects of multilingualism in European language history. Amsterdam/Philadelphia: University of Hamburg. John Benjamins Publishing Company. p. 238.
383. ↑   Sentenza n.290/1994, pres. Casavola.
384. ↑  Deplano, Andrea (1996). Etnia e folklore : storia, prospettive, strumenti operativi, Artigianarte, Cagliari, p. 58-59.
385. ↑  Pinna, M.T. Catte (1992). Educazione bilingue in Sardegna: problematiche generali ed esperienze di altri paesi, Edizioni di Iniziative culturali, Sassari, pp. 166-174
386. ↑   Oppo, Anna. Le lingue dei sardi, p. 50 (PDF). URL consultato il 15 ottobre 2009 (archiviato dall'url originale il 7 gennaio 2018).
387. ↑   Eduardo Blasco Ferrer, Peter Koch, Daniela Marzo, Manuale di linguistica sarda. Manuals of Romance Linguistics, De Gruyter Mouton, 2017,  p. 40.
388. ↑   Pier Sandro Pillonca, La lingua sarda nelle istituzioni. Quarant'anni di dibattiti in Consiglio Regionale (PDF), Rende, Edizioni Fondazione Sardinia, 2020,  p. 9.
389. ↑  Gavino Pau, in un suo intervento ne La Nuova Sardegna (18 aprile 1978, Una lingua defunta da studiare a scuola), sosteneva che "per tutti l'italiano era un'altra lingua nella quale traducevamo i nostri pensieri che, irrefrenabili, sgorgavano in sardo" e ancora, per la lingua sarda "abbiamo vissuto, per essa abbiamo sofferto, per essa viviamo e vivremo. Il giorno che essa morrà, moriremo anche noi come sardi." (cit. in Melis Onnis, Giovanni (2014). Fueddariu sardu campidanesu-italianu, Domus de Janas, Presentazione)
390. ↑   Marco Oggianu, Paradiso turistico o la lenta morte di un popolo?, su gfbv.it, 21 dicembre 2006. URL consultato il 24 febbraio 2008.
391. ↑  «Se dunque il quadro delle competenze e degli usi linguistici è contraddittorio ed estremamente eterogeneo per le ragioni che abbiamo citato prima, non altrimenti si può dire per l'opinione. Questa è generalmente favorevole a un mutamento dello status pubblico della lingua sarda e delle altre lingue della Sardegna, le vuole tutelare e vuole diffonderne l'uso, anche ufficiale.»  Paolo Caretti et al., Regioni a statuto speciale e tutela della lingua, G. Giappichelli Editore, 2017,  p. 72.
392. ↑   Il ruolo della lingua sarda nelle scuole e nelle università sarde (Institut für Linguistik/Romanistik).
393. ↑   Damien Simonis, Sardinia, Lonely Planet Publications, 2003,  pp.  240.-241, ISBN 978-1-74059-033-4.
394. ↑   Ai docenti di sardo lezioni in italiano, Sardegna 24 - Cultura, su sardegna24.net.
395. ↑   Silanus diventa la capitale dei vocabolari dialettali, La Nuova Sardegna. URL consultato il 5 febbraio 2019 (archiviato dall'url originale il 5 dicembre 2020).
396. 1 2   La situazione sociolinguistica della Sardegna settentrionale, Mauro Maxia.
397. ↑   Da un'isola all'altra: Corsica e Sardegna - Jean-Pierre Cavaillé.
398. ↑   Sardinian language use survey, su uoc.edu.
399. ↑   Niente messa in limba, lettera al vescovo: “Perché in chiesa è vietato parlare in sardo?” - SardiniaPost.
400. ↑  Nuovo appello dei fedeli ai vescovi: celebrare le messe in lingua sarda
401. ↑   Caro Mastino, non negare l'evidenza: per te il sardo è una lingua morta. Che l'Università di Sassari vorrebbe insegnare come se fosse il latino - Vito Biolchini.
402. ↑   Lingua sarda: la figuraccia di Mastino, rettore dell'Università di Sassari.
403. ↑   I mass media in Sardegna (Institut für Linguistik/Romanistik).
404. ↑   Sardinian in Italy (qualora si riscontrino problemi per la consultazione di suddetto documento, si selezioni List by languages, Sardinian, Sardinian in Italy), su uoc.edu.
405. ↑   No al sardo in Rai, Pigliaru: «Discriminazione inaccettabile» - La Nuova Sardegna.
406. ↑   Bill excluding Sardinian, Friulian from RAI broadcasts sparks protest - Nationalia.
407. ↑  Brenzinger et all. (2003). Language Vitality and Endangerment, Document submitted to the International Expert Meeting on UNESCO Programme Safeguarding of Endangered Languages, Paris, p. 8.
408. 1 2  M. Paul Lewis, Gary F. Simons (2010). Assessing Endangerment: Expanding Fishman’s GIDS, p. 8.
409. ↑   L'uso della lingua italiana, dei dialetti e delle lingue straniere (XLSX). Istat, 2017.
410. ↑  Storia della lingua sarda, vol. 3, a cura di Giorgia Ingrassia e Eduardo Blasco Ferrer, CUEC, pp. 227-230.
411. ↑   Stranos Elementos, musica per dare voce al disagio sociale.
412. ↑   Il passato che avanza a ritmo di rap - La Nuova Sardegna.
413. ↑   Cori e rappers in limba alla Biennale - La Nuova Sardegna.
414. ↑   La lingua sarda al cinema. Un'introduzione. Di Antioco Floris e Salvatore Pinna - UniCa (PDF). URL consultato il 29 maggio 2016 (archiviato dall'url originale l'11 ottobre 2017).
415. ↑  Storia della lingua sarda, vol. 3, a cura di Giorgia Ingrassia e Eduardo Blasco Ferrer, CUEC, pp. 226.
416. ↑   Do you speak… su Sardu? - Irene Bosu , Focus Sardegna.
417. ↑   Cagliari, promosso a pieni voti il tredicenne che ha dato l'esame in sardo - Sardiniapost.
418. ↑   Eleonora d'Arborea in sardo? La prof. “continentale” dice no - Sardiniapost.
419. ↑   Sassari, studente dell'Alberghiero si diploma parlando in sardo - ULS Alta Baronìa (La Nuova Sardegna). URL consultato il 21 luglio 2013 (archiviato dall'url originale il 21 settembre 2013).
420. ↑   Esame di maturità per la limba: Buddusò, la tesina di Elio Altana scritta in italiano ma discussa in logudorese - La Nuova Sardegna.
421. ↑   Quartu,esame di terza media in campidanese:studenti premiati in Comune - CastedduOnline.
422. ↑   Studentessa dialoga in sardo con il presidente dei docenti - Nuova Sardegna.
423. ↑   In sardo all'esame di maturità. La scelta di Lia Obinu al liceo scientifico di Bosa - Bentos.
424. ↑   Studente sostiene l'esame di terza media su Grazia Deledda interamente in sardo, L'Unione Sarda, 2016.
425. ↑   La maturità ad Orgosolo: studente-poeta in costume sardo, tesina in limba, Sardiniapost.it.
426. ↑   Col costume sardo all'esame di maturità discute la tesina in "limba", Casteddu Online. URL consultato l'11 marzo 2018 (archiviato dall'url originale l'11 agosto 2017).
427. ↑  Quartu, discusses the maturity exam in Sardinian: "I wanted to honor a beautiful and rich language"
428. ↑   Nozze in lingua sarda a Cagliari - Il primo matrimonio in Municipio.
429. ↑   Matrimonio in sardo a Mogoro, Il sì in limba di Simone e Svetlana - Unione Sarda.
430. ↑   Matrimonio in limba - Iscanu / Scano di Montiferro.
431. ↑   Il matrimonio in "limba" piace, la delibera sbarca anche a Quartu - Unione Sarda.
432. ↑   All'esame di terza media con una tesina in sardo, La Nuova Sardegna.
433. ↑   Sardinian 'rebels' redraw island map - The Local.
434. ↑   La limba sulle mappe di Google - La Nuova Sardegna.
435. ↑   Su Google Maps spariscono i nomi delle città in sardo - La Nuova Sardegna.
436. ↑   Io ci credo, noi ci crediamo… E tu? - Dinamo Sassari (versione del sito in sardo).
437. ↑   Il Cagliari parla in sardo: era ora! Adesso abbia la forza di insistere e rilanciare - SardegnaSport, su sardegnasport.com. URL consultato il 29 luglio 2014 (archiviato dall'url originale il 29 luglio 2014).
438. ↑   Bene su Casteddu in sardu (ma rispetet s'ortografia de is sardos) - Limba Sarda 2.0.
439. ↑   Facebook in sardo: è possibile ottenerlo se noi tutti compiliamo la richiesta - LaBarbagia.net.
440. ↑   Come si mette la lingua sarda su Facebook - Giornalettismo.
441. ↑   Facebook in sardo: ora è realtà, su labarbagia.net.
442. ↑   È arrivato Facebook in lingua sarda, Wired.
443. ↑   Telegram in sardu: oe si podet, Sa Gazeta, su sagazeta.info. URL consultato il 19 gennaio 2017 (archiviato dall'url originale il 31 gennaio 2017).
444. ↑   Tecnologies de la sobirania, VilaWeb.
445. ↑   La limba nel cielo: le costellazioni ribattezzate in sardo, La Nuova Sardegna.
446. ↑   Skype language files for additonal languages, Sardu.
447. ↑   Finanziato da Google nasce il primo traduttore automatico per la lingua sarda, Unione Sarda, su unionesarda.it. URL consultato il 16 agosto 2017 (archiviato dall'url originale il 16 agosto 2017).
448. ↑   Firefox parla in sardo: la missione di Sardware per diffondere la limba sul web, su La Nuova Sardegna, 15 marzo 2023. URL consultato il 26 marzo 2023.
449. ↑  (SC) Mauro Loddo, Firefox, como su navigadore web faeddat sardu, su Istòrias, 17 marzo 2023. URL consultato il 26 marzo 2023.
450. ↑   Lingua sarda: "trinta prenu" per i primi due studenti, Unica.it[collegamento interrotto].
451. ↑   Nasce Sardistica, lingue e culture della civiltà isolana, in La Nuova Sardegna, 2021. URL consultato il 6 aprile 2021 (archiviato dall'url originale il 30 luglio 2021).
452. ↑   30 e lode in lingua sarda per gli studenti tedeschi, La Donna Sarda. URL consultato l'11 marzo 2018 (archiviato dall'url originale il 2 marzo 2017).
453. ↑   I tedeschi studiano il sardo nell'isola - La Nuova Sardegna.
454. ↑   Da Mogoro all'Islanda per insegnare il sardo: «così promuovo l'isola», Videolina.it.
455. ↑   Studenti cechi imparano il sardo - La Nuova Sardegna.
456. ↑   “Ecco come insegno il sardo nella Repubblica Ceca” - Sardiniapost.
457. ↑   In città il professore giapponese che insegna la lingua sarda a Tokio - In città il professore giapponese che insegna la lingua sarda a Tokyo - La Nuova Sardegna.
458. ↑   "Limba" made in Japan - La Nuova Sardegna.
459. ↑   Il professore giapponese che insegna il sardo ai sardi - La Nuova Sardegna.
460. ↑   Sergio Lubello, Manuale Di Linguistica Italiana, Manuals of Romance linguistics, De Gruyter, 2016,  p. 489.
461. 1 2   Matteo Valdes, Valori, opinioni e atteggiamenti verso le lingue locali, in Oppo, Anna. Le lingue dei sardi: una ricerca sociolinguistica, 2007,  p. 62.
462. ↑   Roberto Bolognesi, Un programma sperimentale di educazione linguistica in Sardegna (PDF), su comune.lode.nu.it, 2000,  p. 124. URL consultato il 19 giugno 2022 (archiviato dall'url originale il 26 marzo 2023).
463. ↑  Al giorno d'oggi i sardi stessi «si identificano con loro lingua meno di quanto facciano altre minoranze linguistiche esistenti in Italia, e viceversa sembrano identificarsi con l'italiano più di quanto accada per altre minoranze linguistiche d'Italia» (Paulis, Giulio (2001). Il sardo unificato e la teoria della panificazione linguistica, in Argiolas, Mario; Serra, Roberto, Limba lingua language: lingue locali, standardizzazione e identità in Sardegna nell’era della globalizzazione, Cagliari, CUEC, p. 161)
464. ↑   Il bilinguismo perfetto è ancora solo un miraggio, in La Nuova Sardegna, 2021.
465. ↑  «La situazione del sardo in questi ultimi decenni risente da un lato degli esiti del processo di italianizzazione linguistica, profondo e pervasivo, e dall'altro di un processo che si può definire come risardizzazione linguistica, intendendo con questo una serie di passaggi che incidono sulla modifica dello status del sardo come lingua, sulla determinazione di una regola scritta, sulla diffusione del suo uso nei media e nella comunicazione pubblica e, infine, sullo sviluppo del suo uso come lingua di comunicazione privata e d'uso in set d'interazione interpersonale dai quali era stato precedentemente bandito o considerato sconveniente».  Paolo Caretti et al., Regioni a statuto speciale e tutela della lingua, G. Giappichelli Editore, 2017,  pp. 67-68.
466. ↑   T. Telmon, Aspetti sociolinguistici delle eteroglossie in Italia, in Storia della lingua italiana, 3, Le altre lingue, Torino, Einaudi, 1994,  p. 944.
467. ↑   Roberto Bolognesi, Le identità linguistiche dei sardi, Condaghes, 2013,  pp. 63-74.
468. ↑   Lingua e società in Sardegna - Mauro Maxia (PDF).
469. ↑  «The sociolinguistic subordination of Sardinian to Italian has resulted in the gradual degeneration of the Sardinian language into an Italian patois under the label of regional Italian. This new linguistic code that is emerging from the interference between Italian and Sardinian is very common among the less privileged cultural and social classes.» ("La subordinazione sociolinguistica del sardo all'italiano ha ingenerato un processo di degenerazione graduale della lingua sarda in un patois italiano etichettato come "italiano regionale". Questo nuovo codice linguistico, che emerge dall'interferenza tra italiano e sardo, è particolarmente comune presso i meno privilegiati ceti socio-culturali.").  Relazione Euromosaic "Sardinian in Italy". URL consultato l'11 giugno 2019 (archiviato dall'url originale il 18 maggio 2018)., Euromosaic, 1995
470. ↑   Andrea Corsale e Giovanni Sistu, Sardegna: geografie di un'isola, Milano, Franco Angeli, 2019,  p. 191, 199.
471. 1 2   Roberto Bolognesi, Un programma sperimentale di educazione linguistica in Sardegna (PDF), su comune.lode.nu.it, 2000,  p. 127. URL consultato il 19 giugno 2022 (archiviato dall'url originale il 26 marzo 2023).
472. ↑   Eduardo Blasco Ferrer, Peter Koch, Daniela Marzo, Manuale di linguistica sarda, De Gruyter Mouton, 2017,  p. 213.
473. ↑   Eduardo Blasco Ferrer, Peter Koch, Daniela Marzo, Manuale di linguistica sarda, De Gruyter, 2017,  p. 37.
474. ↑  «Si […] sos Sardos an a sighire a faeddare in italianu a sos fizos che a como, tando est malu a creer chi sa limba amministrativa, s’instandardizatzione e finas su sardu in iscola an a poder cambiare abberu sas cosas.» ("Se i sardi continueranno a parlare in italiano ai loro figli, come avviene ora, sarà difficile credere che la lingua amministrativa, la standardizzazione e finanche l'introduzione del sardo nelle scuole potranno davvero cambiare le cose"). Paulis, Giulio (2010). Varietà locali e standardizzazione nella dinamica dello sviluppo linguistico, in Corongiu, Giuseppe; Romagnino, Carla. Sa Diversidade de sas Limbas in Europa, Itàlia e Sardigna. Atos de sa conferèntzia regionale de sa limba sarda. Macumere, 28-30 Santandria 2008, Casteddu, Edizione de sa Regione Autònoma de Sardigna, pp. 179-184.
475. ↑   Difendere l'italiano per resuscitare il sardo, L'Indiscreto, Enrico Pitzianti.
476. ↑   La standardizzazione del sardo, oppure: quante lingue standard per il sardo? E quali? (Institut für Linguistik/Romanistik).
477. ↑   Le contese sulla Lsc. Lo standard è il futuro. Senza diktat - Alessandro Mongili (archiviato dall'url originale il 14 luglio 2014).
478. ↑   Fiorenzo Toso, 1, in Le minoranze linguistiche in Italia, Bologna, Società editrice Il Mulino, 2008, ISBN 9788815361141.
479. ↑  «Ciò nonostante non si è potuto né frenare l'italianizzazione progredente attraverso la scuola e gli ambiti ufficiali, né restituire vitalità al sardo in famiglia. La trasmissione intergenerazionale, fattore essenziale per la riproduzione etnolinguistica, resta seriamente compromessa.»  Eduardo Blasco Ferrer, Peter Koch, Daniela Marzo, Manuale di linguistica sarda, De Gruyter Mouton, 2017,  p. 40.
480. ↑  «Yet, it cannot be ignored that at present many young speakers, who have frequently been brought up in Italian, have a restricted active or even a merely passive command of their ethnic language.» Kurt Braunmüller, Gisella Ferraresi (2003). Aspects of multilingualism in European language history. Amsterdam/Philadelphia: University of Hamburg. John Benjamins Publishing Company. p. 241
481. ↑  Andrea Costale, Giovanni Sistu (2016). Surrounded by Water: Landscapes, Seascapes and Cityscapes of Sardinia. Cambridge Scholars Publishing. p. 124
482. ↑   Sergio Lubello, Manuale Di Linguistica Italiana, Manuals of Romance linguistics, De Gruyter, 2016,  p. 506.
483. ↑   Lingue di minoranza e scuola, Carta Generale. Ministero della Pubblica Istruzione, su minoranze-linguistiche-scuola.it. URL consultato il 24 luglio 2016 (archiviato dall'url originale il 10 ottobre 2017).
484. ↑  V. il  ricorso. URL consultato il 26 dicembre 2018 (archiviato dall'url originale il 29 settembre 2020). dell'avvocato Besostri contro la legge elettorale italiana del 2015.
485. ↑  «Tra gli aspetti che necessitano una immediata rivisitazione - aggiunge il governatore - vi è il fatto che nel nostro Statuto Speciale di Autonomia non è ancora contemplata una norma che in qualche modo richiami e contenga la lingua e la cultura isolana. Mentre, per contro, negli Statuti della Valle d'Aosta e del Trentino-Alto Adige, per quanto emananti nello stesso periodo, tali norme son ben presenti. Il che ha consentito il riconoscimento di un pacchetto di misure e agevolazioni da parte della Repubblica proprio in ragione del fatto di essere territori aventi lo status di minoranza etnolinguistica.»  Giornata mondiale della lingua madre, Solinas: "Il sardo deve avere la stessa dignità dell'italiano", in L'Unione Sarda, 2021.
486. ↑   La Cassazione: "Il sardo è una lingua, non può essere considerato un dialetto" - Unione Sarda (12/12/2014).
487. ↑   Lingue di minoranza e scuola. A dieci anni dalla Legge 482/99 Quaderni della Direzione Generale per gli Ordinamenti Scolasticie per l’Autonomia Scolastica (PDF).
488. ↑   Lingua sarda, Legislazione Internazionale, Sardegna Cultura, su sardegnacultura.it. URL consultato il 20 dicembre 2018 (archiviato dall'url originale il 13 agosto 2020).
489. ↑   Italia, sulle lingue minoritarie passi ancora da fare, su affarinternazionali.it. URL consultato il 20 dicembre 2018 (archiviato dall'url originale il 9 agosto 2020).
490. ↑   Lingua sarda, Marilotti (M5s): "Occorre ratifica della Carta europea delle lingue minoritarie", su cagliaripad.it.
491. ↑   European Parliamentary Research Service. Regional and minority languages in the European Union, Briefing September 2016 (PDF).
492. ↑   La mancata ratifica della Carta rivela le “scorrettezze” del Belpaese L'Europa e il sardo: cartellino giallo per l'Italia - Unione Sarda (archiviato dall'url originale il 2 marzo 2014).
493. ↑   L'Ue richiama l'Italia: non ha ancora firmato la Carta di tutela - Messaggero Veneto.
494. ↑   Question for written answer E-005984-17 to the Commission, Rule 130, Renato Soru (S&D), su europarl.europa.eu, 26 settembre 2017.
495. ↑   The Council of Europe Advisory Committee on the Framework Convention for the Protection of National Minorities, Fourth Opinion on Italy, 2015.
496. ↑   Il Consiglio d'Europa: «Lingua sarda discriminata, norme non rispettate», L'Unione Sarda.
497. ↑   Resolution CM/ResCMN(2017)4 on the implementation of the Framework Convention for the Protection of National Minorities by Italy, Council of Europe, su rm.coe.int.
498. ↑   Piera Serusi, Se i ragazzi non parlano la lingua degli anziani, su da L'Unione Sarda (Università degli Studi di Cagliari), 8 dicembre 2017. URL consultato il 4 maggio 2024 (archiviato il 4 maggio 2024).
499. ↑   Università contro spending review «Viene discriminato il sardo» - Sassari Notizie, su sassarinotizie.com.
500. ↑   Il consiglio regionale si sveglia sulla tutela della lingua sarda, su buongiornoalghero.it.
501. ↑  (CA) Alguer.it «Salviamo sardo e algherese in Parlamento», su notizie.alguer.it. URL consultato il 5 agosto 2012.
502. ↑   Scuola e minoranze linguistiche, vertice a Roma, su lanuovasardegna.it.
503. ↑   Sentenza Corte costituzionale nr. 215 del 3 luglio 2013, depositata il 18 luglio 2013 su ricorso della regione Friuli-VG, su giurcost.org.
504. ↑   Delibera della Giunta regionale del 26 giugno 2012 (PDF)..
505. ↑   Dicitura bilingue per lo stemma della Regione, in La Nuova Sardegna, 07 luglio 2012. URL consultato il 9 ottobre 2012.
506. ↑   Il Consiglio si ‘prende’ la Limba, da oggi interventi autonomi dal Governo - SardiniaPost.
507. ↑   Sardegna, approvata la legge che dà lo status ufficiale di lingua al sardo, La Nuova Sardegna.
508. ↑   Sardegna, sì alla legge per la tutela della lingua: sarà insegnata nelle scuole, La Repubblica.it.
509. ↑   Lingua sarda: quest'anno niente corsi nelle scuole, in L'Unione Sarda, 2019.
510. ↑   Manca, 5Stelle, denuncia: 100 docenti di lingua sarda rischiano il lavoro, in La Nuova Sardegna, 2019.
511. ↑   «Niente lingua sarda a scuola, la legge regionale è inattuata», in La Nuova Sardegna, 2020.
512. ↑   Nella Procura di Oristano si parla sardo: primo sportello giudiziario in Italia per una lingua minoritaria, in La Nuova Sardegna, 2021.
513. ↑  Jones, Sardinian Syntax, Routledge, 1993.
514. ↑   Massimo Pittau, Grammatica del Sardo Illustre, su pittau.it. URL consultato il 18 aprile 2021.
515. ↑   Massimo Pittau, Grammatica del sardo illustre, Sassari, Carlo Delfino Editore, 2005, ISBN 978-88-7138-372-9, OCLC 238818951.
516. ↑  «Nel periodo giudicale si osserva una certa unitarietà del modo di scrivere il sardo, ma non si ha notizia di alcuna regolazione: la sua ufficialità era implicita e data per scontata. Nel XVI e, poi, nel XVIII secolo, nei circoli umanisti e in quelli gesuitici, rispettivamente, si è osservato un tentativo di fornire una regolazione, ma tali tentativi furono non solo ostacolati ma anche repressi dalle autorità coloniali ispaniche e soprattutto sabaude.»  Paolo Caretti et al., Regioni a statuto speciale e tutela della lingua, G. Giappichelli Editore, 2017,  pp. 75-76.
517. ↑  «L'esistenza di una striscia di "terra di nessuno" (fatta eccezione, comunque, per i dialetti di Laconi e Seneghe) tra dialetti meridionali e settentrionali, come anche della tradizionale suddivisione della Sardegna in due "capi" politico-amministrativi oltre che, ma fino a un certo punto, sociali e antropologici (Cabu de Susu e Cabu de Jossu), ma soprattutto della popolarizzazione, condotta dai mass media negli ultimi trent'anni, di teorie pseudo-scientifiche sulla suddivisione del sardo in due varietà nettamente distinte tra di loro, hanno contribuito a creare presso una parte del pubblico l'idea che il sardo sia diviso tra le due varietà del "campidanese" e del "logudorese". In effetti, si deve più correttamente parlare di due tradizioni ortografiche, che rispondono a queste denominazioni, mettendo bene in chiaro però che esse non corrispondono a nessuna varietà reale parlata in Sardegna.» Bolognesi, Roberto (2013). Le identità linguistiche dei sardi, Condaghes, p. 93
518. 1 2 3   Giuseppe Corongiu, Il sardo: una lingua normale: manuale per chi non ne sa nulla, non conosce la linguistica e vuole saperne di più o cambiare idea, Cagliari, Condaghes, 2013, ISBN 88-7356-214-0, OCLC 856863696.
519. ↑   Roberto Bolognesi, Il dimezzamento del sardo fra scienza e politica, su Bolognesu: in sardu, 25 novembre 2013. URL consultato il 14 novembre 2020.
520. ↑  (SC) Roberto Bolognesi, S’imbentu de su campidanesu e de su logudoresu, su Bolognesu: in sardu, 4 aprile 2010. URL consultato il 14 novembre 2020.
521. ↑   Roberto Bolognesi, Le identità linguistiche dei sardi, Cagliari, Condaghes, 2013,  p. 141, ISBN 978-88-7356-225-2, OCLC 874573242.
«In altre parole, queste divisioni del sardo in logudorese e campidanese sono basate unicamente sulla necessità - chiarissima nel Cetti - di arrivare comunque a una divisione della Sardegna in due "capi". [...] La grande omogeneità grammaticale del sardo viene ignorata, per quanto riguarda gli autori tradizionali, in parte per mancanza di cultura linguistica, ma soprattutto per la volontà, riscontrata esplicitamente in Spano e Wagner, di dividere il sardo e i sardi in varietà "pure" e "spurie". In altri termini, la divisione del sardo in due varietà nettamente distinte è frutto di un approccio ideologico alla variazione dialettale in Sardegna»
522. ↑  «The phonetic differences between the dialects occasionally lead to communicative difficulties, particularly in those cases where a dialect is believed to be 'strange' and 'unintelligible' owing to the presence of phonetic peculiarities such as laryngeal or pharyngeal consonants or nazalized vowels in Campidanese and in the dialects of central Sardinia. In his comprehensive experimental-phonetic study, however, Contini (1987) concludes that interdialectal intelligibility exists and, on the whole, works satisfactorily.»  Rebecca Posner, John N. Green, Bilingualism and Linguistic Conflict in Romance, De Gruyter Mouton, 1993,  p. 287.
523. ↑   Michel Contini, Etude de géographie phonétique et de phonétique instrumentale du sarde, Cagliari, Edizioni dell'Orso, 1987, ISBN 88-7694-015-4, OCLC 15140324.
524. ↑   Roberto Bolognesi e Wilbert Heeringa, Sardegna fra tante lingue - il contatto linguistico in Sardegna dal Medioevo a oggi (PDF), Cagliari, Condaghes, 2005, ISBN 978-88-7356-075-3, OCLC 67225702. URL consultato il 14 novembre 2020 (archiviato dall'url originale l'11 febbraio 2014).
525. ↑   Roberto Bolognesi, Una lingua unitaria che non ha bisogno di standardizzazioni, su Bolognesu: in sardu, 9 gennaio 2018. URL consultato il 14 novembre 2020.
526. ↑   Regole Ortografiche - Premio Ozieri di Letteratura Sarda, su premiozieri.it. URL consultato il 18 aprile 2021 (archiviato dall'url originale il 25 luglio 2021).
527. ↑   Regione Autonoma della Sardegna, LIMBA SARDA COMUNA - Norme linguistiche di riferimento a carattere sperimentale per la lingua scritta dell’Amministrazione regionale (PDF), su regione.sardegna.it.
528. ↑   Xavier Frias, Proposte di Miglioramento dello Standard Sardo L.S.C..
529. ↑   Roberto Bolognesi, Sì alla lingua sarda standard, ma con questi emendamenti, su vitobiolchini.it, 23 giugno 2014. URL consultato il 14 novembre 2020.
530. ↑  (SC, IT) Arrègulas po ortografia, fonètica, morfologia e fueddàriu de sa Norma Campidanesa de sa Lìngua Sarda (PDF), su provincia.cagliari.it, 2009. URL consultato il 18 aprile 2021 (archiviato dall'url originale il 15 agosto 2020).
531. ↑  (SC) DELIBERATZIONE N. 16/14 DE SU 18.04.2006 - Limba Sarda Comuna. Adotzione de sas normas de referèntzia de caràtere isperimentale pro sa limba sarda iscrita in essida de s’Amministratzione regionale (PDF), su regione.sardegna.it.
532. 1 2   Regione Autonoma della Sardegna, Monitoraggio sull'utilizzo sperimentale della Limba Sarda Comuna 2007-2013 (PDF), su sardegnacultura.it. URL consultato il 14 novembre 2020 (archiviato dall'url originale il 24 settembre 2015).
533. ↑  (EN) Federico Gobbo e Laura Vardeu, Which Sardinian for education?, in Contested Languages: The hidden multilingualism of Europe, vol. 8,  p. 221, DOI:10.1075/wlp.8.13gob. URL consultato il 23 gennaio 2021.
534. ↑  (EN) Federico Gobbo, Laura Vardeu, Which Sardinian for education?, 12 maggio 2016. URL consultato il 23 gennaio 2021.
535. ↑   Lorenzo Renzi, Alvise Andreose, Manuale di linguistica e filologia romanza, Il Mulino, 2009,  p. 55.
536. ↑  Per vedere il vocabolo principale, in aggiunta a vari localismi, visitare il  Ditzionàriu in línia (archiviato dall'url originale l'8 ottobre 2017).
537. ↑  In alternativa, la perifrasi su mere/meri de sa bidda.
538. ↑  (DE) Guido Mensching, Einführung in die sardische Sprache, Bonn, Romanistischer Verlag, 1992,  pp. 78, 136, ISBN 3-86143-149-1.
539. ↑  Roberto Bolognesi, Wilbert Heeringa (2005). Sardegna fra tante lingue. Il contatto linguistico in Sardegna dal Medioevo a oggi. Condaghes, Ainas
540. ↑  (DE) Guido Mensching, Einführung in die sardische Sprache, Bonn, Romanistischer Verlag, 1992,  pp. 35, 136, ISBN 3-86143-149-1.
541. ↑   Copia archiviata, su academia.edu. URL consultato il 2 maggio 2019 (archiviato dall'url originale il 6 novembre 2018).
542. 1 2 3 4 5  Giulio Paulis, «L'influsso linguistico fenicio-punico in Sardegna. Nuove acquisizioni e prospettive di ricerca», in Circolazioni culturali nel Mediterraneo antico. Atti della VI giornata camito-semtica e indoeuropea, I Convegno Internazionale di linguistica dell'area mediterranea, Sassari 24-27 aprile 1991, a cura di Paolo Filigheddu, Cagliari, Corda, 1994, pp. 213-219.
543. 1 2 3  Giulio Paulis, «Sopravvivenze della lingua punica in Sardegna», in L'Africa romana, Atti del VII Convegno di Studio (Sassari 1989), Sassari, Gallizzi, 1990, pp. 599-639.
544. 1 2 3  (DE) Guido Mensching, Einführung in die sardische Sprache, Bonn, Romanistischer Verlag, 1992,  pp. 96, 136.
545. ↑  (ES) carnaval, su Diccionario de la lengua española. URL consultato il 17 gennaio 2016.
546. ↑  (DE) Guido Mensching, Einführung in die sardische Sprache, Bonn, Romanistischer Verlag, 1992,  pp. 85, 136, ISBN 3-86143-149-1.
547. 1 2 3 4 5 6 7 8  I. Putzu 2012, p. 185.
548. 1 2 3 4 5 6 7 8 9 10 11 12 13 14 15 16 17 18 19 20 21 22 23 24 25 26 27 28 29 30 31 32 33 34 35 36 37 38 39 40 41 42 43 44 45 46 47 48 49 50 51 52 53 54 55 56   Eduardo Blasco Ferrer, Atti Convegno Linga Gadduresa, Palau, 2014 (PDF), su maxia-mail.doomby.com.
549. ↑  (ES) RAE - ASALE, prensa, su Diccionario de la lengua española. URL consultato il 2 maggio 2016.
550. ↑  (DE) Guido Mensching, Einführung in die sardische Sprache, Bonn, Romanisticher Verlag, 1992,  pp. 73, 136, ISBN 3-86143-149-1.
551. ↑  (ES) azul, su Diccionario de la lengua española.
552. ↑  (ES) RAE - ASALE, bóveda, su Diccionario de la lengua española. URL consultato il 1º maggio 2016.
553. ↑  (ES) brinco, su Diccionario de la lengua española. URL consultato il 19 gennaio 2016.
554. ↑  (ES) che¹; che², su Diccionario de la lengua española. URL consultato il 19 gennaio 2016.
555. ↑  (ES) RAE - ASALE, dengue¹; dengue², su Diccionario de la lengua española.
556. ↑  (DE) Guido Mensching, Einführung in die sardische Sprache, Bonn, Romanistischer Verlag, 1992,  pp. 96, 136, ISBN 3-86143-149-1.
557. ↑  (ES) escarmiento, su Diccionario de la lengua española.
558. ↑  (ES) gana, su Diccionario de la lengua española.
559. ↑  (ES) RAE - ASALE, garapiña, su Diccionario de la lengua española. URL consultato il 23 febbraio 2016.
560. ↑  (ES) jícara, su Diccionario de la lengua española.
561. ↑  (ES) RAE - ASALE, montón, su Diccionario de la lengua española. URL consultato il 5 maggio 2016.
562. ↑  (ES) RAE - ASALE, porfía, su Diccionario de la lengua española. URL consultato il 6 maggio 2016.
563. ↑  (ES) RAE - ASALE, tirria, su Diccionario de la lengua española. URL consultato il 6 maggio 2016.
564. ↑  (ES) tomate, su Diccionario de la lengua española.
565. ↑  (ES) topar, su Diccionario de la lengua española.
566. ↑  Quali erano anticamente i nomi più diffusi in Sardegna?
567. ↑  I toponimi sardi, un tesoro da riscoprire come i luoghi che raccontano
568. ↑  (EN) Brenda Man Qing Ong e Francesco Perono Cacciafoco, Unveiling the Enigmatic Origins of Sardinian Toponyms, in Languages, vol. 7, 2, 131, 24 maggio 2022,  pp. 1-19, DOI:10.3390/languages7020131.

### Varianti della lingua sarda
- Sardo logudorese
- Sardo campidanese

### Lingue alloglotte della Sardegna
- Lingua sassarese
- Lingua gallurese
- Dialetto algherese
- Dialetto tabarchino

### Bilinguismo
- Segnaletica bilingue in Sardegna
- Toponimi della Sardegna